# Église Saint-Martin de Maimbeville
L'église Saint-Martin est une église catholique paroissiale située à Maimbeville, dans le département de l'Oise, en France. Elle a été construite sous une seule campagne pendant la première moitié du XVIe siècle, dans le style gothique flamboyant. À l'extérieur, le clocher trapu et la faible hauteur des murs des bas-côtés suggèrent une modeste église rurale, et les fenêtres sans remplage évoquent une construction rustique. Le transept et l'abside autrement élancés paraissent en décalage avec les parties occidentales. À l'intérieur, l'église Saint-Martin s'avère tout au contraire homogène, mais également inachevée. La nef est tout aussi élevée que le chœur, et la largeur du vaisseau central est considérable. Les grandes arcades, les piliers ondulés et les voûtes d'ogives des parties orientales sont très soignés. Ainsi c'est l'ambition du projet architectural qui empêcha certainement le voûtement de la nef et des bas-côtés, et retarda l'exécution du bas-côté sud, tandis que les fenêtres semblent bien avoir possédé des réseaux flamboyants, qui semblent seulement avoir disparu. Sur le modèle de l'église de Nointel, la nef a finalement été munie de voûtes d'ogives en matériaux légers après 1870, alors que les bas-côtés conservent leurs plafonds plats provisoires. En tant qu'édifice emblématique de la reconstruction après la guerre de Cent Ans, l'église Saint-Martin a été classée monument historique par arrêté du 1er décembre 1950. Depuis le 1er janvier 2018, l'église est affiliée à la paroisse du Cœur du Christ de Clermont.

## Localisation
L'église Saint-Martin est située en France, en région Hauts-de-France et dans le département de l'Oise, sur la commune de Maimbeville, au milieu du village, rue de l'Église. C'est la plus méridionale des deux rues parallèles orientées est-ouest qui forment, avec les ruelles qui les relient, le noyau de la petite agglomération. L'élévation septentrionale de l'église est alignée sur la rue. Perpendiculairement à celle-ci, la rue Neuve arrive depuis le nord, et débouche pratiquement devant le portail latéral. En passant devant le chevet, la rue des Vallées arrive depuis le sud, et aboutit également sur la rue de l'Église. Autour du carrefour des trois routes, celle-ci s'élargit pour former la petite place de Verdun. Elle accueille également le monument aux morts de la commune et l'ancienne croix de cimetière. Depuis la place, le portail occidental de l'église est desservi par une courte impasse, qui mène vers la mairie-école. Ainsi, les deux élévations les plus exposées du monument sont les côtés nord et est, tandis que la façade occidentale est peu mise en valeur, car les deux maisons qui lui font face empêchent de l'apprécier en prenant du recul. L'élévation méridionale est, quant à elle, enclavée dans le jardin de la mairie.

## Historique
La date de fondation de la paroisse n'est pas connue. Son église est dédiée à saint Martin de Tours. Sous l'Ancien Régime, la paroisse de Maimbeville relève du doyenné de Pont-Sainte-Maxence, de l'archidiaconé de Breteuil et du diocèse de Beauvais. Le collateur de la cure est l'abbaye Saint-Lucien de Beauvais. Si le vocable de l'église indique une fondation haute, aucune partie de l'église n'est antérieure à la période gothique flamboyante. L'édifice semble avoir été bâti d'un seul jet, avec toutefois une brève interruption entre l'abside et le transept. Les piliers ondulés et la modénature prismatique aigüe correspondent aux premières décennies du XVIe siècle. L'on sait qu'une nouvelle consécration a été célébrée par Jean des Pleurs, évêque délégué, en date du 22 avril 1522. Cependant, les voûtes ne sont pas encore achevées à cette date. Celles du transept et de l'abside sont lancées quelques années plus tard, et leurs clés pendantes reflètent déjà le style de la Renaissance. Celles de la nef ne sont réalisées que sous la Troisième République. Le rapprochement avec l'église de Nointel permet de conclure à des voûtes en briques creuses et plâtre, système Colas, comme on les trouve également à Labruyère et Sacy-le-Grand. Également postérieures à l'époque flamboyante sont la tourelle d'escalier du clocher, dont le linteau de la porte est de style Renaissance, et le mur gouttereau du bas-côté sud, qui est sans style particulier. En tant qu'édifice emblématique de la reconstruction flamboyante après la guerre de Cent Ans, l'église Saint-Martin est classée monument historique par arrêté du 1er décembre 1950. Entre 1996 et 2017, elle est affiliée à la paroisse Saint-Thomas-More de Nointel. Des messes dominicales anticipées y sont célébrées occasionnellement. Avec la dissolution de la paroisse de Nointel au 1er janvier 2018, ses huit villages sont répartis entre quatre paroisses voisines. L'église Saint-Martin rejoint la paroisse du Cœur du Christ de Clermont.

## Description

### Aperçu général

Plan de l'église.

Orientée un peu irrégulièrement, avec une déviation de l'axe vers le nord-est du côté du chevet, l'église répond à un plan cruciforme, et se compose d'une nef de trois travées accompagnée de deux bas-côtés ; d'un transept non débordant ; et d'une abside à pans coupés. La première travée du bas-côté nord est la base du clocher. Une cage d'escalier hors-œuvre flanque le clocher du côté nord. La sacristie est accolée au croisillon sud. La nef est à deux niveaux d'élévation, avec l'étage des grandes arcades et un étage de murs aveugles. La nef, le transept et l'abside sont voûtés d'ogives à la même hauteur, mais dans la nef, il ne s'agit que de voûtes néo-gothiques en matériaux légers. Les voûtes de la croisée du transept et de l'abside sont à liernes et tiercerons. Les bas-côtés sont simplement plafonnés de bois, y compris la base du clocher. Comme particularité, l'élévation septentrionale du bas-côté nord se subdivise en quatre travées, avec la base du clocher, le portail latéral nord et deux fenêtres, ce qui ne concorde pas avec le nombre de trois grandes arcades. L'on accède à l'église par le portail latéral ou par le portail occidental. Le clocher est coiffé d'une courte flèche octogonale en charpente, qui est couverte d'ardoise, tout comme le transept et l'abside. Nef et bas-côtés sont munis d'une large toiture unique à deux rampants, qui est couvert de tuiles plates.

### Intérieur

#### Nef

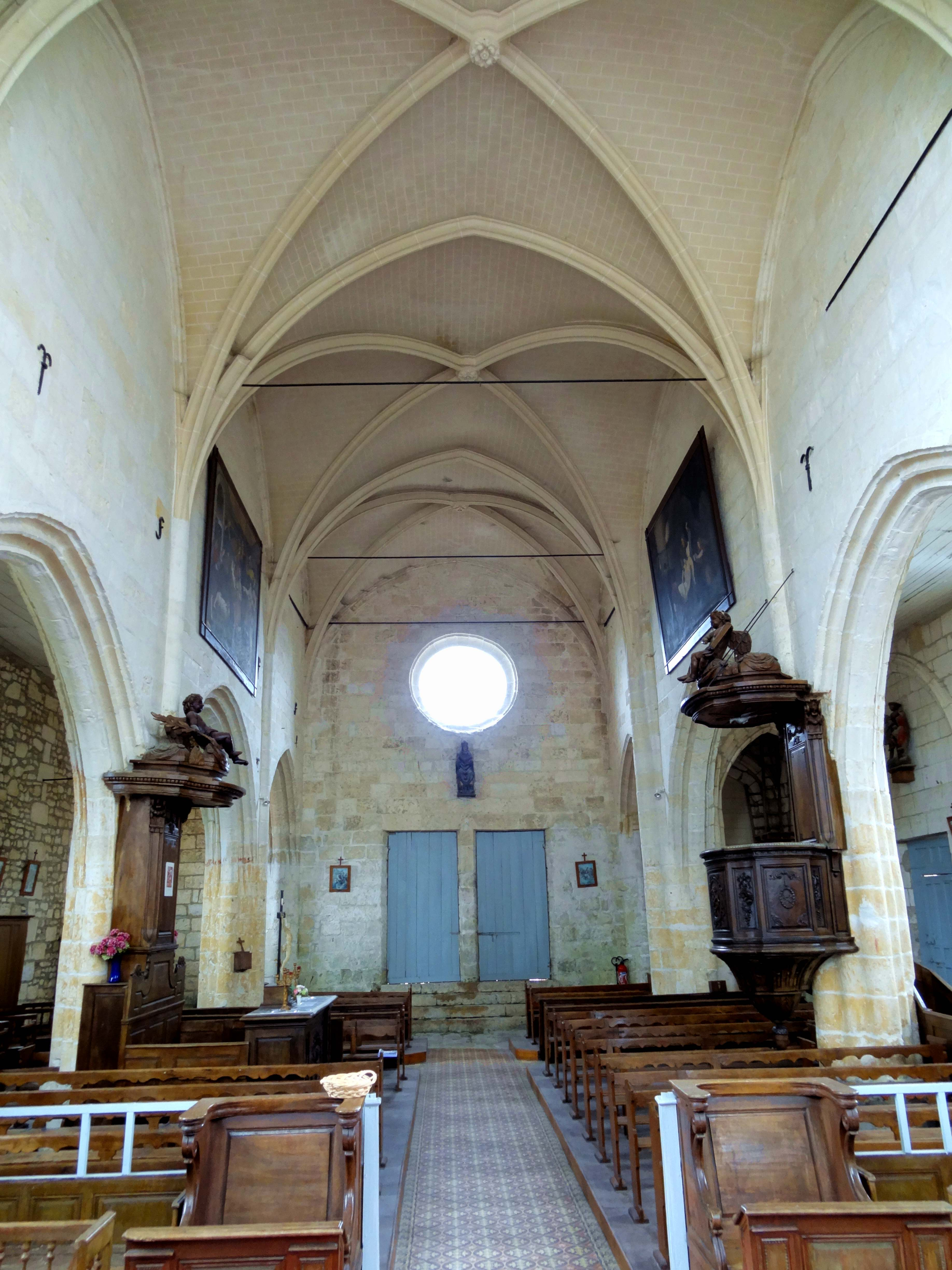
Nef, vue vers l'ouest.

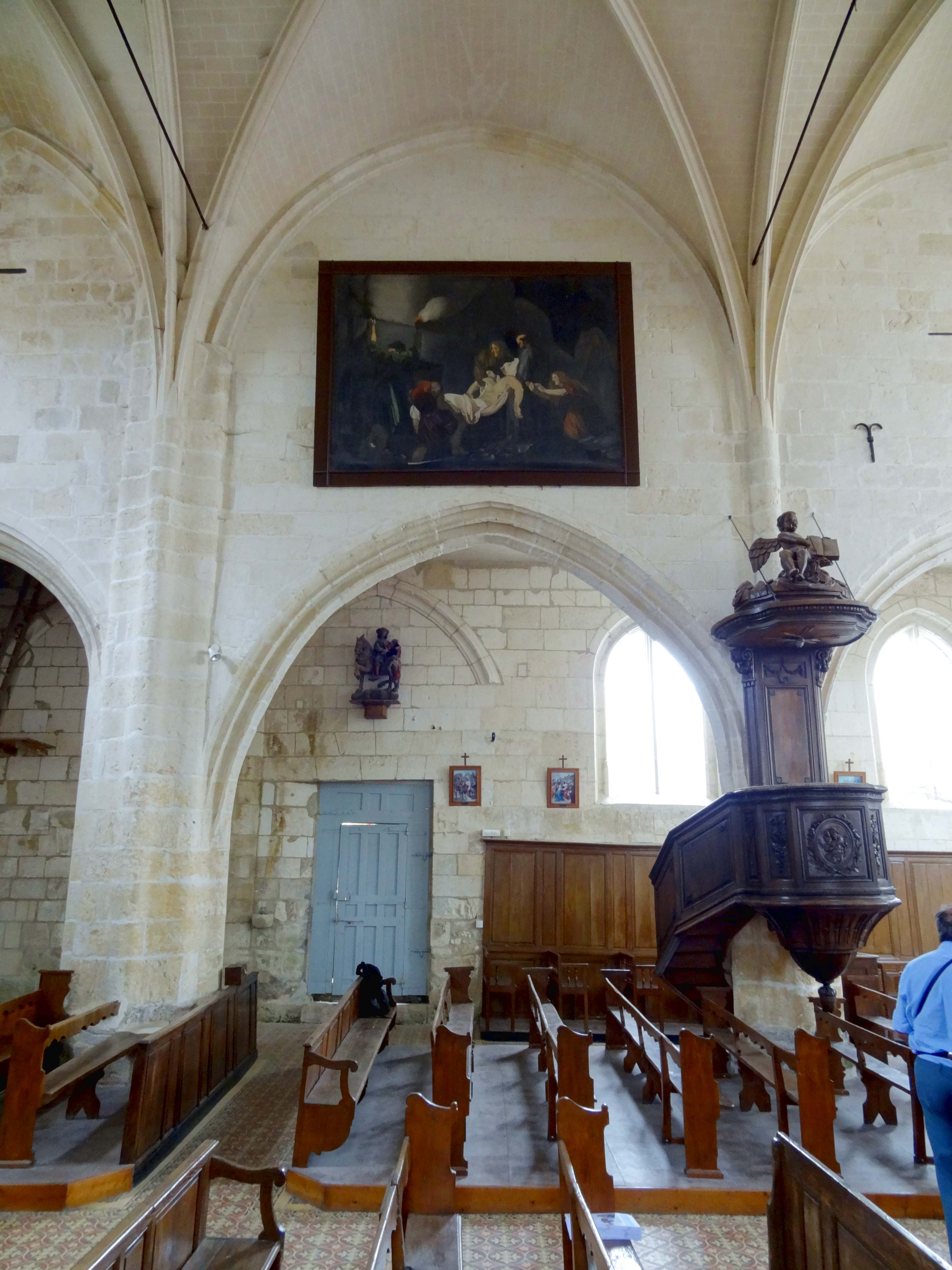
2e travée, élévation nord.

L'ampleur insoupçonnée de la nef vient du rapport inhabituel entre la hauteur des grandes arcades et la hauteur du vaisseau central. En l'occurrence, les grandes arcades, et donc les bas-côtés et leurs murs gouttereaux, n'atteignent que la moitié de la hauteur de la nef. Généralement dans les nefs aveugles flamboyantes, l'étage des grandes arcades représente les deux tiers de la hauteur totale, mais les exceptions existent, avec des bas-côtés voutés pratiquement à la même hauteur que le vaisseau central, comme à Armancourt, Pont-Sainte-Maxence et Rivecourt, ou aucune différence de hauteur entre les trois vaisseaux, comme à Blaincourt-lès-Précy et Fleurines. Si l'étage de murs aveugles est aussi important qu'à Maimbeville, l'église résulte fréquemment de la reconstruction progressive d'un édifice antérieur à la guerre de Cent Ans, comme à Marissel, Montjavoult, Précy-sur-Oise, Vétheuil et Villiers-le-Bel. Avant son voûtement au XIXe siècle, la nef était bien entendu encore plus élevée, car les voûtes sont toujours comprises entre les murs gouttereaux. Louis Graves signale ainsi que la nef dépasse en hauteur le chœur. Tout à fait conforme à l'usage à la période flamboyante est l'absence de fenêtres hautes. Les rares églises rurales de cette période qui en possèdent sont le plus souvent issues de la transformation d'édifices plus anciens, comme dans les exemples déjà cités. Sinon, seules les églises des villes importantes ou d'un certain prestige sont encore pourvues de fenêtres hautes, comme L'Isle-Adam ou Saint-Étienne de Beauvais.
Également conventionnelles sont les proportions générales du vaisseau central. La hauteur des piliers des hautes-voûtes est analogue à la largeur du vaisseau central. La hauteur sous le sommet des hautes-voûtes est ainsi équivalente à une fois et demi la largeur. La première travée est nettement barlongue, car la qualité de la première travée du bas-côté nord en tant que base du clocher y requiert un plan carré. La deuxième et la troisième travée sont pratiquement carrées, et donc beaucoup plus profondes. Ces deux travées correspondent ainsi à trois travées des dimensions de la première travée, si bien qu'il convient de relativiser le faible nombre de seulement trois travées de la nef. — L'arc brisé règne sur les grandes arcades, les voûtes et les fenêtres de l'église, à l'exception du bas-côté sud et de l'étage de beffroi du clocher, où les baies sont en plein cintre. Partout, les arcades et les nervures des voûtes se fondent directement dans les piliers. Conformément aux préceptes du style flamboyant, qui privilégie la fluidité des lignes, l'on ne trouve donc pas le moindre chapiteau ou cul-de-lampe. C'est plutôt rare, car souvent, au moins une partie des nervures retombent sur des culs-de-lampe.
Le revers de la façade occidentale présente deux portes rectangulaires (alors qu'elles paraissent comme étant en anse de panier à l'extérieur), séparées par un trumeau, et un oculus dont le pourtour est mouluré d'une large gorge et d'une fine moulure concave, comme le sont presque toujours les ébrasements des baies à la période flamboyante. Les élévations latérales de la nef sont définies par les grandes arcades, les piliers et les voûtes. La modénature des grandes arcades est ferme et un peu sèche. Typiquement flamboyante, elle ne reprend néanmoins pas le schéma le plus répandu dans le Beauvaisis au XVIe siècle, où l'intrados est formé par un gros boudin en forme de double doucine. L'intrados accuse bien un boudin, mais il est faiblement prononcé. L'extrados présente, du haut vers le bas, une fine moulure concave ; une gorge ; un filet saillant ; une autre gorge ; et un autre filet saillant. Les piliers sont des piliers ondulés à huit renflements. Ils constituent le type de support le plus fréquent à la première moitié du XVIe siècle, et se rencontrent aussi à Armancourt, Clermont, Chevrières, Jaux, Raray, Roberval, Venette, Verneuil-en-Halatte, etc. Au nord de la nef, à l'intersection des deux premières travées, la pile sud-est du clocher est renforcée, et d'un diamètre plus important. Au-dessus de la retombée des grandes arcades, trois ondulations montent le haut des murs jusqu'à la retombée des hautes-voûtes. Ailleurs, une seule ondulation se prolonge sur les murs. Les départs de voûtes dans les bas-côtés, prévus au moment de la construction en prévision d'un voûtement hypothétique, présentent une large et une étroite gorge. En continuité avec ce profil, les ogives du XIXe siècle affichent un filet entre deux fines moulures concaves de face, et une gorge de chaque côté, dégagée du voûtain par un filet saillant. Les clés de voûte sont agrémentées de rosaces fantaisistes, qui trahissent la nature néo-gothique des voûtes. Mais avec cette réserve, l'on peut considérer que le voûtement néo-gothique constitue le parachèvement de l'église dans l'esprit du maître d'œuvre du XVIe siècle, comme à Chevrières. Le résultat est donc beaucoup plus appréciable que dans les nefs non conçues pour être voûtées, telles que Balagny-sur-Thérain, Fitz-James, Nointel, Remy, Sacy-le-Grand, etc.

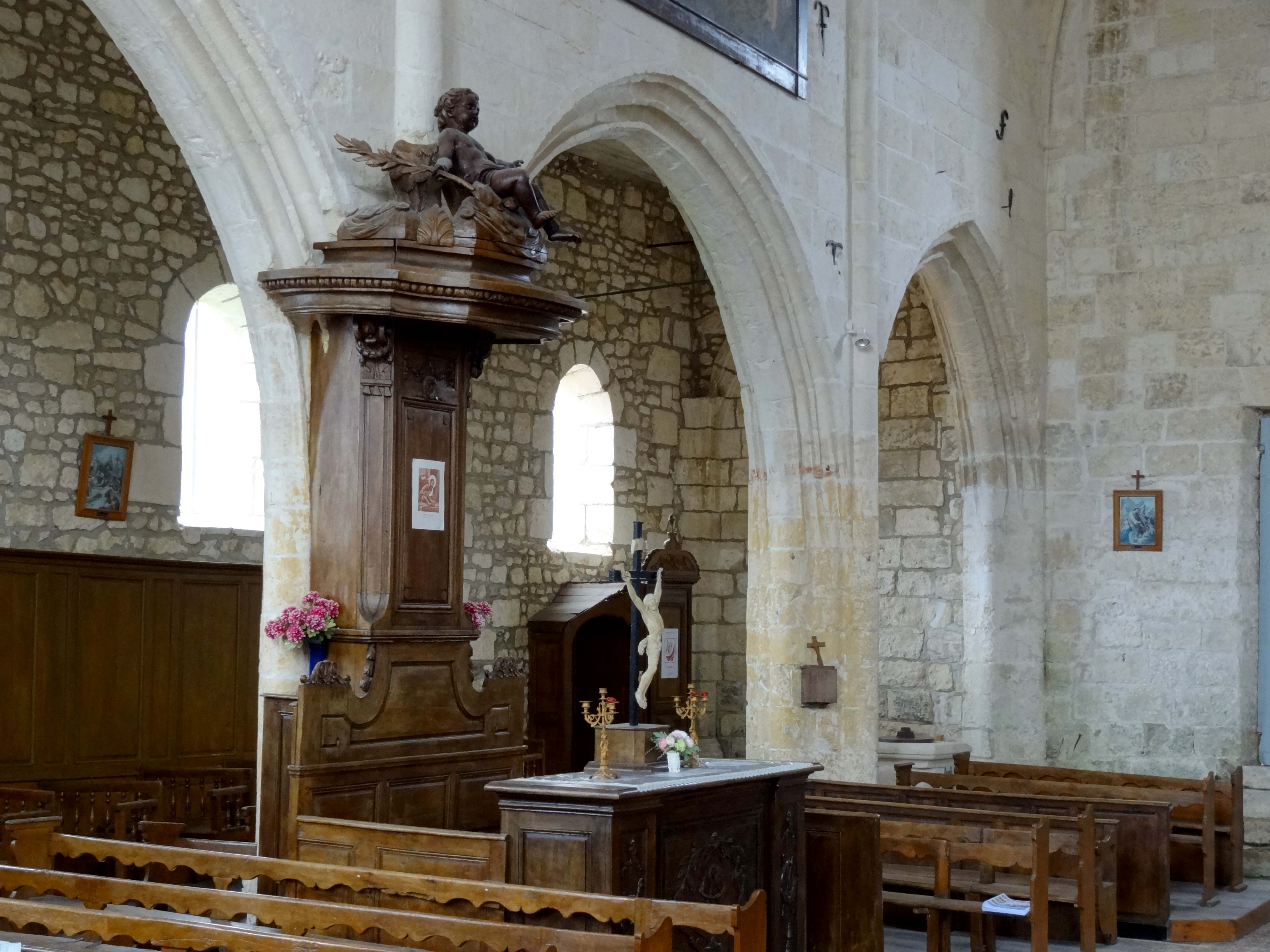
Grandes arcades du sud.
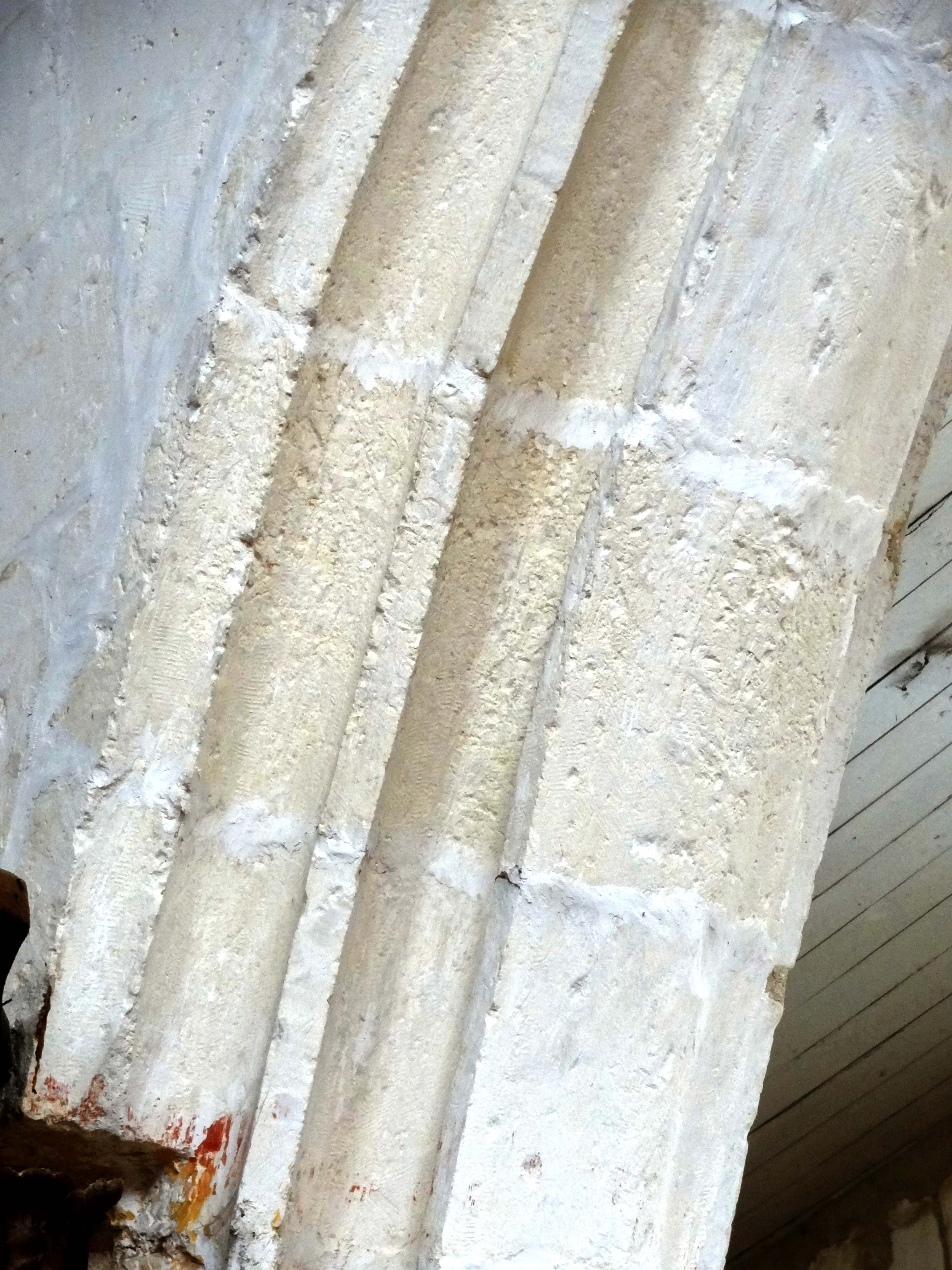
Profil des arcades.
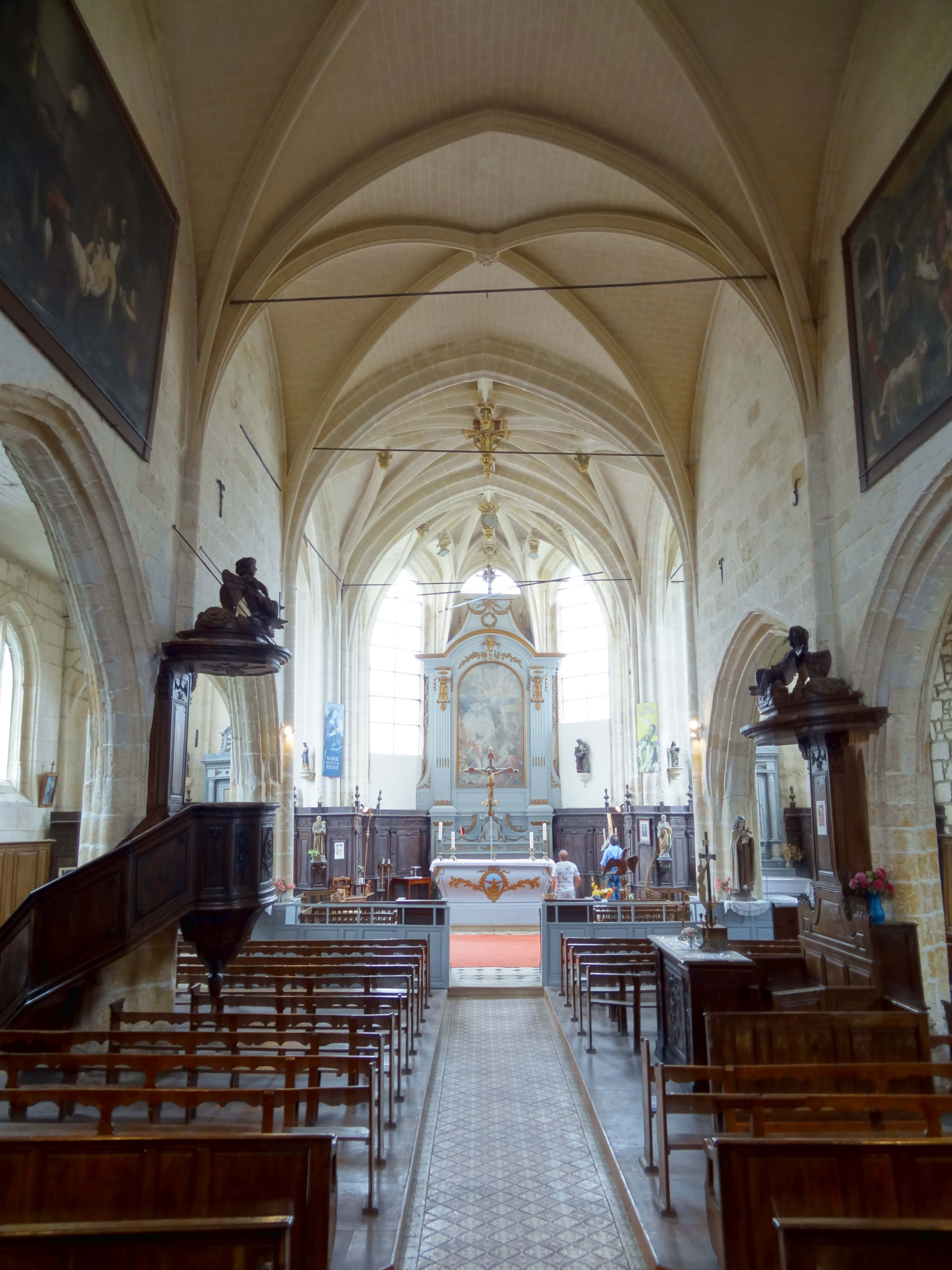
Vue vers l'est.
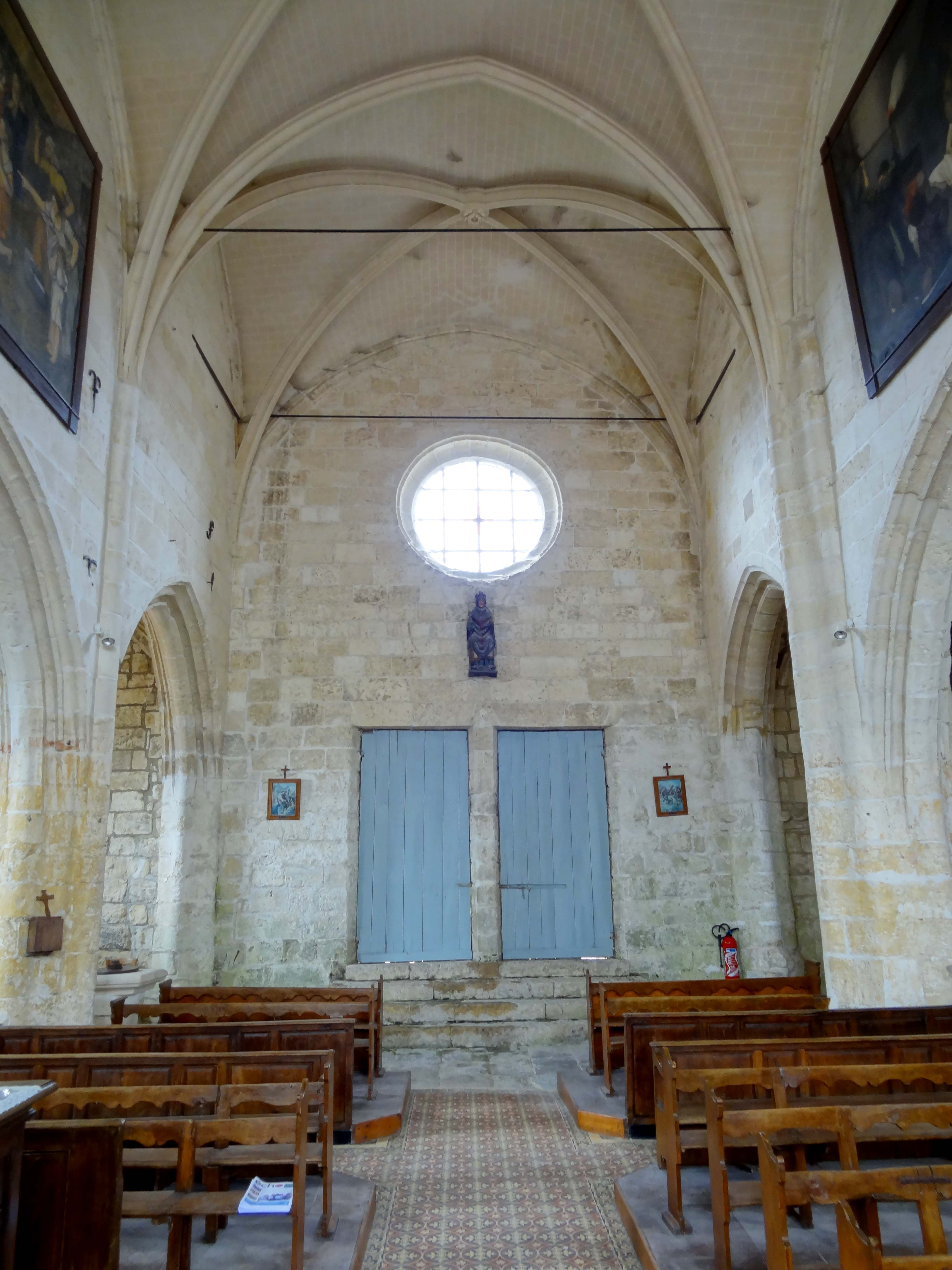
Vue vers l'ouest.
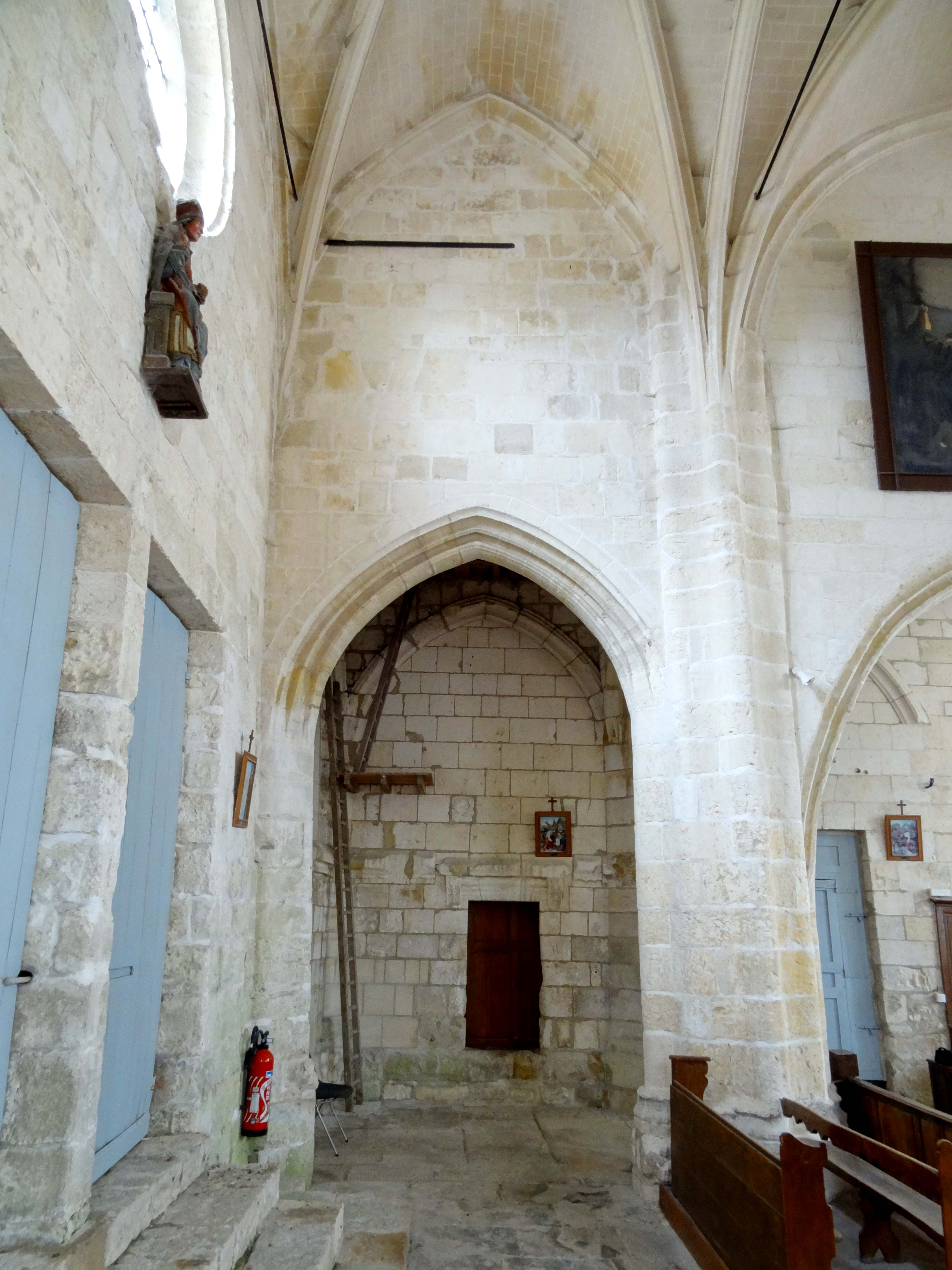
1e travée, élévation nord.
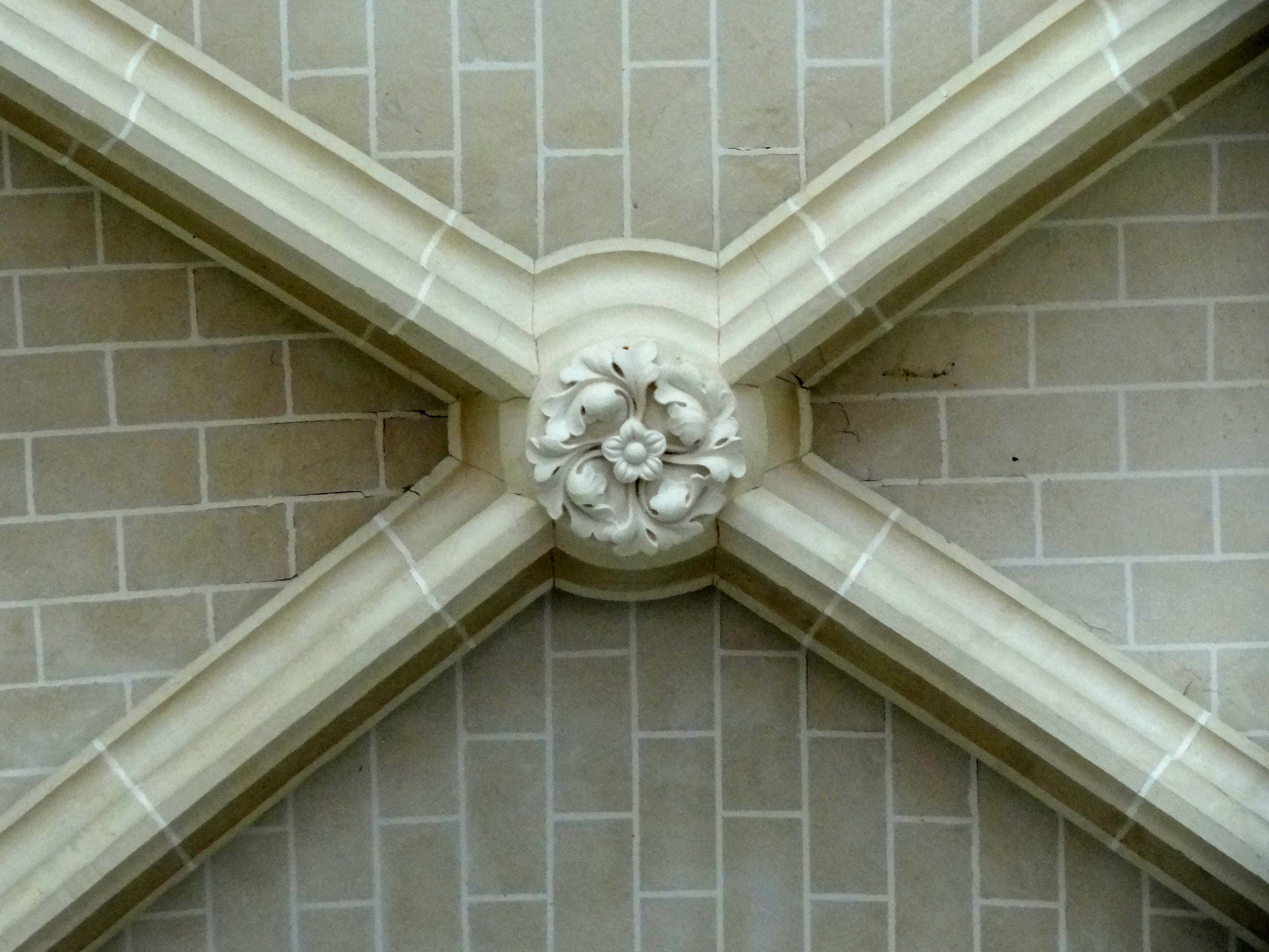
Clé de voûte.

#### Bas-côtés

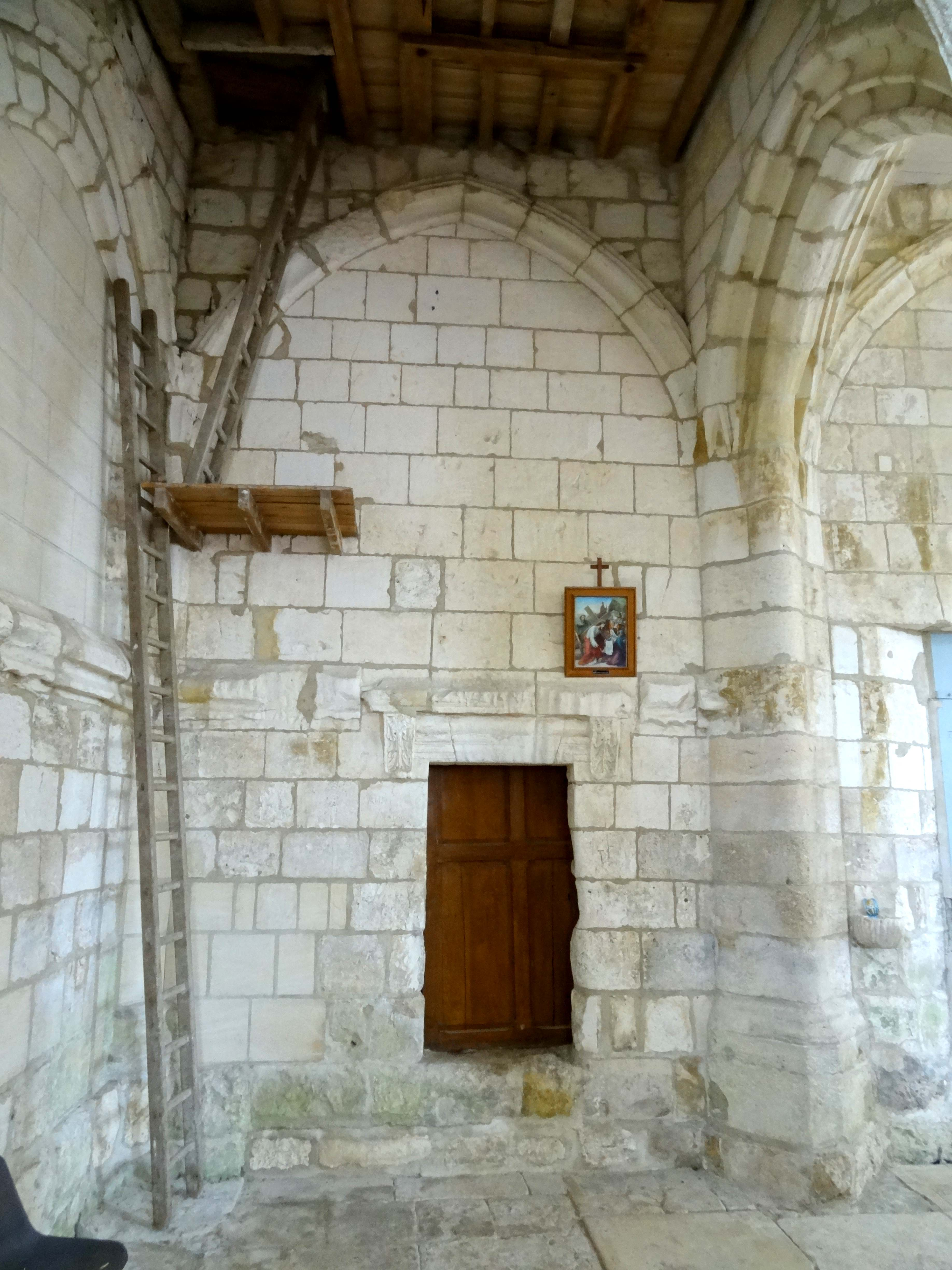
Base du clocher, vue vers le nord.

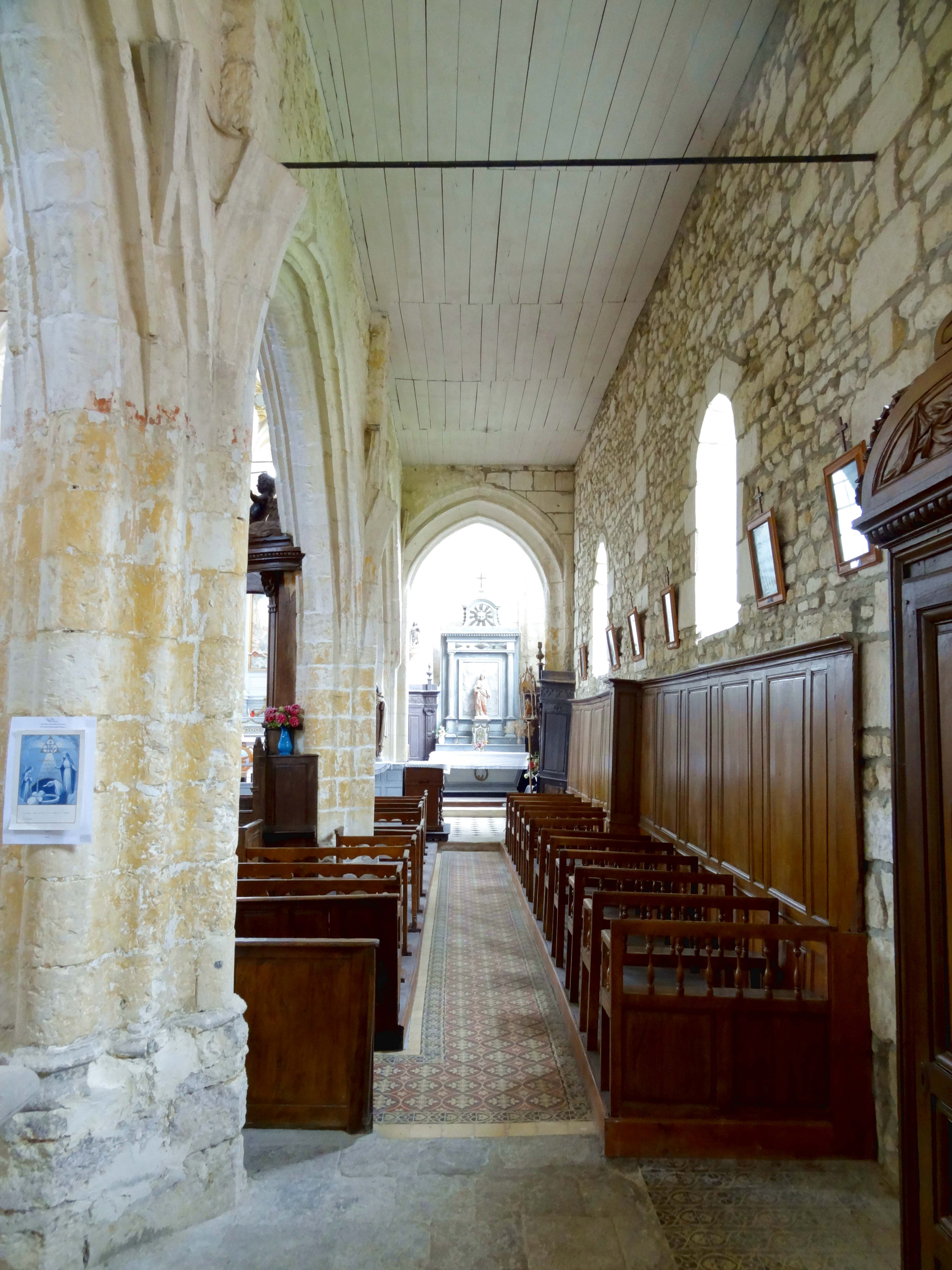
Bas-côté sud, vue vers l'est.

Les bas-côtés ne sont pas éclairés depuis l'ouest, mais on trouve une baie bouchée au début du bas-côté nord. Dans ce bas-côté, la base du clocher est séparée des travées suivantes par un arc-doubleau, qui adopte le même profil que les grandes arcades, et se fond dans un pilier ondulé engagé à trois renflements du côté nord. Des formerets existent à l'ouest et au nord, mais la voûte n'a pas été exécutée. Sur les mêmes murs, la limite des allèges est soulignée par un bandeau mouluré d'un profil complexe. Le linteau de la porte de l'escalier semble avoir été encastré après coup, car il vient interrompre le bandeau, situé au même niveau. Parfaitement horizontal, il se compose de trois segments. Il est décoré de multiples strates de modénature, en mauvais état, et comporte, à gauche et à droite, des consoles destinées à supporter les strates de modénature supérieures, qui font encorbellement. Les consoles sont sculptées, du haut vers le bas, d'une demi-rosette et de feuilles d'acanthe. Ces motifs reflètent l'influence de la Renaissance. En dépit de la présence de la cage d'escalier hors-œuvre, ajoutée vraisemblablement après-coup à l'instar de la porte, deux échelles superposées sont placées dans l'angle nord-ouest. Reliées l'une à l'autre par une petite plate-forme intermédiaire en bois, elles sont là pour faciliter l'accès au premier étage du clocher.
À l'est de la base du clocher, le mur gouttereau du bas-côté nord ne comporte qu'un unique arc-formeret, qui est des mêmes dimensions que dans la base du clocher. Il surmonte le portail latéral, qui, à l'intérieur de l'église, paraît rectangulaire. Le formeret est beaucoup moins large que la deuxième et la troisième grande arcade de la nef. Dans le même ordre d'idées, le mur gouttereau comporte deux fenêtres à l'est du portail, alors que la disposition des grandes arcades exigerait une seule. Cette configuration n'aurait pas permis un voûtement. On aurait dû déplacer les fenêtres, comme on le fit pendant le second quart du XIXe siècle dans le bas-côté sud de Remy. De toute évidence, la base du clocher et la suite du mur gouttereau nord ont été bâties avant le reste du bas-côté et de la nef, ce qui est assez surprenant, car la construction de l'église semble avoir commencé par l'abside. L'espoir de pouvoir voûter un jour le bas-côté semble avoir été abandonné assez vite, car il n'y a pas de piliers engagés ou départs de voûtes sans emploi du côté nord. Pourtant, le pourtour des deux baies est soigneusement mouluré, à l'instar de l'oculus dans la nef. L'ouverture est en outre encadrée d'un filet saillant muni de bases, et il y a un meneau central également muni d'une base. En lieu et place d'un remplage à proprement parler, il n'y a donc qu'une subdivision en deux compartiments par un meneau central. Peut-être est-ce là un reflet des contraintes économiques qui firent renoncer à la construction de piliers engagés. Mais l'on imagine difficilement pourquoi l'on décida de porter le nombre de grandes arcades de quatre à trois, ce qui n'était guère susceptible de réduire les frais de construction. Reste à signaler, à l'est, la grande arcade vers le croisillon nord. Elle diffère des grandes arcades de la nef par des gorges plus larges, et un bandeau d'un profil plus élaboré en lieu et place de la simple arête qui sépare les deux gorges. Du côté du mur extérieur, elle se fond dans un pilier ondulé à trois renflements, comme dans la base du clocher.
Le bas-côté sud est tout à fait régulier. Les trois travées sont analogues, et le nombre de fenêtres correspond au nombre des grandes arcades de la nef, soit trois fenêtres latérales. En revanche, le mur gouttereau revêt un caractère sommaire. Il est bâti en moellons irréguliers, et non en pierres de moyen appareil rangées par hauteur. En plus, les fenêtres, en plein cintre et non en arc brisé, sont plus petites, et leur ébrasement n'est pas mouluré. Sachant que l'arc en plein cintre revient à l'honneur à la Renaissance, ce mur doit être plus récent que la nef. Il est possible que les grandes arcades étaient bouchées par des cloisons provisoires au moment de la consécration de l'église, et que le bas-côté ne fut achevé qu'avec plusieurs décennies de retard. Sinon, cette partie de l'église n'appelle que peu de remarques. Un formeret n'existe qu'au revers de la façade, où l'on ne voit pas de trace d'une fenêtre. L'arcade vers le croisillon sud est du même type que l'arcade qui fait communiquer le bas-côté nord avec le croisillon nord.

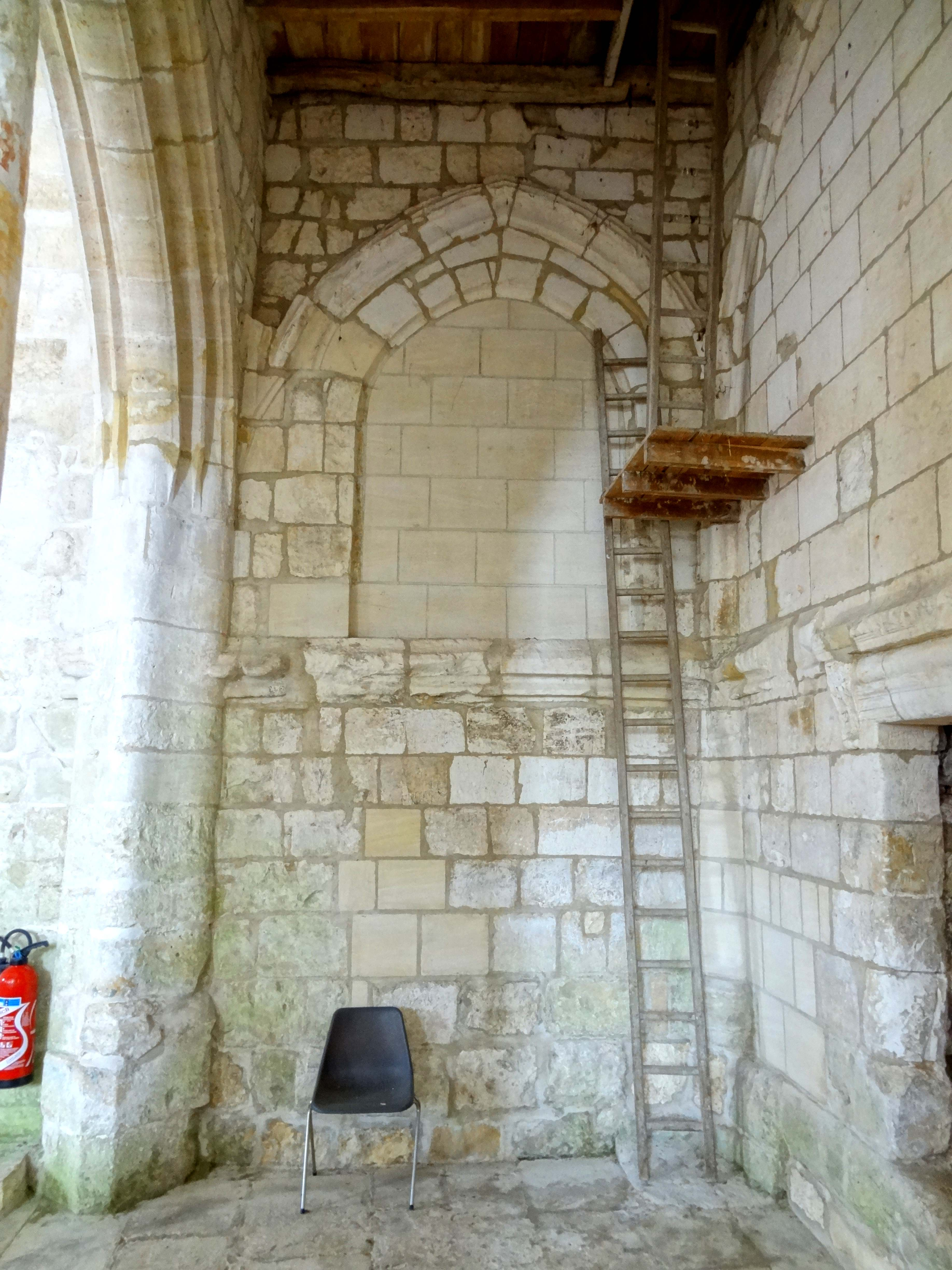
Base du clocher, vue vers l'ouest.
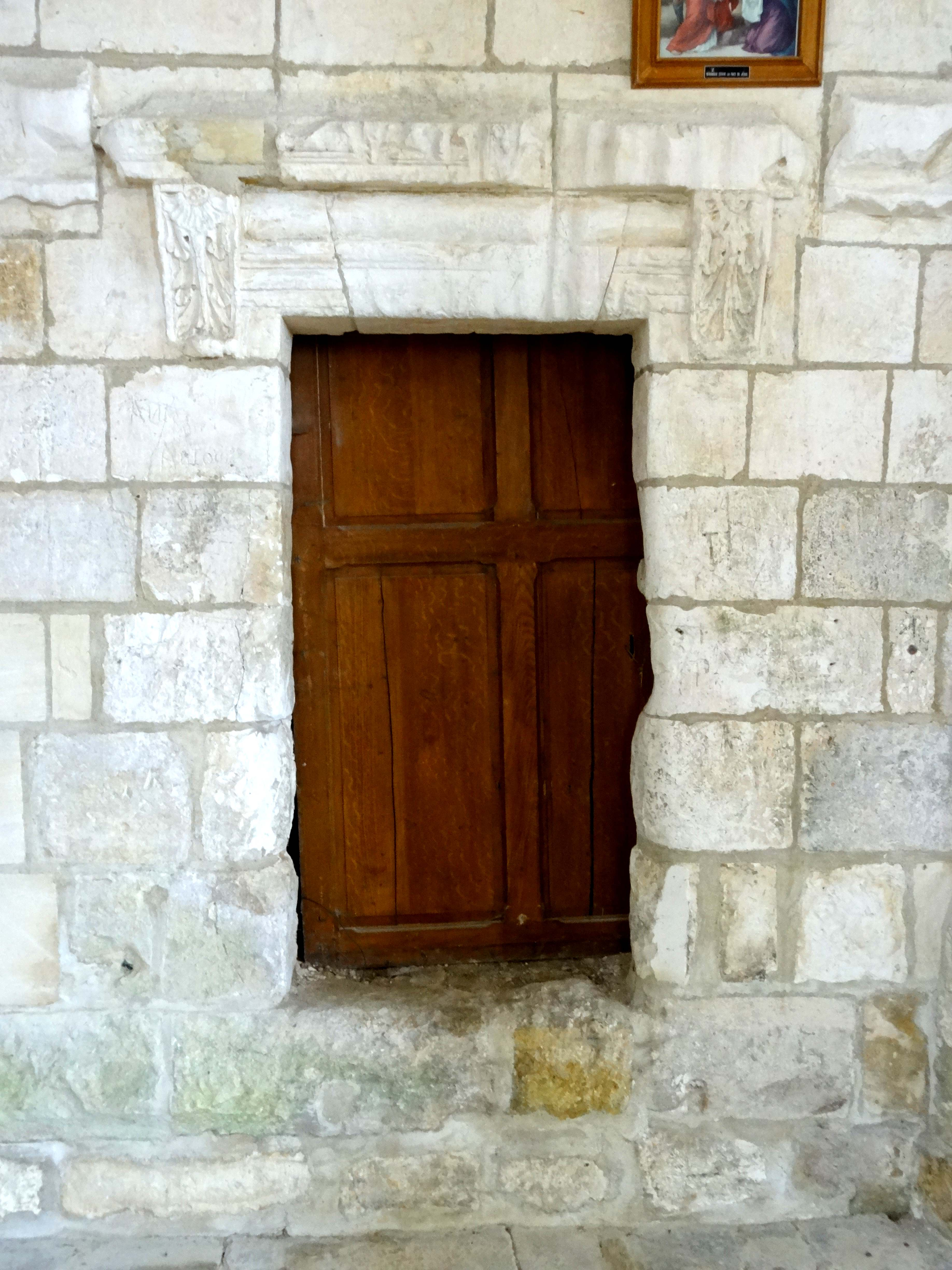
Base du clocher, porte de l'escalier.
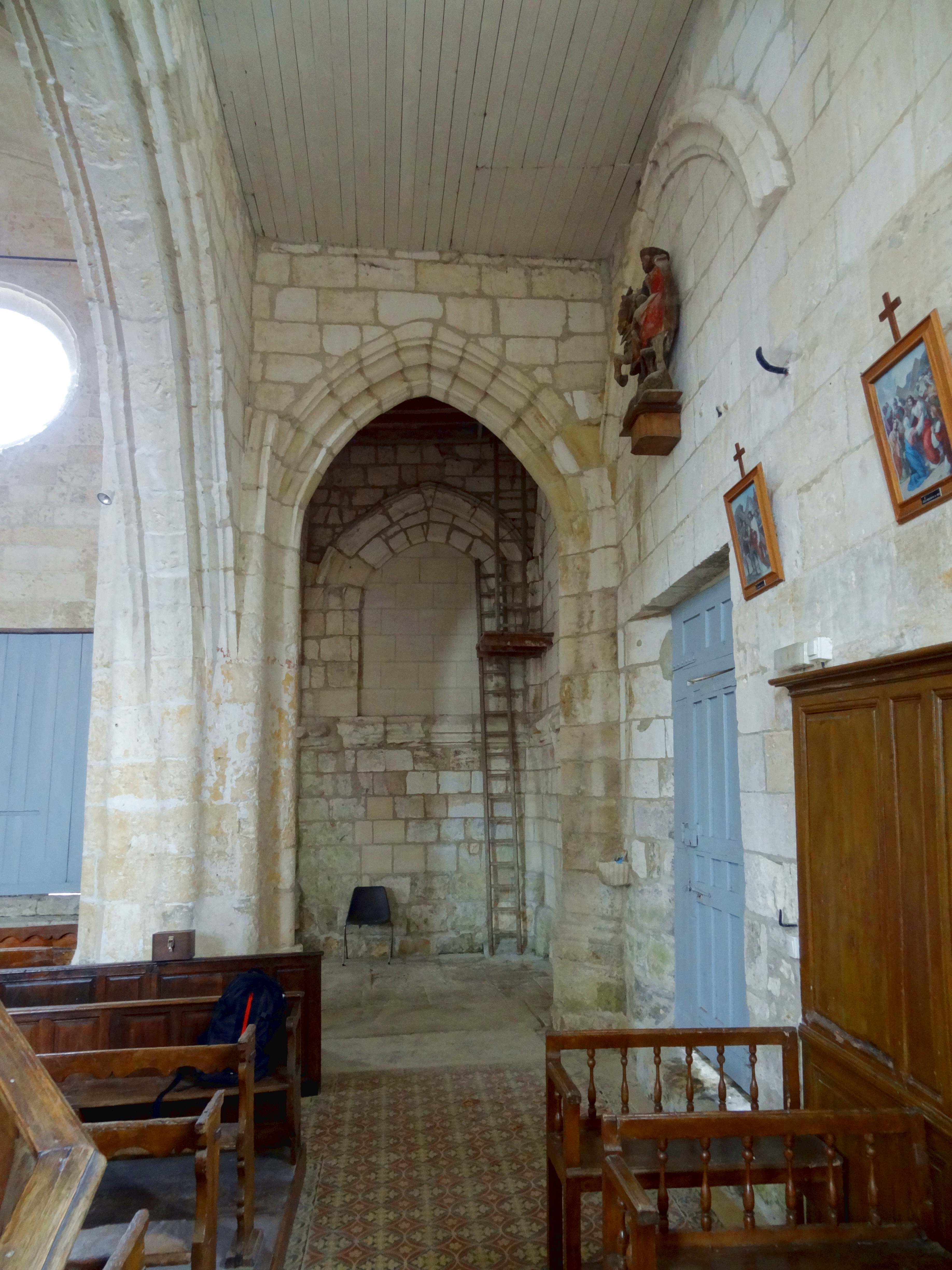
Bas-côté nord, vue vers l'ouest.
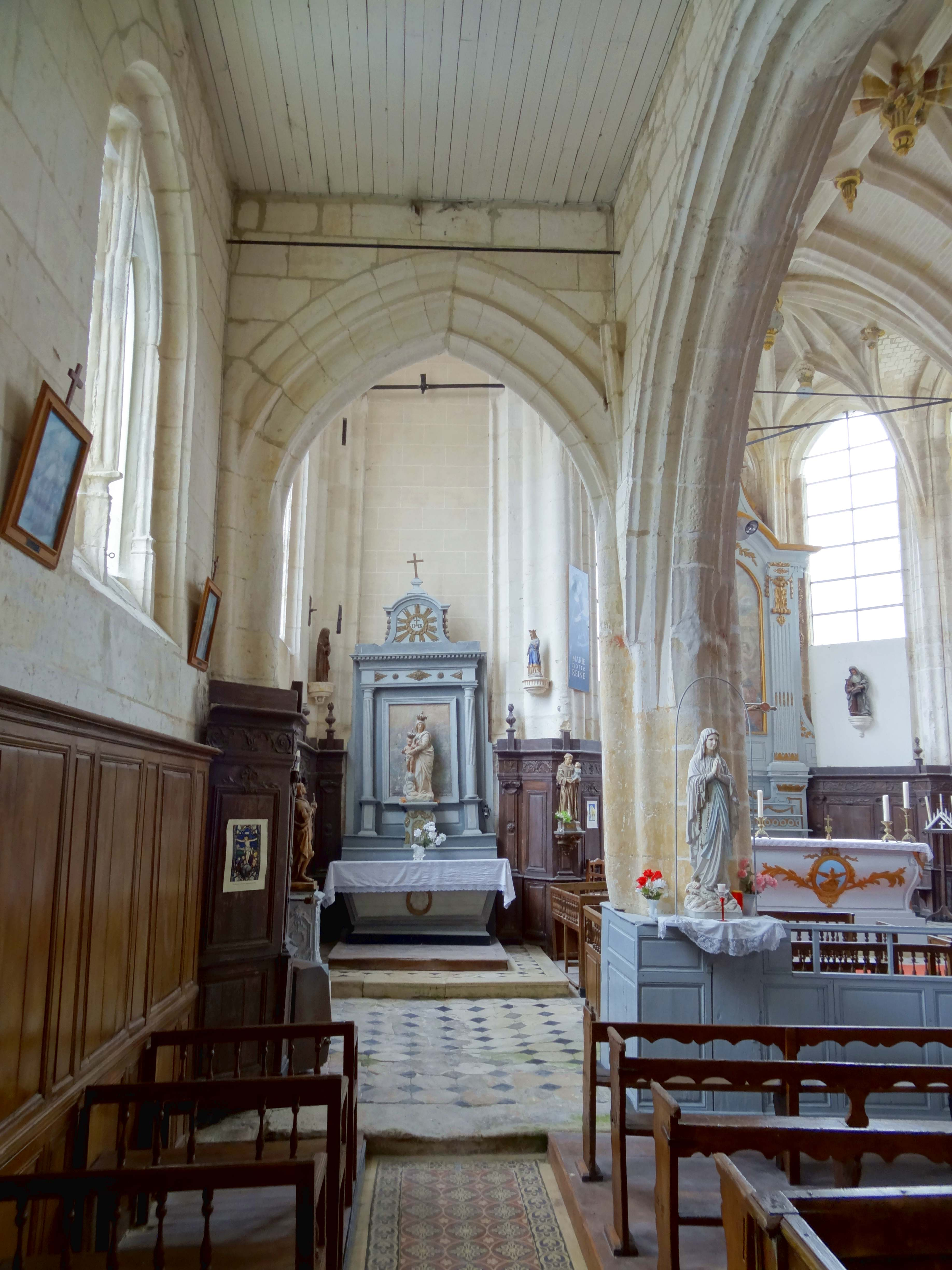
Bas-côté nord, vue vers l'est.
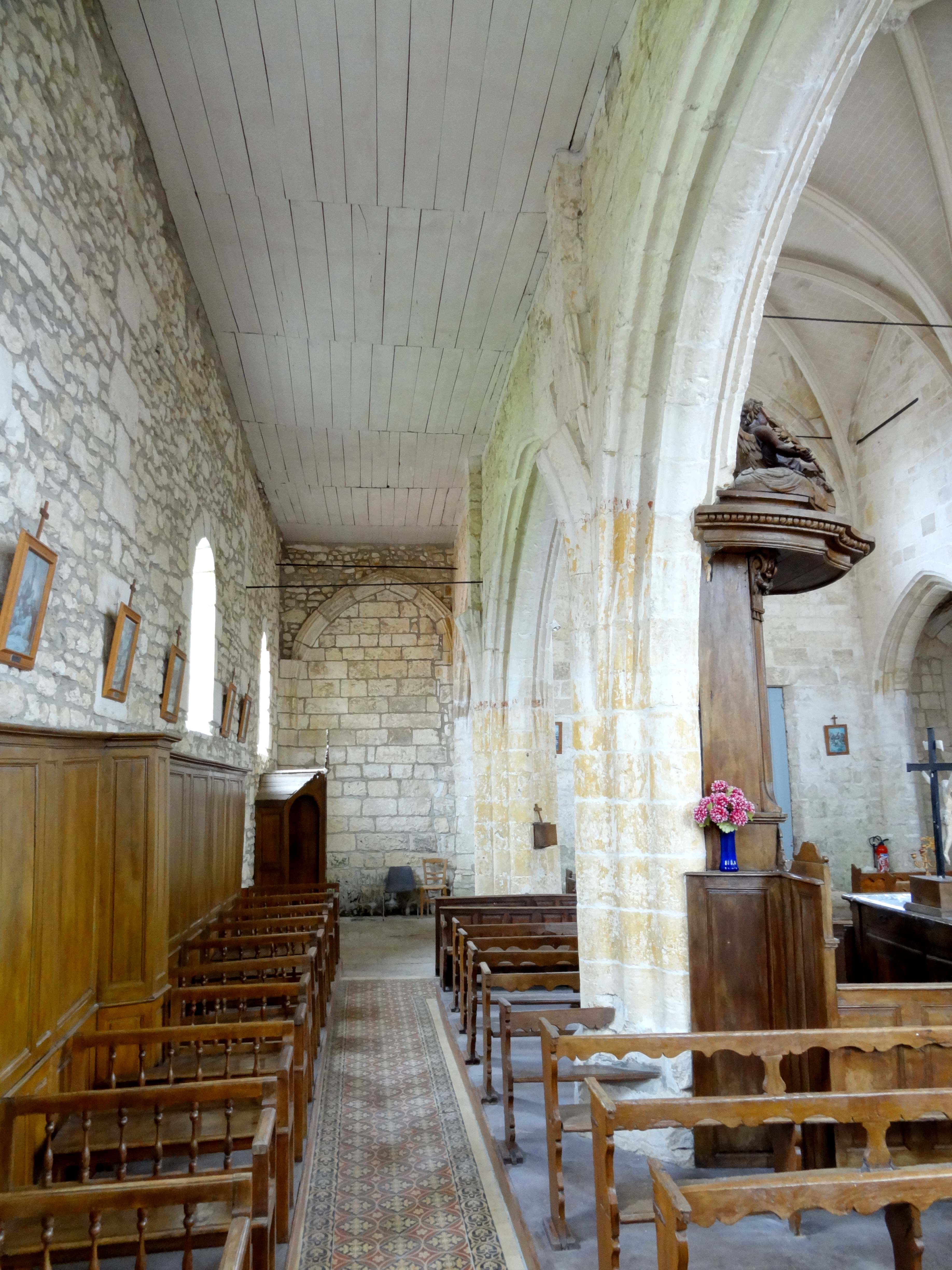
Bas-côté sud, vue vers l'ouest.
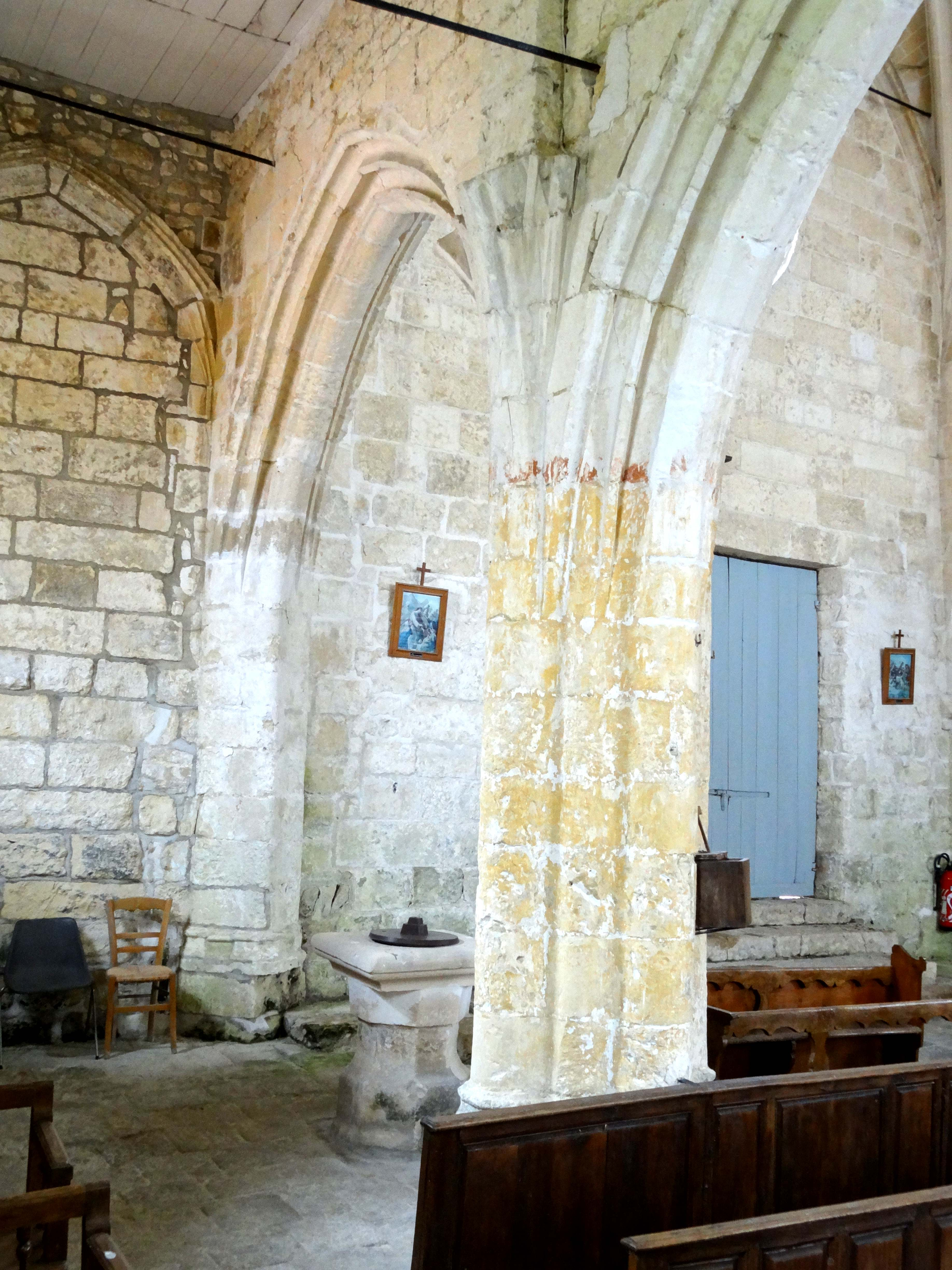
Bas-côté sud, vue vers l'ouest.

#### Transept et abside

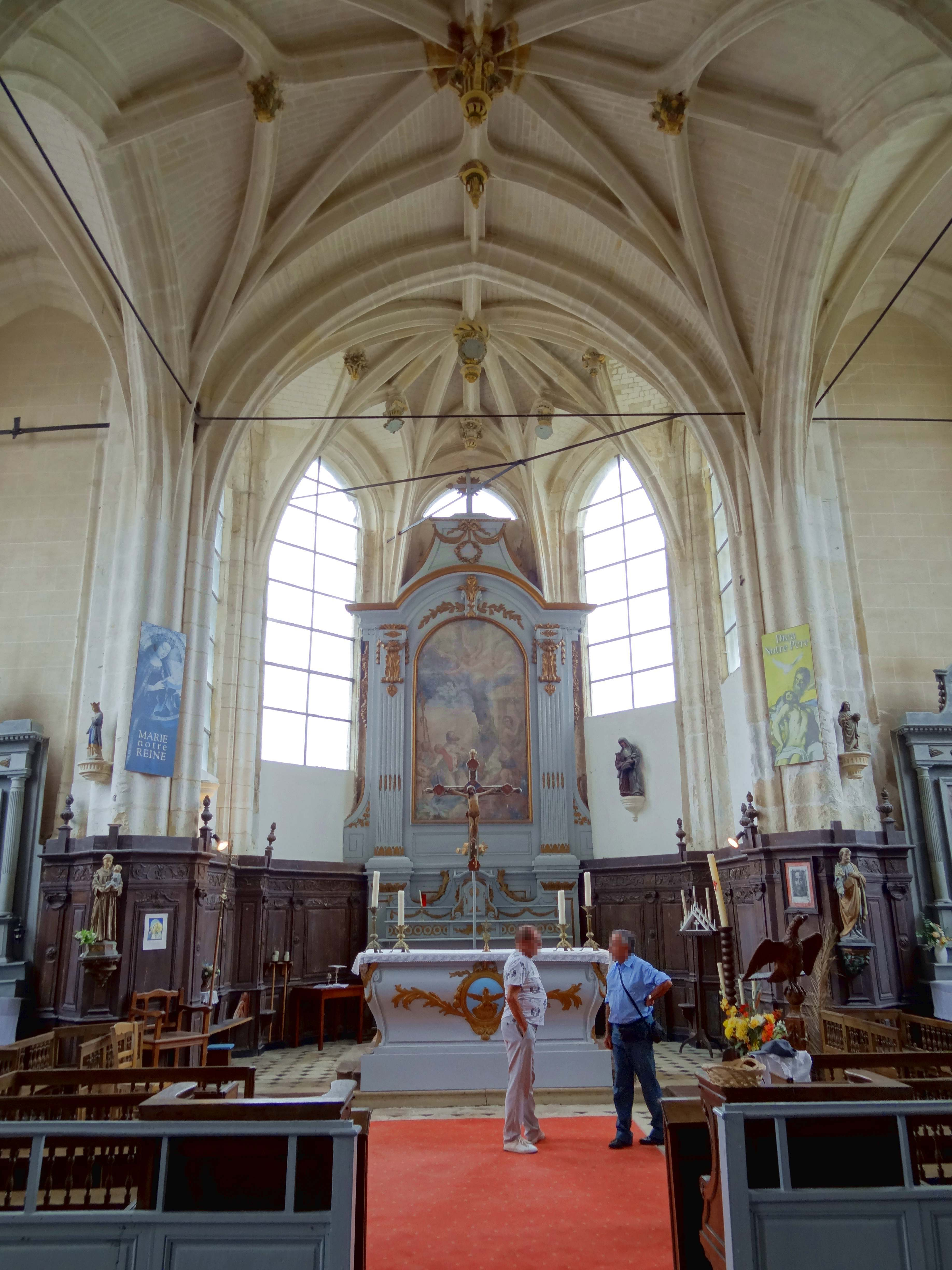
Croisée, vue vers l'est.

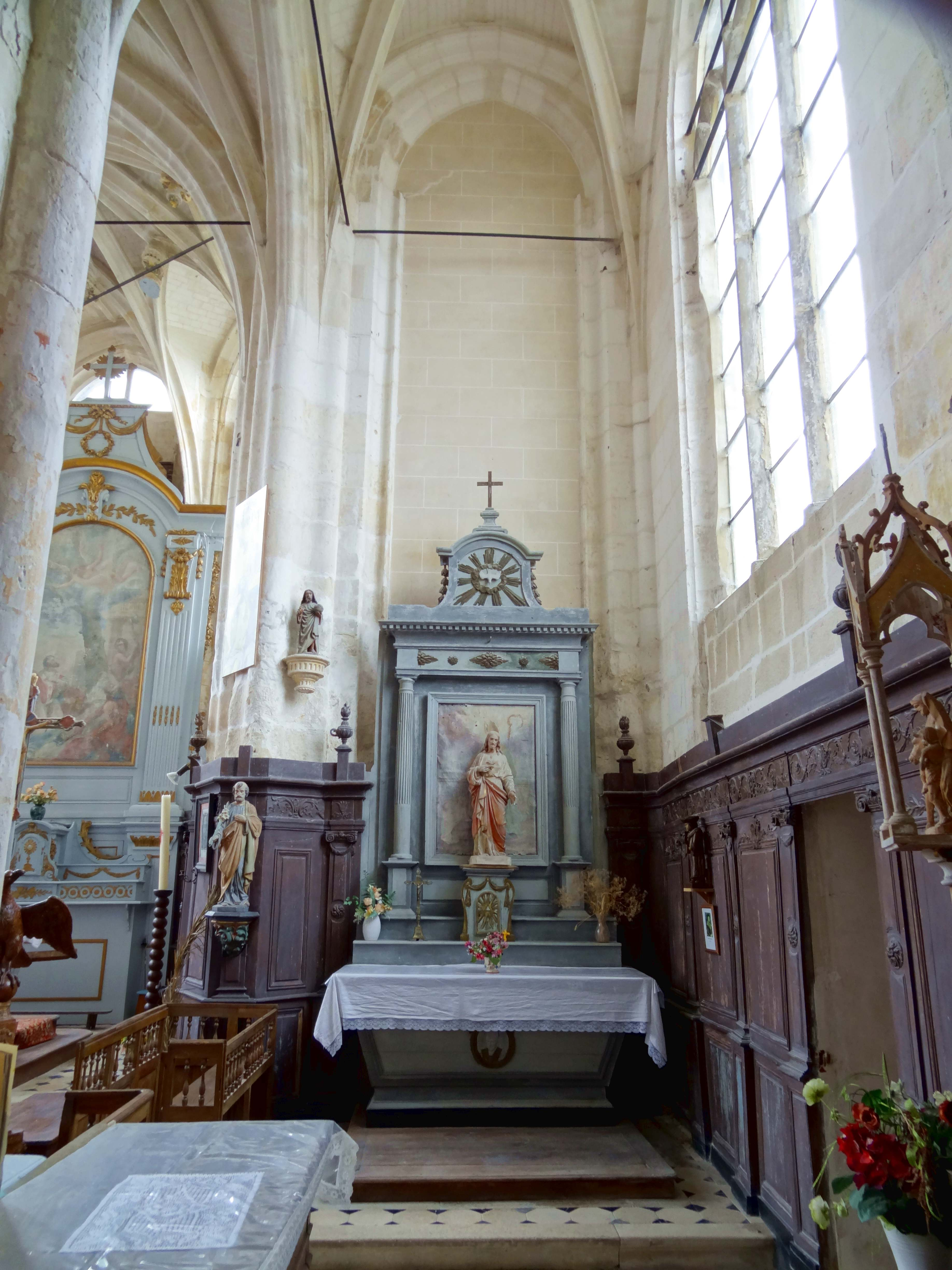
Croisillon sud, vue vers l'est.

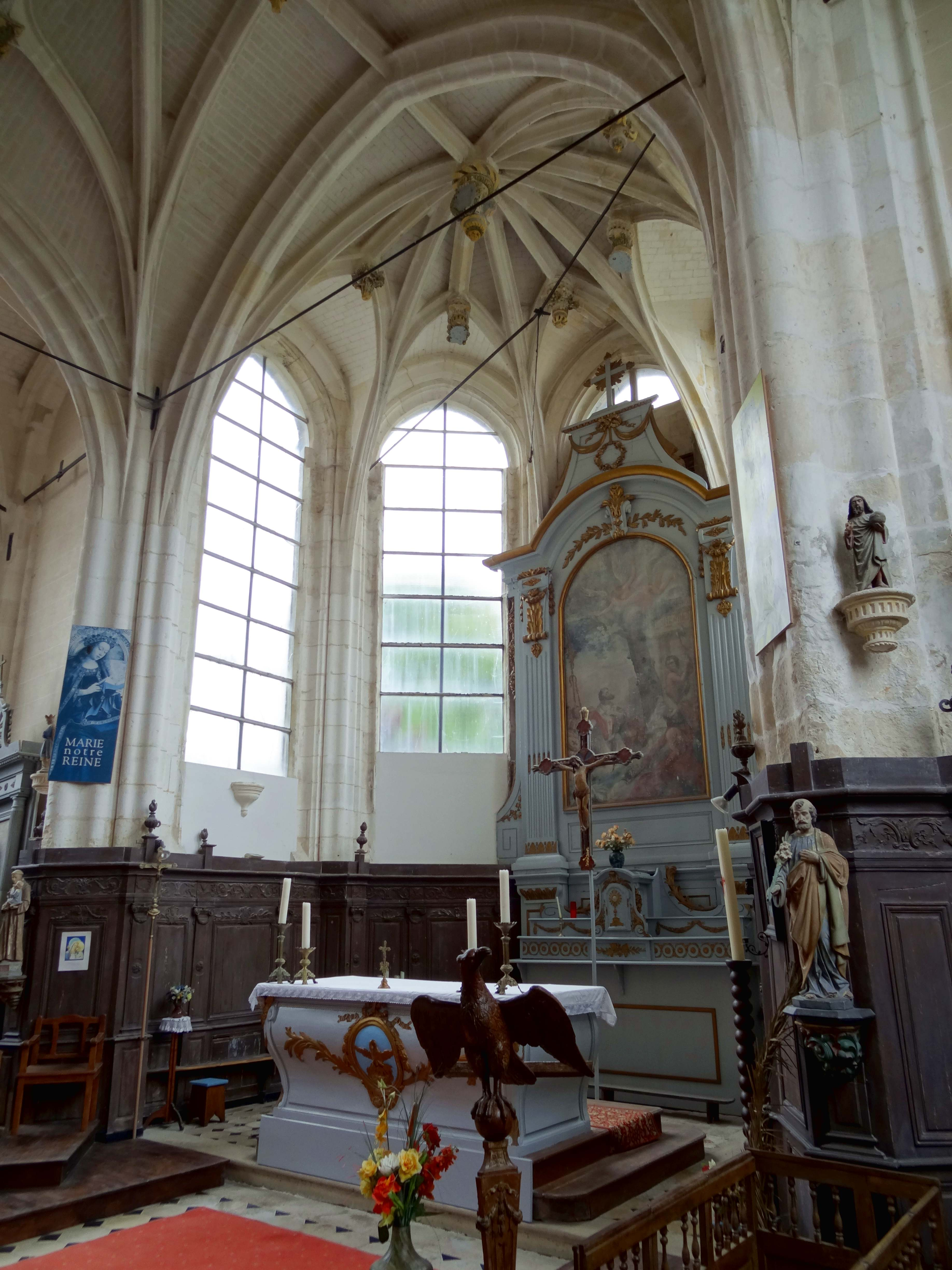
Croisée, vue vers le nord-est dans l'abside.

La croisée du transept est des mêmes dimensions que la deuxième et la troisième travées de la nef. Elle est délimitée par quatre arcs-doubleaux du même profil que les arcades reliant les bas-côtés aux croisillons, ce qui donne à penser que ce profil est propre au transept et que le transept et la nef n'ont pas été élevés par le même maître d'œuvre. À l'ouest, côté nef, les doubleaux et la voûte retombent sur deux piliers ondulés à huit renflements, analogues à ceux de la nef, car correspondant à un type largement répandu. À l'est, les doubleaux et la voûte retombent au contraire sur deux piliers ondulés à trois renflements, qui sont engagés dans les murs orientaux des croisillons. Ces deux piliers engagés ne peuvent donc recevoir le doubleau à l'entrée de l'abside. Celui-ci dispose, avec les nervures des voûtes de l'abside, de deux autres piliers engagés à trois renflements. S'il s'agissait de piliers complets, il s'agirait de deux piliers à neuf renflements. On peut faire la même observation à Roberval. L'explication est certainement une interruption du chantier après la construction de l'abside. En tant que sanctuaire et partie la plus importante de l'édifice, elle a dû être réalisée en premier lieu, conformément à l'usage. L'on note également que les nervures de la voûte du carré du transept se fondent avec une certaine maladresse dans les piliers engagés du côté est. Les ogives y pénètrent dans l'intervalle entre deux ondulations, alors que des ondulations leur sont en principe réservées selon le concept des piliers. Ainsi, cette irrégularité n'existe pas du côté ouest.
Tant à l'est qu'à l'ouest, les liernes s'interpénètrent avec les ogives bien avant que celles-ci n'atteignent les piliers. Le dessin à liernes et tiercerons est conventionnel, mais comme particularité, les liernes et tiercerons sont reliés les unes aux autres par des lignes courbes qui passent autour des clés de voûte secondaires, vers l'intérieur de la voûte ainsi que vers l'extérieur de la voûte du côté nord seulement. Le profil des nervures est celui adopté plus de quatre siècles plus tard pour les voûtes néo-gothiques de la nef, ce qui souligne le choix judicieux de l'architecte du XIXe siècle. Avec le linteau de la porte de l'escalier du clocher, les clés de voûte du transept et de l'abside sont les seuls éléments de l'église qui soient placés sous l'influence de la Renaissance. Ce sont des clés pendantes. La clé centrale est gravée de glyphes. Elle est reliée à la voûte par quatre consoles sous la forme de volutes corinthiennes. Le dessous de la clé arbore un ruban enroulé en spirale et une rosace. Des rosettes empruntées aux entablements doriques garnissent les parties hautes de la clé, à raison d'une par intervalle entre deux consoles. Les clés secondaires sont de deux types. Le premier est de plan losangé, et sculpté essentiellement de feuilles d'acanthe. Le deuxième est de plan rond, et affiche une guirlande, des glyphes, des oves et des dards, et une rosace.
Les croisillons ne sont pas plus profonds que les bas-côtés sont larges. Ils ne sont plus carrés, comme c'est la règle jusqu'au milieu du XIIIe siècle. Des exceptions existent déjà à Agnetz, Chambly, Montataire, etc. Au XVIe siècle, le transept déborde rarement, à moins que la nef soit dépourvue de bas-côtés. Les églises de Chevrières, Remy, Rivecourt, Saint-Sauveur, Therdonne, etc., confirment cette tendance de l'architecture flamboyante, et parfois, le transept n'est plus qu'esquissé, comme à Pont-Sainte-Maxence, Vineuil-Saint-Firmin, à moins de faire entièrement défaut. Du fait de leur plan barlong, les voûtes des croisillons sont établies sur des croisées d'ogives simples. Les clés de voûte sont du même genre que dans la croisée. Dans les quatre extrémités du transept, les ogives et formerets se fondent dans des piliers engagés à une seule ondulation. À l'est, des hautes et étroites fenêtres bouchées occupent pratiquement toute la largeur disponible entre les piliers, et leurs sommets s'inscrivent directement sous les formerets. Les arêtes saillantes qui délimitent latéralement les lancettes manquent sur les flancs du tympan. On peut faire le même constat sur les fenêtres conservées des travées orientales. Le bouchage sans doute déjà ancien des baies orientales donne à penser que cet état de mutilation n'est pas trop récent. Beaucoup plus de place pour des fenêtres laissent les murs d'extrémité nord et sud du transept. Ici, le jour entre par de larges et hautes baies, qui sont les dernières de l'église à posséder encore un remplage incomplet. Il se compose de trois lancettes, sans têtes trilobées, qui sont seulement surmontées de deux meneaux, en lieu et place de soufflets et mouchettes ou autres formes flamboyantes. Les parties basses des baies sont bouchées, mais les bases sommaires des meneaux se situent à la limite supérieure des parties bouchées. La modénature des meneaux est plus sommaire que dans le bas-côté nord. Tant pour les lancettes que pour les meneaux en haut du tympan, il ne semble pas s'agir du remplage d'origine.
L'abside, oblitérée par la perte des réseaux des fenêtres, est à l'origine d'une facture élégante. Comme à l'apogée de l'architecture gothique, les cinq fenêtres sont aussi larges que la distance entre les piliers le permet, et leurs sommets s'inscrivent sous les formerets, à l'instar des murs orientaux des croisillons. Les piliers ondulés à trois renflements à l'entrée de l'abside et dans les quatre angles, la mouluration du pourtour des baies et les formerets se complètent avantageusement. La voûte à liernes et tiercerons est assez particulière. Le voûtain occidental, plus grand que les cinq autres, et en même temps de faible profondeur, est dépourvu de liernes, car le dessin aurait sinon été trop resserré. Sur les autres voûtains, les liernes s'arrêtent aux points de rencontre avec les tiercerons, contrairement à ce qui s'observe dans la croisée du transept. Le segment des voûtains compris entre les tiercerons et le formeret s'apparente à une section de voûte en berceau, avec une ligne de faîte horizontale. Les clés de voûte de style Renaissance évoquent celles du carré du transept. L'on note la polychromie architecturale en jaune, noir et bleu, qui rompt avec les différentes nuances d'ocre souvent employées. Parmi les cinq clés de voûte secondaires, deux devaient primitivement arborer un écusson, dont les insignes héraldiques ont été bûchés à la Révolution française.

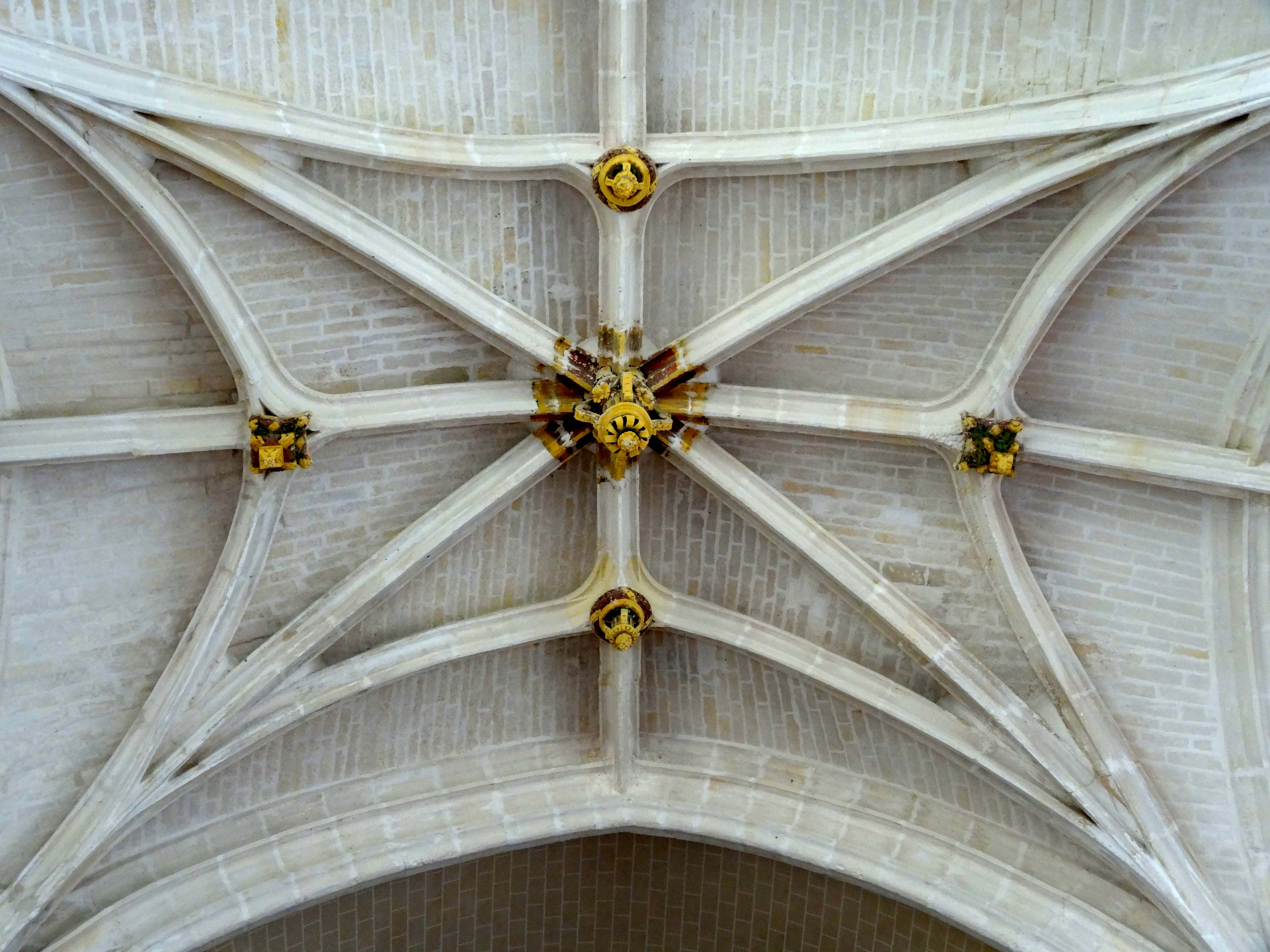
Croisée du transept, voûte.
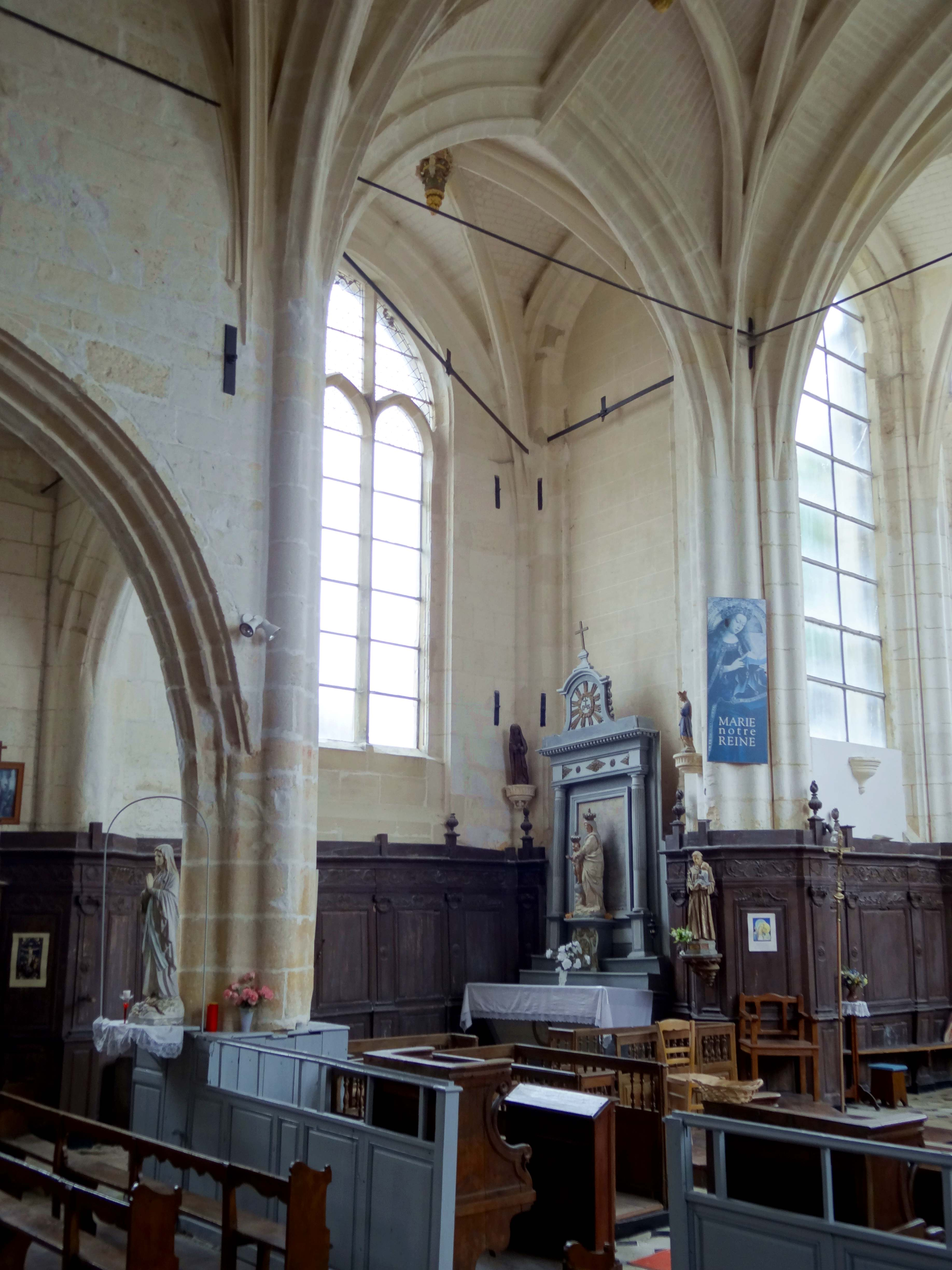
Croisée, vue vers le nord-est.
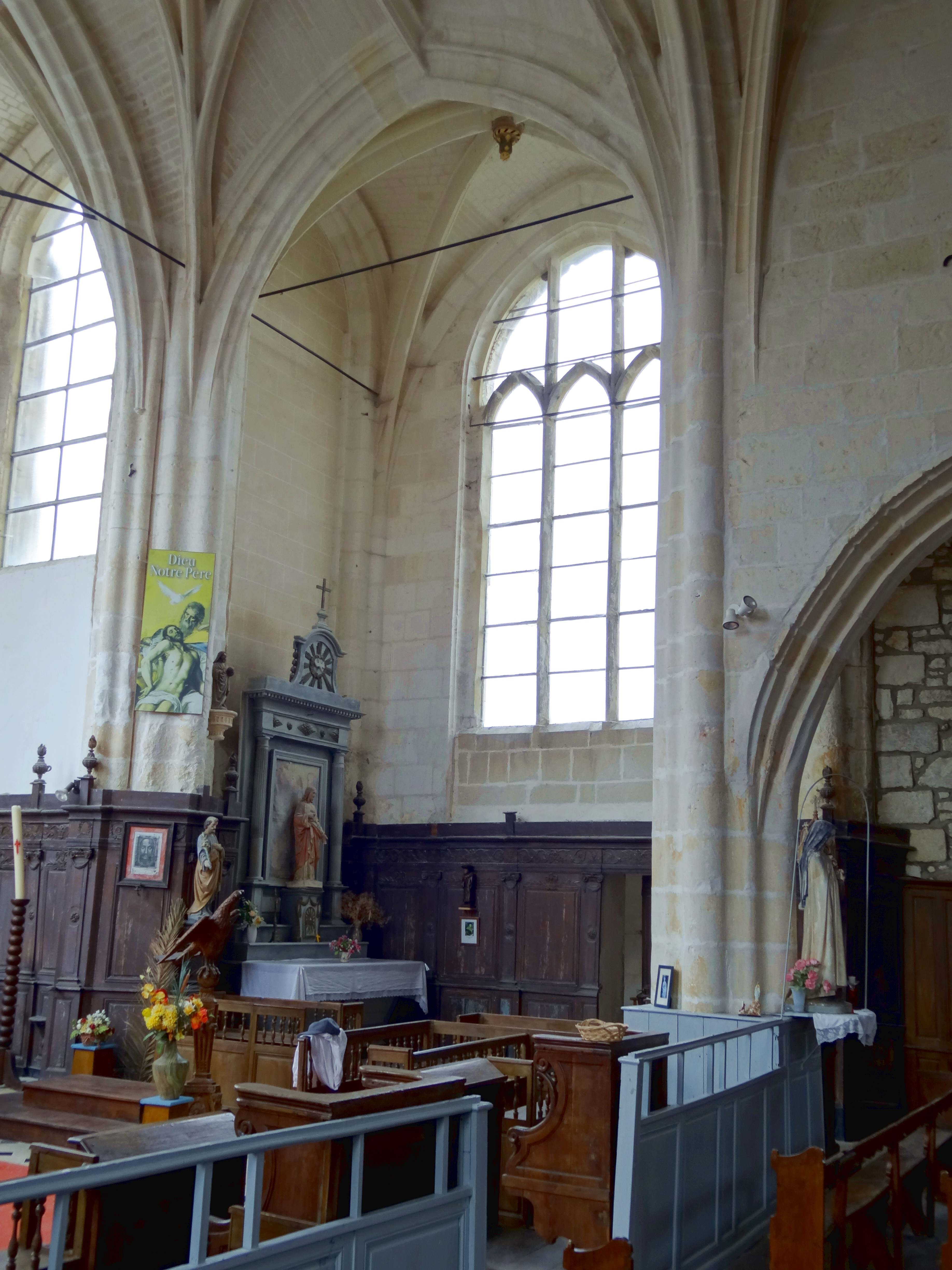
Croisée, vue vers le sud-est.
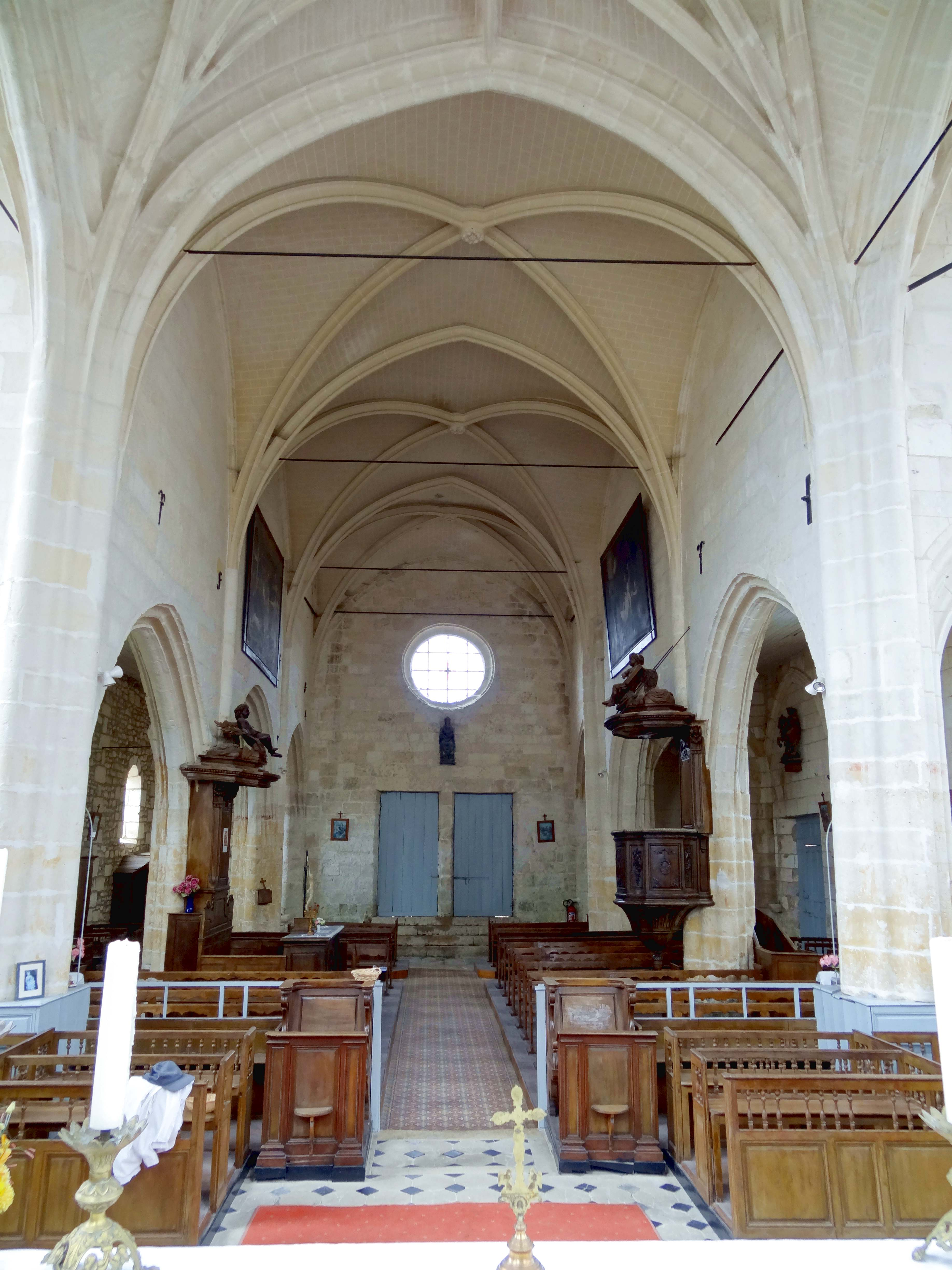
Croisée, vue vers l'ouest.
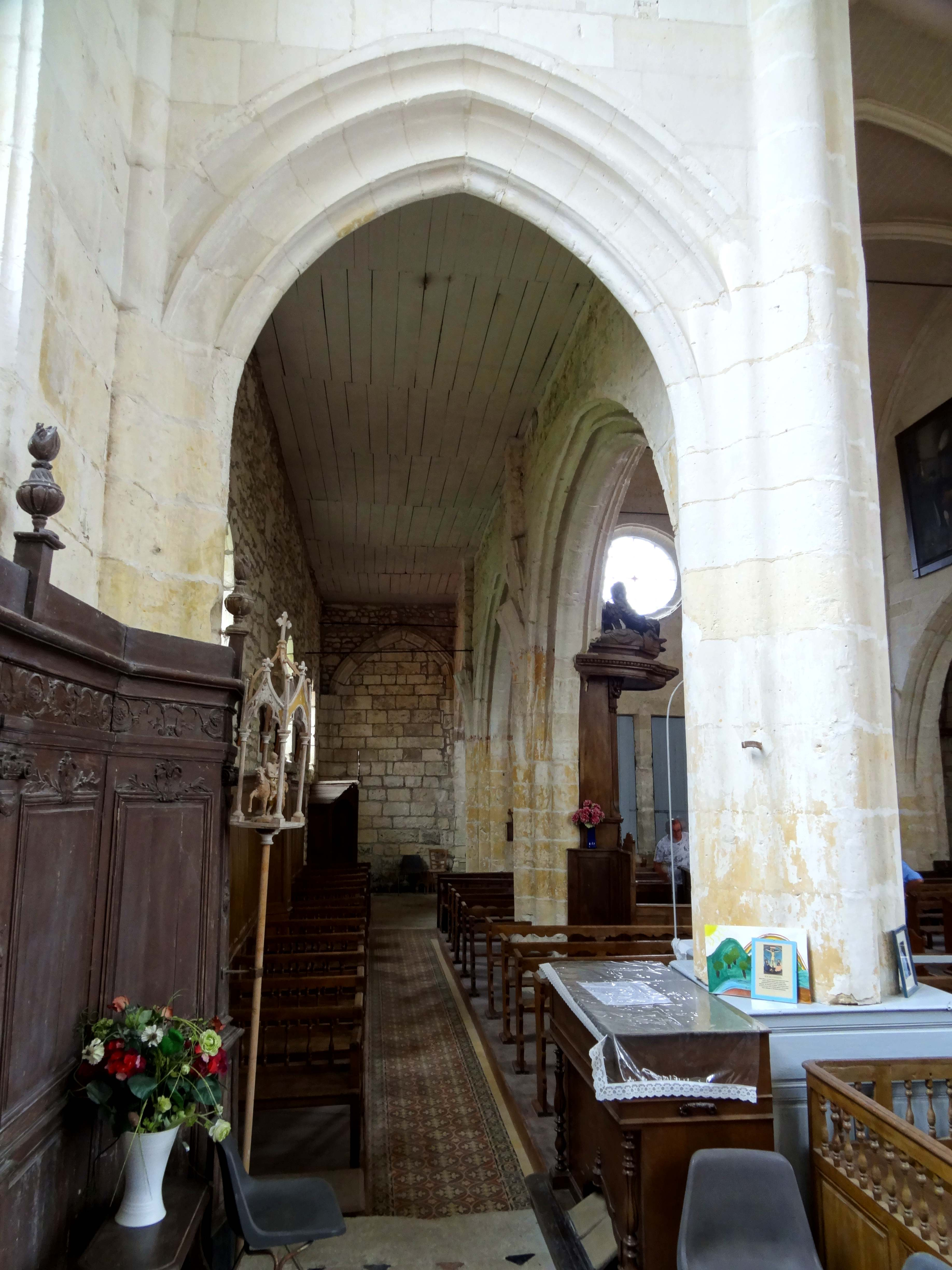
Croisillon sud, vue vers l'ouest.
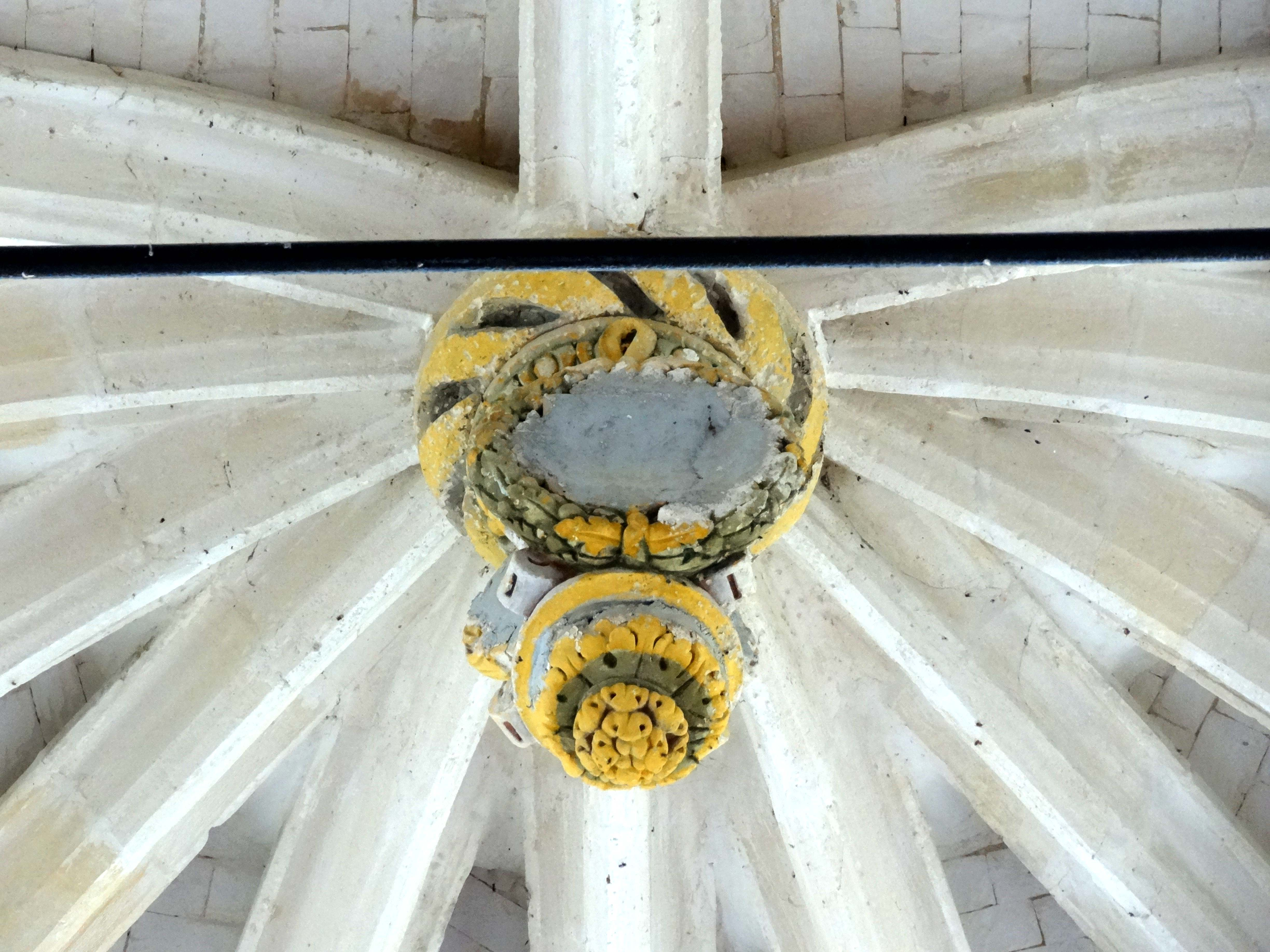
Abside, clé de voûte centrale.

### Extérieur

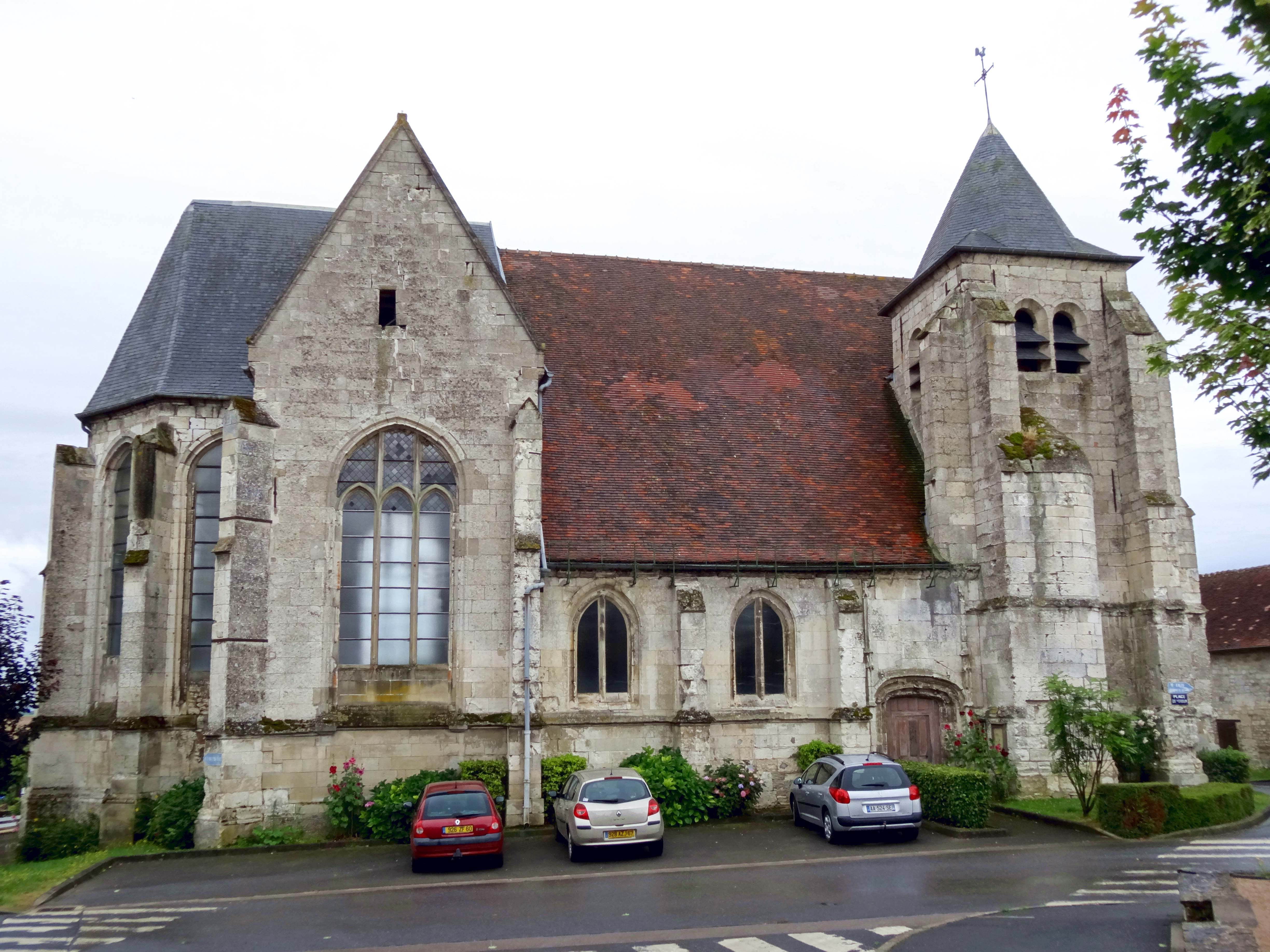
Vue depuis le nord.

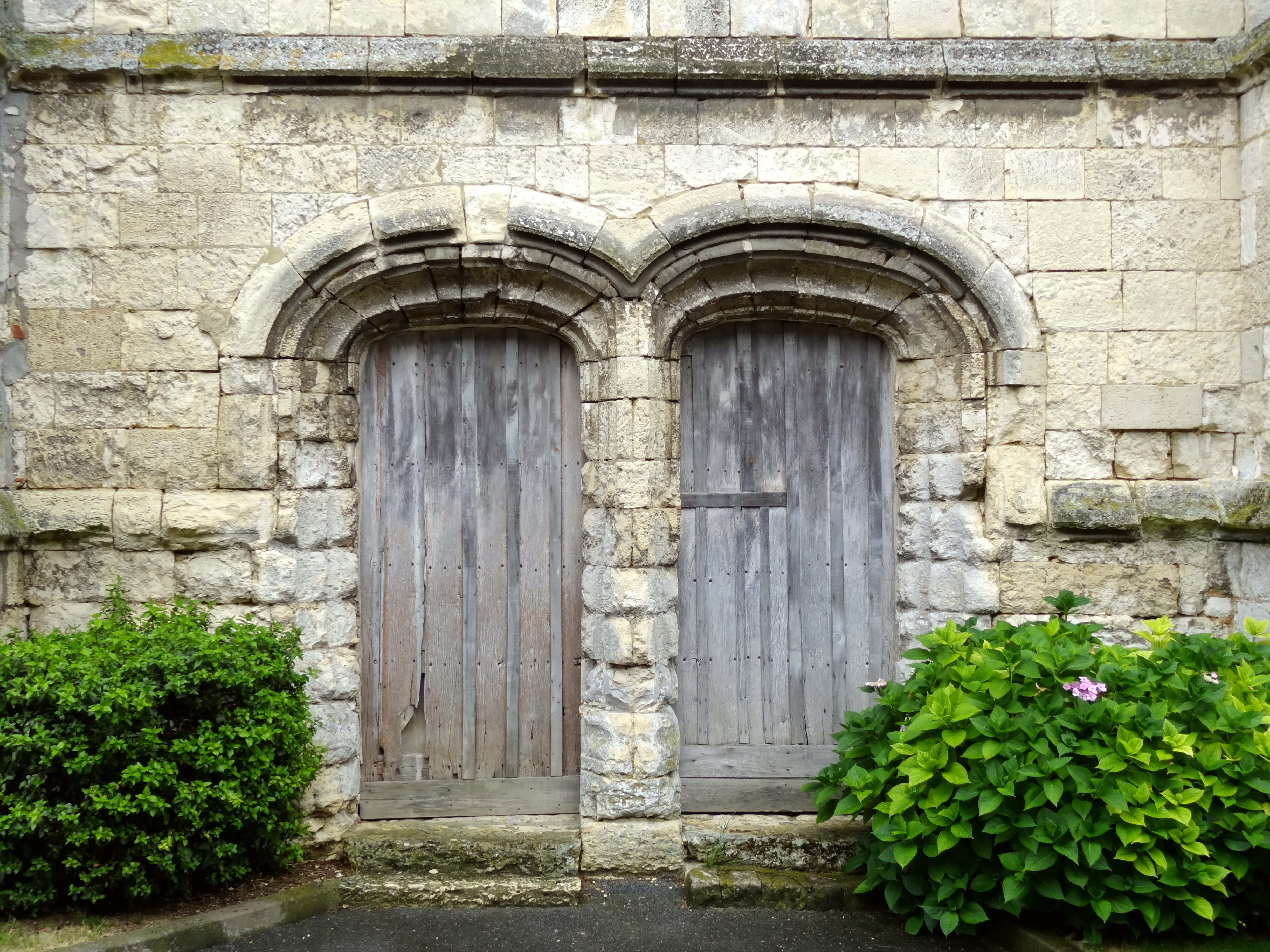
Portail occidental.

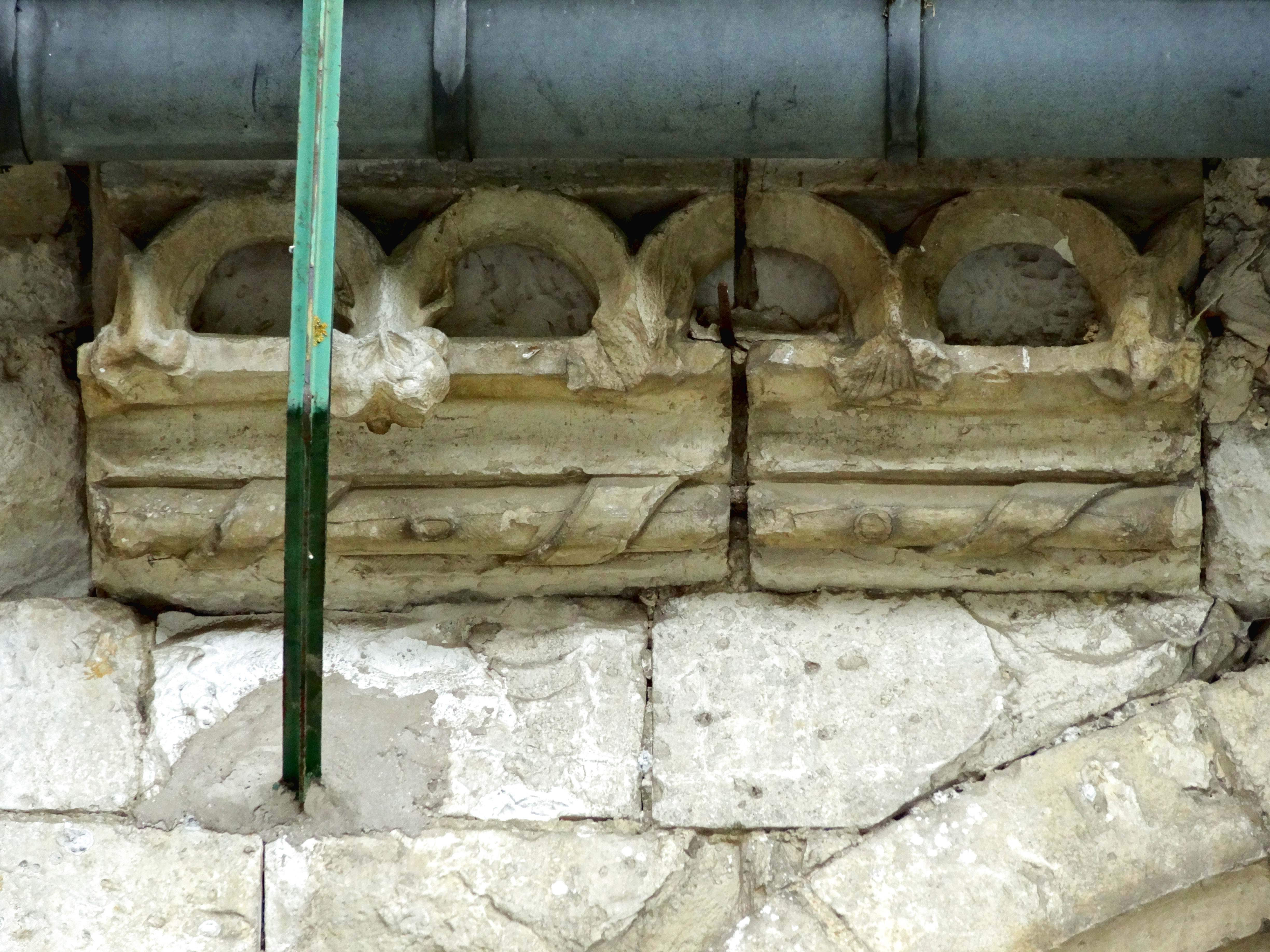
Corniche du bas-côté sud.

Après la guerre de Cent Ans, le clocher central s'élevant au-dessus du carré du transept tombe en désuétude, et l'emplacement habituel du clocher est désormais au début de l'un des deux bas-côtés, généralement le bas-côté sud. Au Mesnil-Amelot et au Mesnil-en-Thelle, c'est l'élévation septentrionale de l'église qui est tournée vers la ville, et le clocher est ainsi implanté au-dessus de la première travée du bas-côté nord. Dans d'autres cas, tels que Boran-sur-Oise, Le Mesnil-Aubry, Othis, le choix ne s'explique pas aussi facilement. En l'occurrence, l'allure modeste du clocher ne semble guère justifier son exposition à un endroit bien visible, mais il était peut-être prévu d'ajouter un étage. Comme pour les voûtes, les fonds venaient de manquer, et les baies en plein cintre de l'étage de beffroi traduisent un achèvement tardif. Ainsi, Louis Graves qualifie le clocher de moderne. Il est cependant parfaitement homogène avec le reste, et soigneusement appareillé en pierre de taille comme l'ensemble de l'église, à l'exception du mur gouttereau du bas-côté sud. Cette homogénéité est soulignée par une plinthe moulurée après les premières assises, et par un larmier qui fait le tour de l'édifice au niveau de la limite des allèges. Un deuxième larmier, qui court sept assises plus haut, est uniquement présent sur le clocher et la façade occidentale. Les contreforts du clocher sont scandés par ces larmiers, ainsi que par un glacis formant larmier situé plus haut, qui marque en même temps une retraite. Sur le contrefort à droite du mur occidental, cette retraite est implantée plus haut, et plus prononcée, car la partie basse du contrefort est plus saillante. Tous les contreforts du clocher s'amortissent par un glacis formant larmier. En dehors de ces éléments, le clocher ne présente aucun élément structurant, et les limites entre les étages ne sont pas soulignés par des bandeaux ou larmiers. Il n'y a pas non plus de corniche, mais seulement une tablette biseautée. Les uniques ouvertures sont les deux baies abat-son géminées en haut de chacune des faces du clocher. Les baies ne sont pas décorées, mais seulement entourées d'une large gorge. La cage d'escalier semi-cylindrique accolée au contrefort de gauche du mur septentrional est aveugle. Elle s'arrête aux deux tiers de la hauteur de la tour, et est coiffée d'un dôme de pierre couronnée d'un Christ en croix. Plaqué devant le mur du clocher, ce détail intéressant ne s'aperçoit pas à la première vue.
En dehors du clocher, qui est somme toute dénuée d'intérêt, la façade occidentale ne présente que le portail et l'oculus circulaire déjà signalé. Le portail, très austère, ne cache pas sa vocation de portail secondaire, bien que composé de deux portes indépendantes contrairement au portail latéral nord. Ces portes, en anse de panier, sont séparées par un mince trumeau, et entourées de moulures suivant un profil qui évoque les grandes arcades de la nef. Elles sont en outre surmontées d'un bandeau mouluré. Les piédroits sont aujourd'hui fortement érodés, mais il semble que le décor sculpté ait toujours fait défaut. On peut encore signaler que le contrefort à droite de la façade de la nef est couronné d'un chaperon en bâtière, si bien que les contreforts occidentaux soient tous différents. Le contrefort se rattache à ceux du transept et de l'abside, qui sont couronnés de la même manière.
Plus intéressant que le portail occidental est le portail latéral nord, à gauche du clocher. Son unique porte, également en anse de panier, est assez large, mais pas assez pour justifier un double vantail. Une petite porte est ainsi ménagée au milieu de l'unique vantail. Deux voussures entourent le portail, et affichent un profil qui évoque les arcades et doubleaux du transept. Elles sont également surmontées d'un bandeau mouluré, qui est garnie de feuilles frisées. De même, les voussures accueillent des feuilles de chou frisées au niveau du linteau. Ce décor sculpté, fortement abîmé et aujourd'hui incomplet, est complété par deux minces contreforts carrés qui flanquent le portail à gauche et à droite, et fournissent le prétexte à deux niveaux de pinacles plaqués très effilés. En plus du portail, le bas-côté nord réserve un autre détail remarquable. C'est une corniche sculptée. Elle se compose notamment de petites arcatures plaquées en plein cintre, qui retombent sur de petits culs-de-lampe décorés de feuilles ou de coquilles, et d'un rondin de bois écoté entouré d'un ruban. Quant aux contreforts du bas-côté nord, ils sont du même type qu'aux angles nord-est et nord-ouest du clocher : scandés par le larmier qui marque la limite des allèges, ils se terminent par un glacis formant larmier. Pour venir aux parties orientales, elles se distinguent par leurs proportions élancées, mais restent sinon tout aussi austères que le clocher et la façade. Les éléments de scansion sont toujours les mêmes que pour le clocher. Les contreforts se retraitent légèrement par un larmier simple à mi-hauteur des fenêtres, mais restent assez saillants au-delà, et s'amortissent par un chaperon en bâtière. Les fenêtres ont déjà été décrites dans le contexte de l'intérieur. Fait rare, la mouluration est plus aboutie à l'extérieur qu'à l'intérieur : généralement, il n'y a pas de différence. Ainsi, la gorge qui entoure les baies est délimitée par deux arêtes saillantes, qui possèdent de petites bases polygonales. Cette gorge et les arêtes manquent au niveau du tympan, dont le remplage a vraisemblablement été arrachée. La partie basse des baies est bouchée. La baie d'axe du chevet est même presque entièrement bouchée, en ne laissant libre que le tympan, et les baies orientales des croisillons sont totalement bouchées. Il n'y a pas de corniche sculptée.

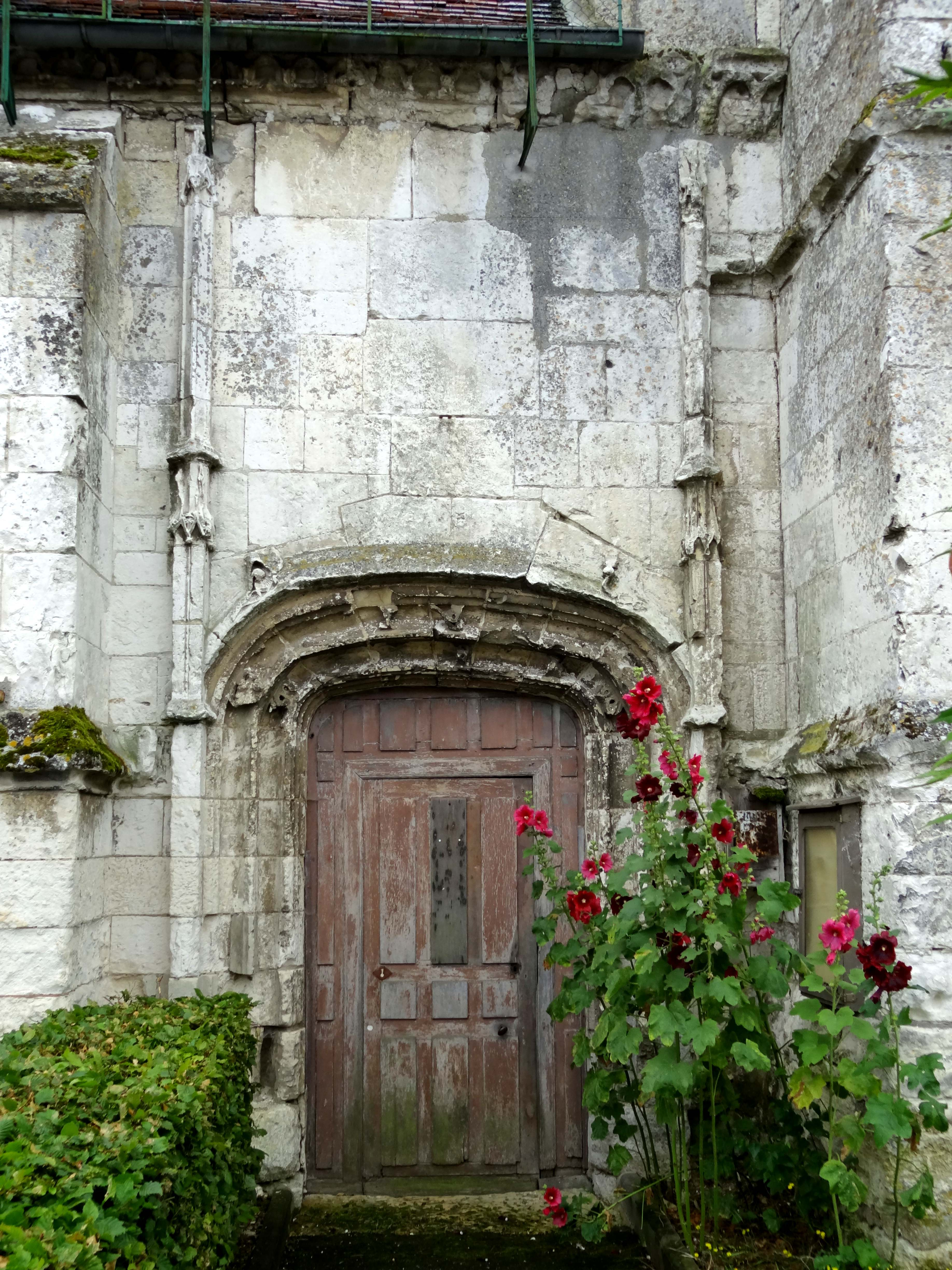
Portail latéral nord.
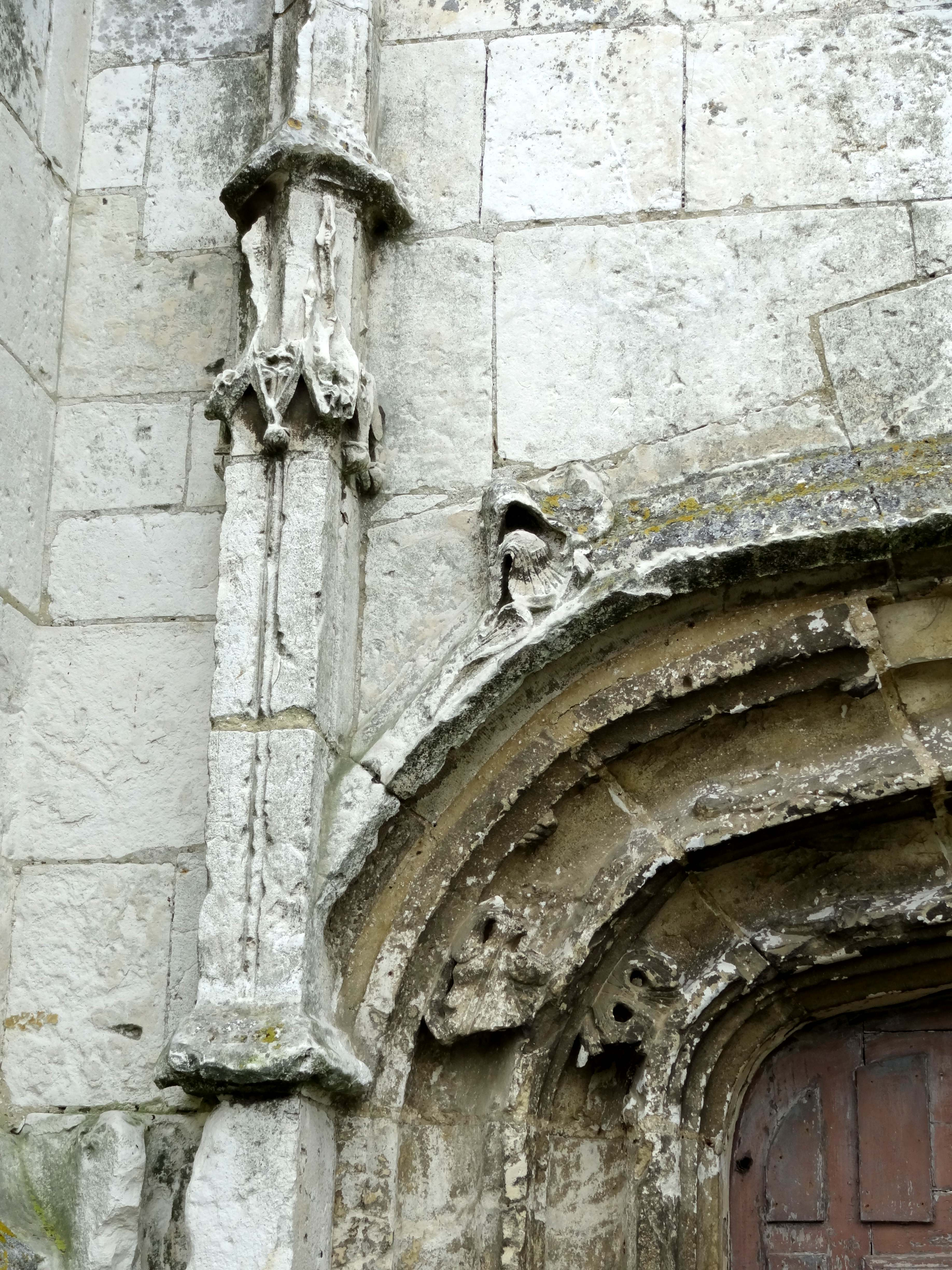
Détail du portail.
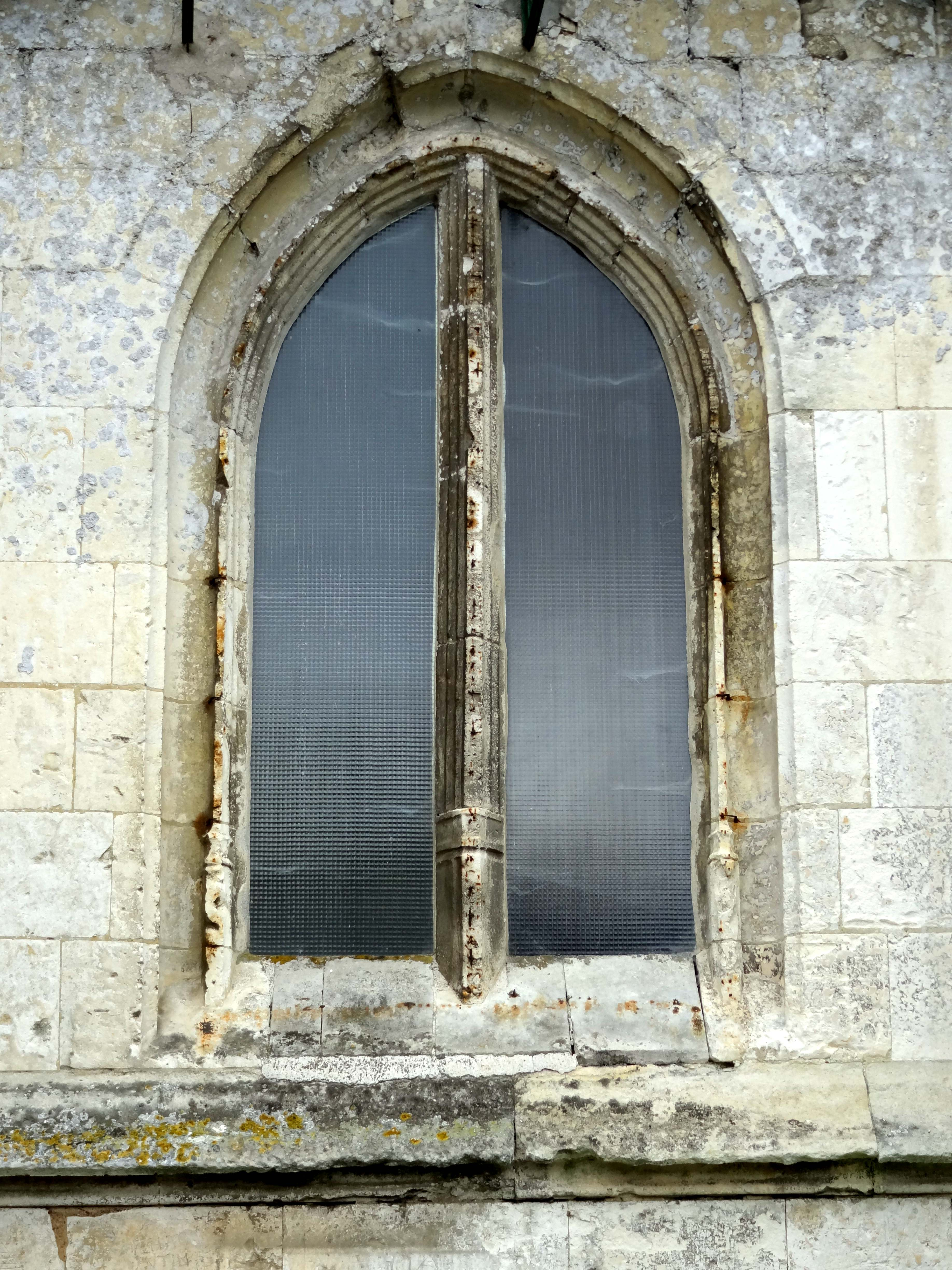
Fenêtre du bas-côté nord.
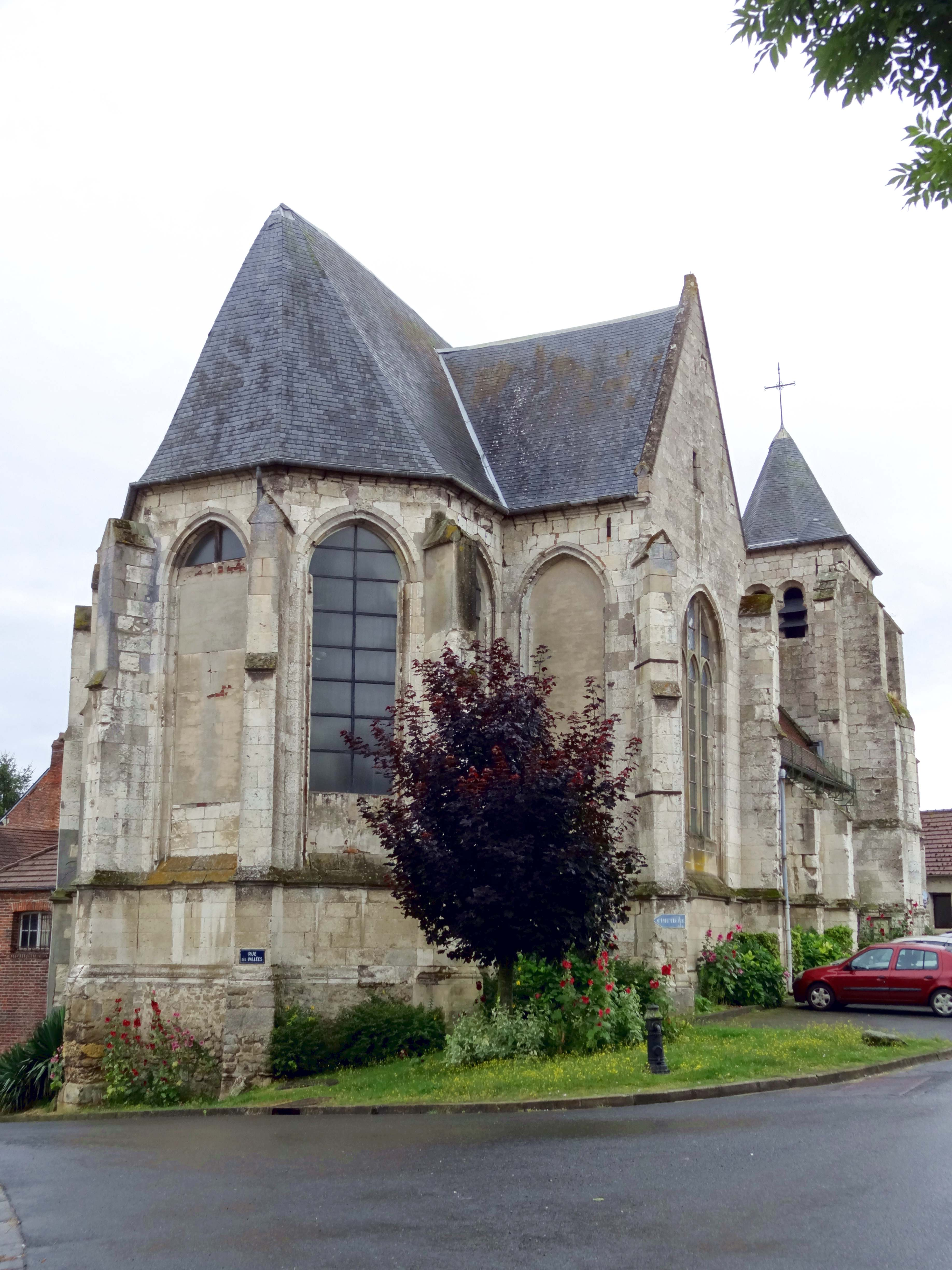
Vue générale depuis le nord-est.
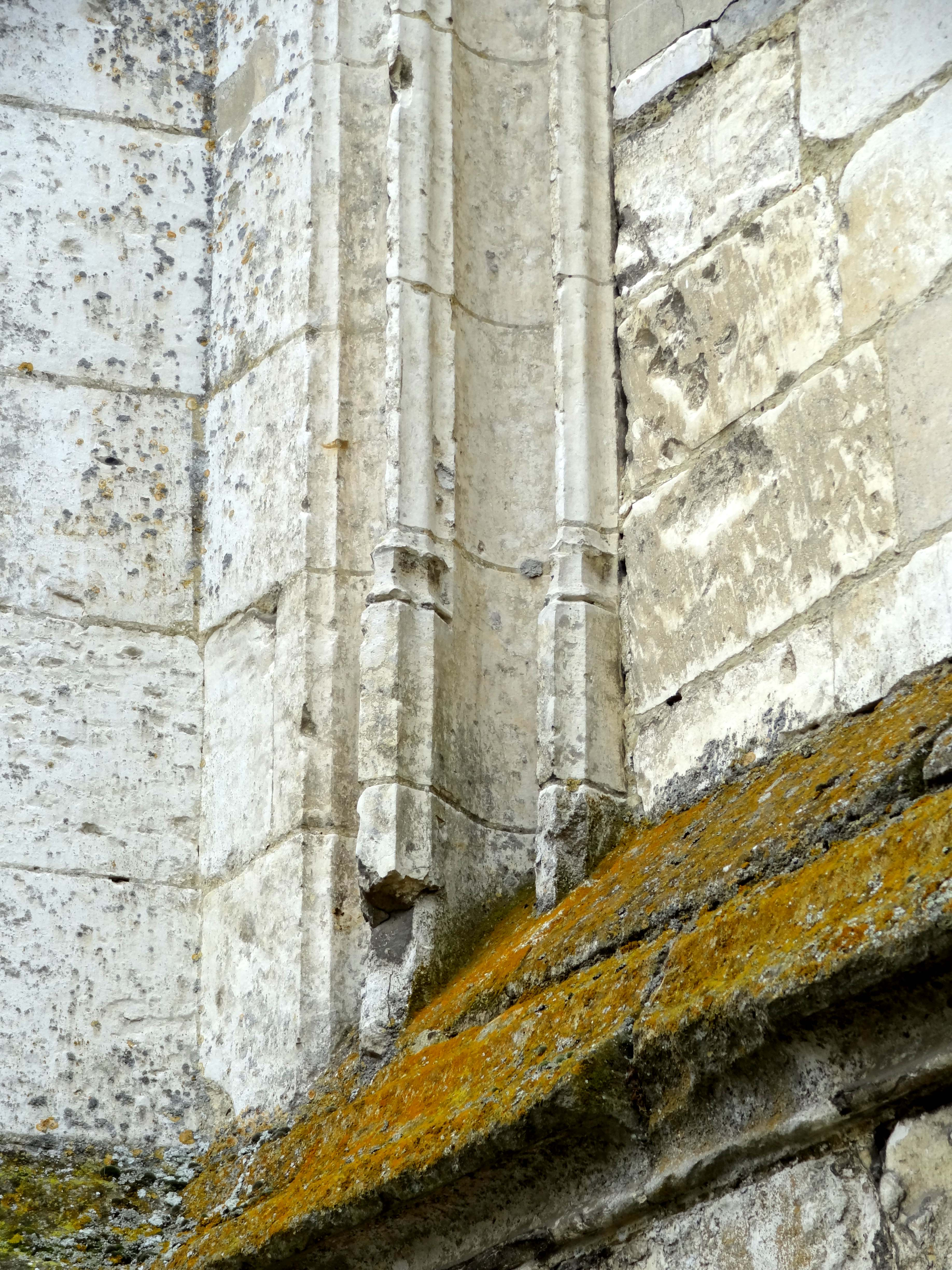
Mouluration autour des baies de l'abside.
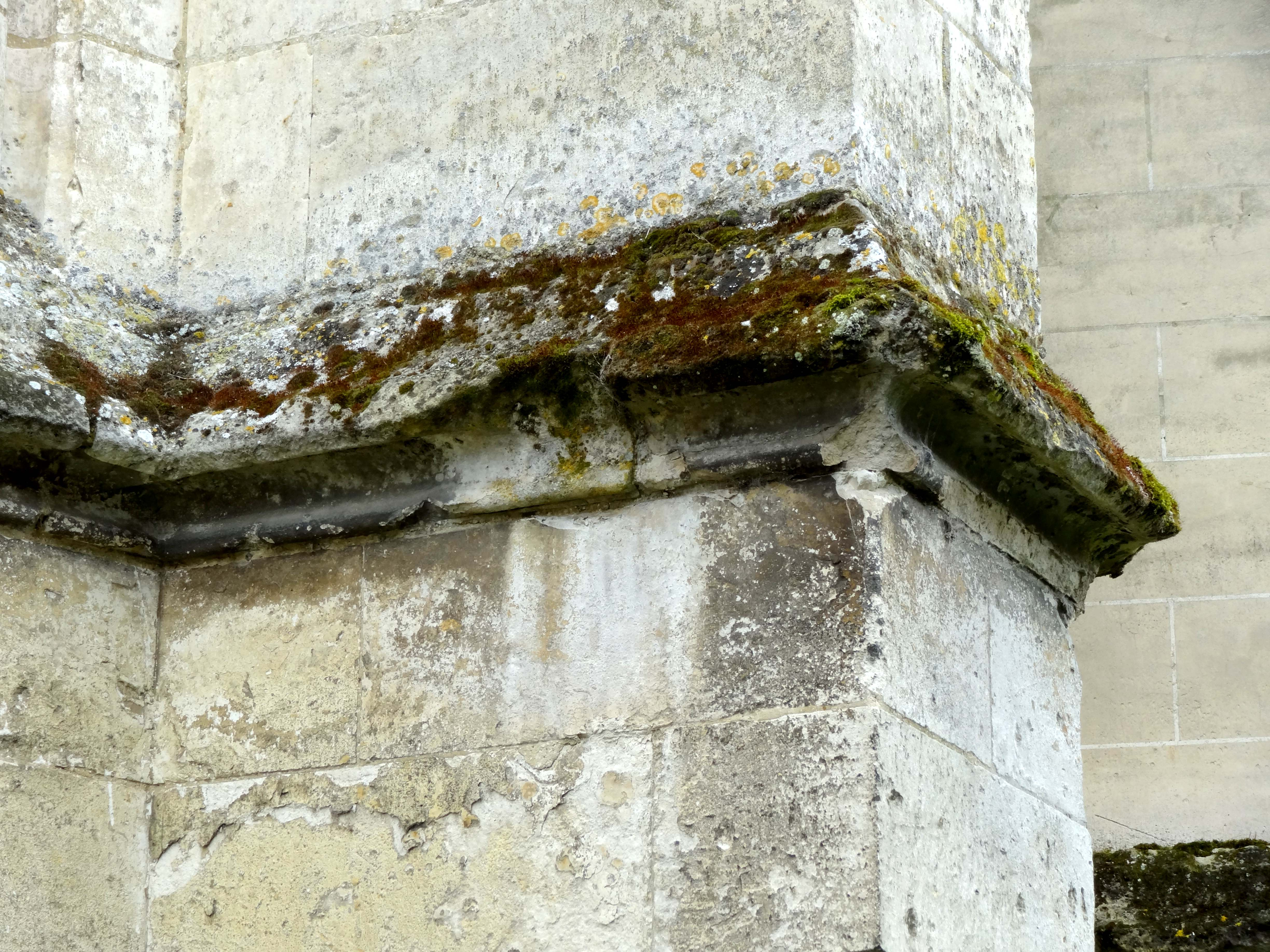
Larmier à la limite des allèges.

## Mobilier
Parmi le mobilier de l'église, trois éléments sont classés monument historique au titre d'objet par des arrêtés du 5 novembre 1912. Il s'agit de deux statues et de l'ensemble formé par les boiseries de l'abside et des croisillons, et des trois retables. Quelques autres œuvres méritent également l'attention.

### Statues

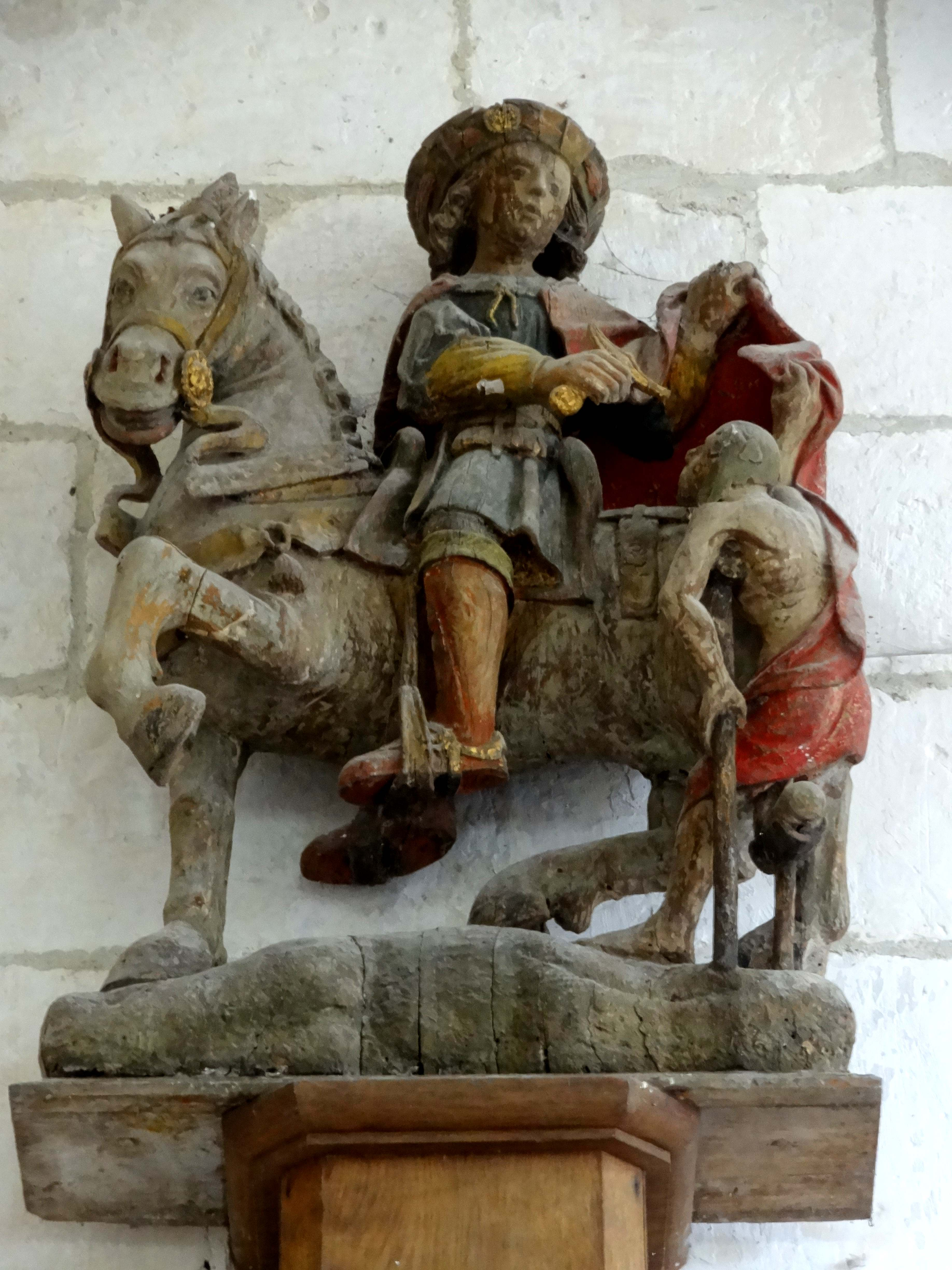
Charité de saint Martin.

- Le groupe sculpté représentant la Charité de saint Martin, c'est-à-dire Martin de Tours en tenue de soldat installé sur sa monture et partageant son manteau avec un mendiant en la découpant en deux parties égales avec son épée, est en bois de chêne polychrome. Son revers est plat, et il est assemblé de plusieurs morceaux. Le groupe mesure 99 cm de hauteur pour 64 cm de largeur, et date de la première moitié du XVIe siècle. Avec la Vierge de Douleur, il devait faire partie du mobilier initial de l'église actuelle. On peut faire le rapprochement avec les Charités de saint Martin de Rochy-Condé, Verderel-lès-Sauqueuse et Villers-Saint-Barthélemy. La sculpture est de facture populaire, mais la représentation est pleine de vie, avec le dynamisme de mouvement du cheval, et le manteau dont une partie enveloppe déjà le torse du mendiant. Le personnage du mendiant est saisissant de réalisme, avec un buste décharné, une jambe amputée, une main s'appuyant sur une béquille et un corps qui traduit la souffrance. Classée en avril 1960, l'œuvre a été restaurée dès l'année suivante par l'atelier de Marcel Maimponte. La disgracieuse main rapportée de saint Martin a alors été supprimée, et remplacée par une nouvelle main tenant une épée. Dans la même année 1961, la sculpture a été exposée à Paris dans l'exposition « Charité de saint Martin »[8].
- Un bâton de procession ou de confrérie abrite une autre Charité de saint Martin, cette fois-ci miniaturisée. Elle est abritée sous un dais qui se compose de quatre arcatures trilobées sous des gâbles fleurdélisés, reposant sur quatre colonnettes, et consolidées par des accolades garnies de crochets. Cet objet remarquable, mais en mauvais état, n'est pas encore classé à ce jour.
- La statue de la Vierge de douleur est en bois de chêne taillé. Elle a été décapée, et perdu sa polychromie. Elle mesure 70 cm de hauteur, et date du début du XVIe siècle, époque de la construction de l'église actuelle. À l'instar de pratiquement toutes les Vierges représentées ainsi les mains rejointes pour la prière, la tête voilée et l'expression triste, elle devrait provenir d'une poutre de gloire aujourd'hui disparue. Son classement est intervenue en mars 1966[9].
- L'église possède quatre autres statues anciennes en bois polychrome, qui ne sont pas encore classées. Trois sont de facture populaire, et datent sans doute aussi du XVIe siècle. Elles représentent l'Éducation de la Vierge par sainte Anne, sa mère, qui lui apprend à lire ; saint Jean Baptiste, le précurseur, qui bénit de la main droite et devrait porter l'agneau mystique dans sa main gauche, remplacé par une sphère (trop grand pour être considéré comme l'orbe que porte parfois le Christ en majesté) ; et un saint évêque bénissant assis sur un trône. Hormis la Vierge à l'Enfant, et saint Quentin attaché à une chaise de torture, le seul saint qui soit représenté assis est en principe saint Pierre, Apôtre et premier pape. Pas antérieure au XVIIIe siècle est la statue de sainte Barbe, couronnée et portant la palme du martyre, accompagnée de la petite tour qui lui sert d'attribut, car elle fut enfermée dans une tour par son père.

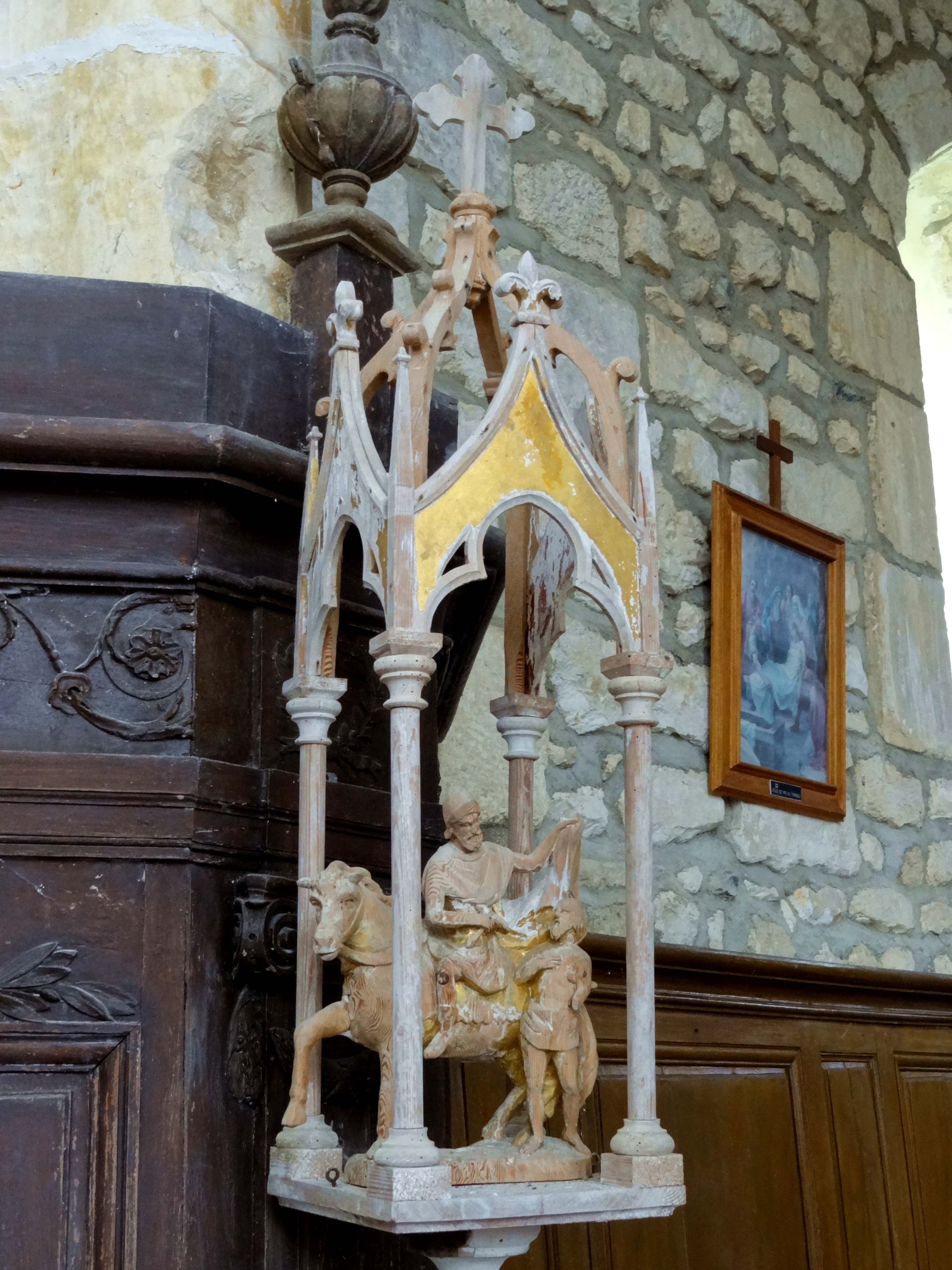
Bâton de procession.
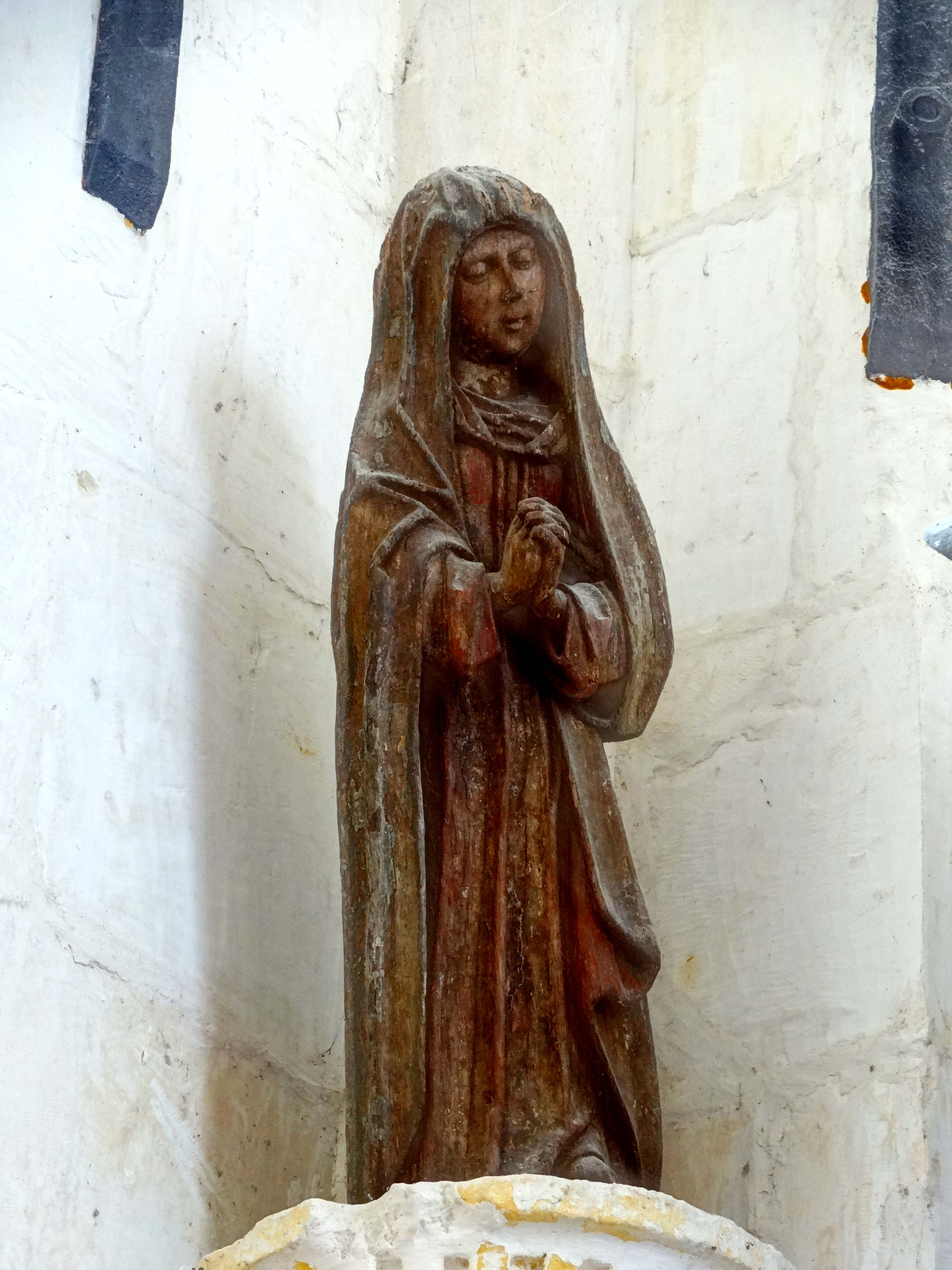
Vierge de douleur.
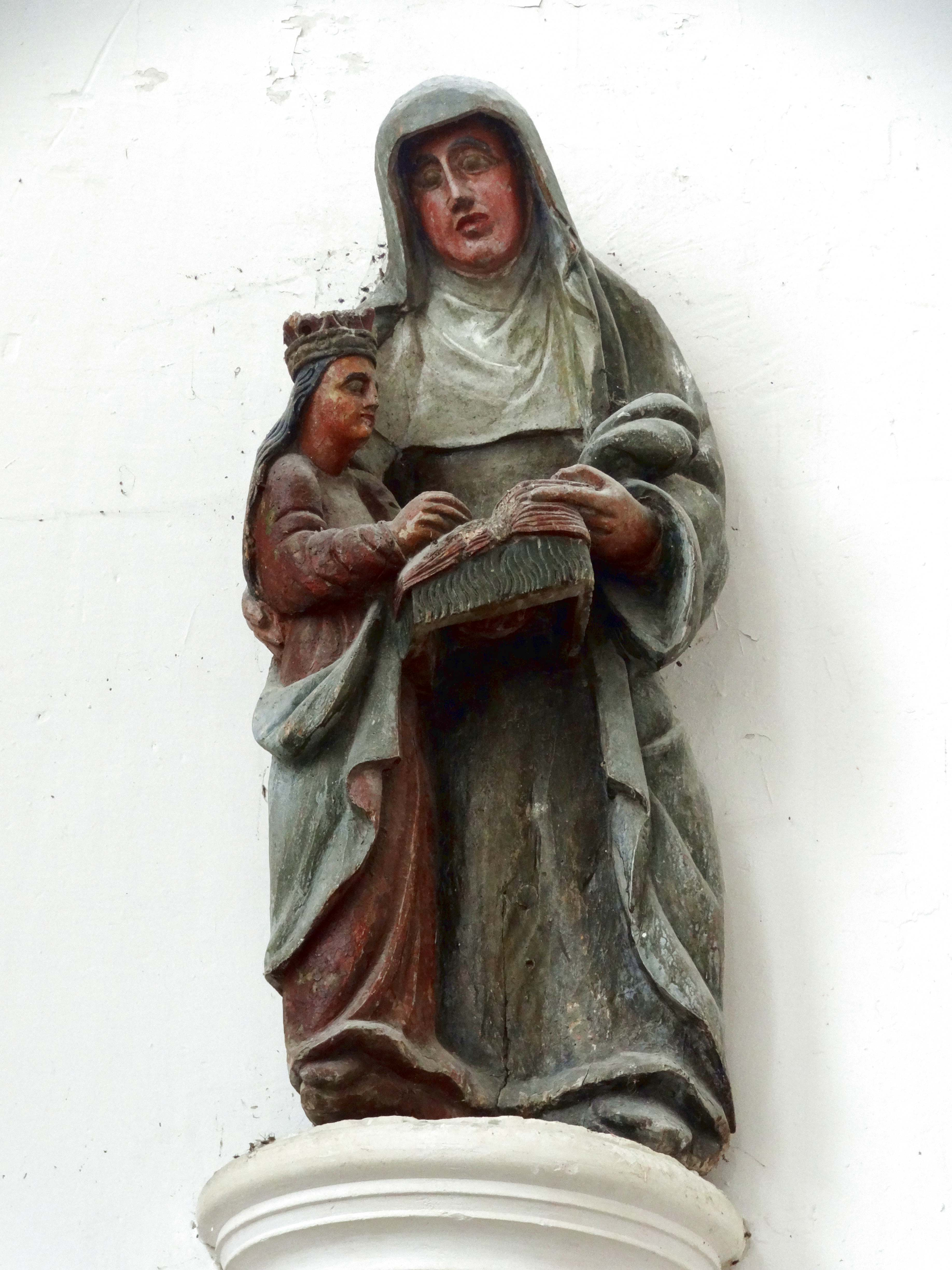
L'Éducation de la Vierge.
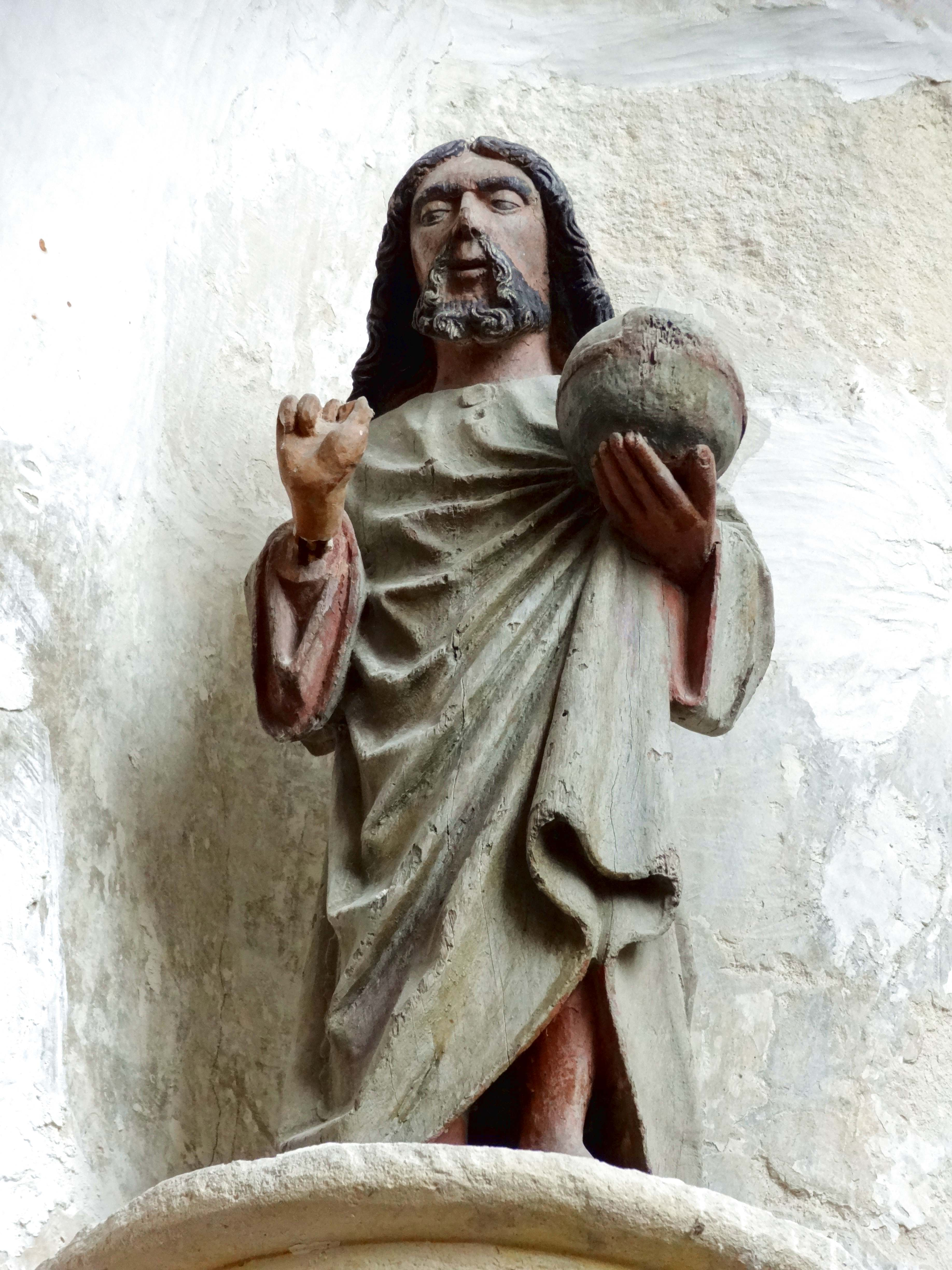
Saint Jean Baptiste.
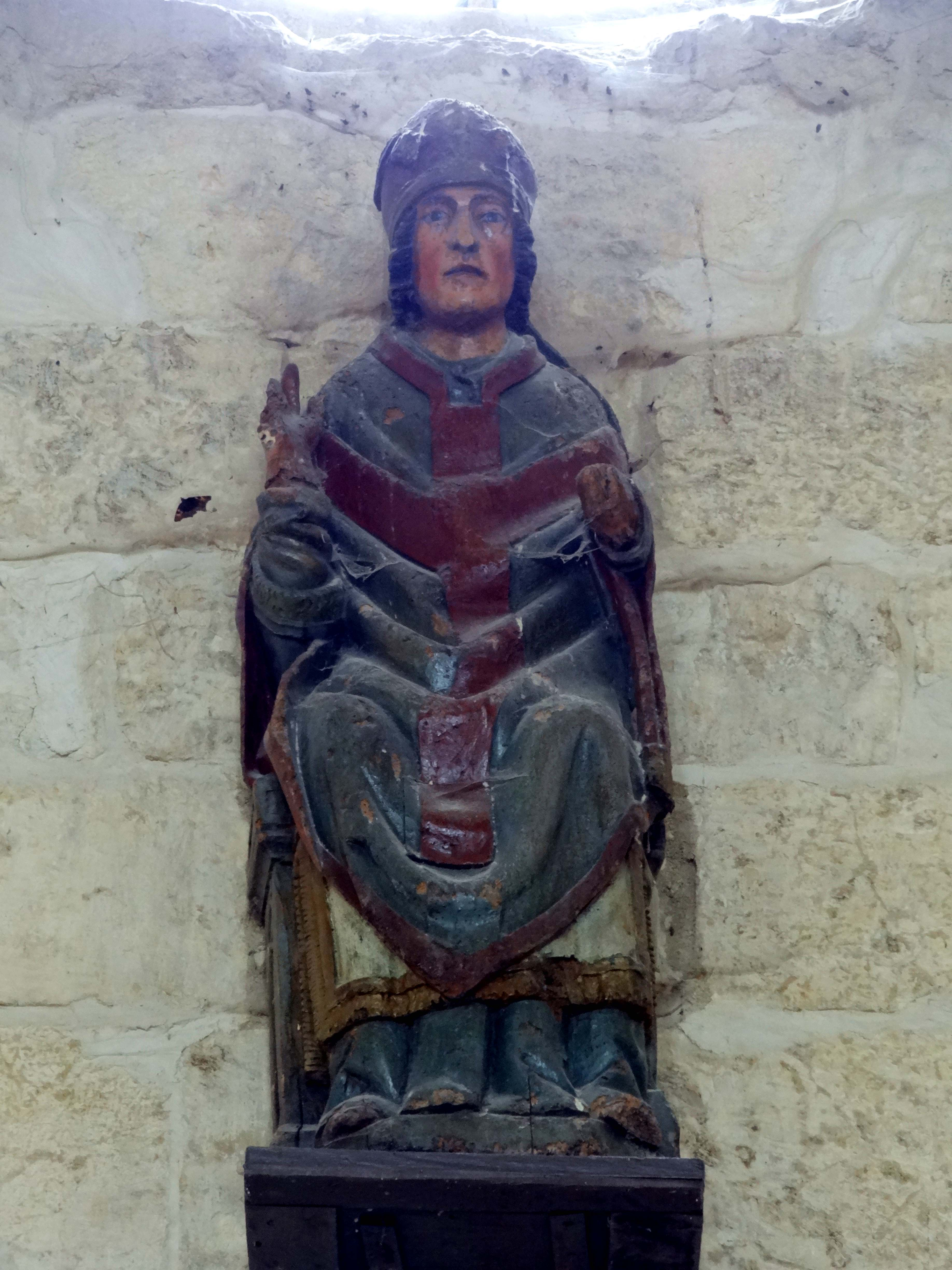
Saint évêque.
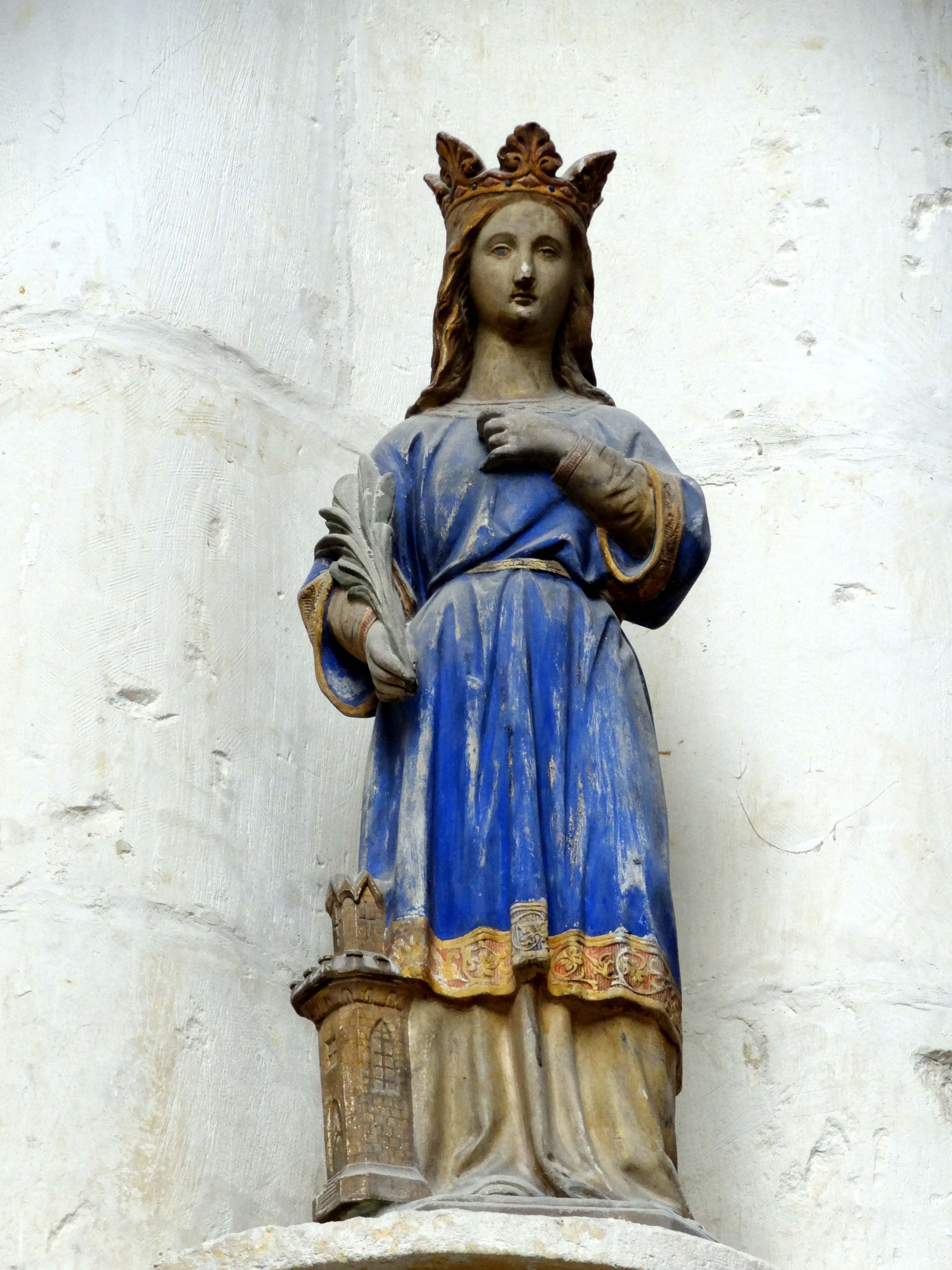
Sainte Barbe.

### Mobilier liturgique et boiseries

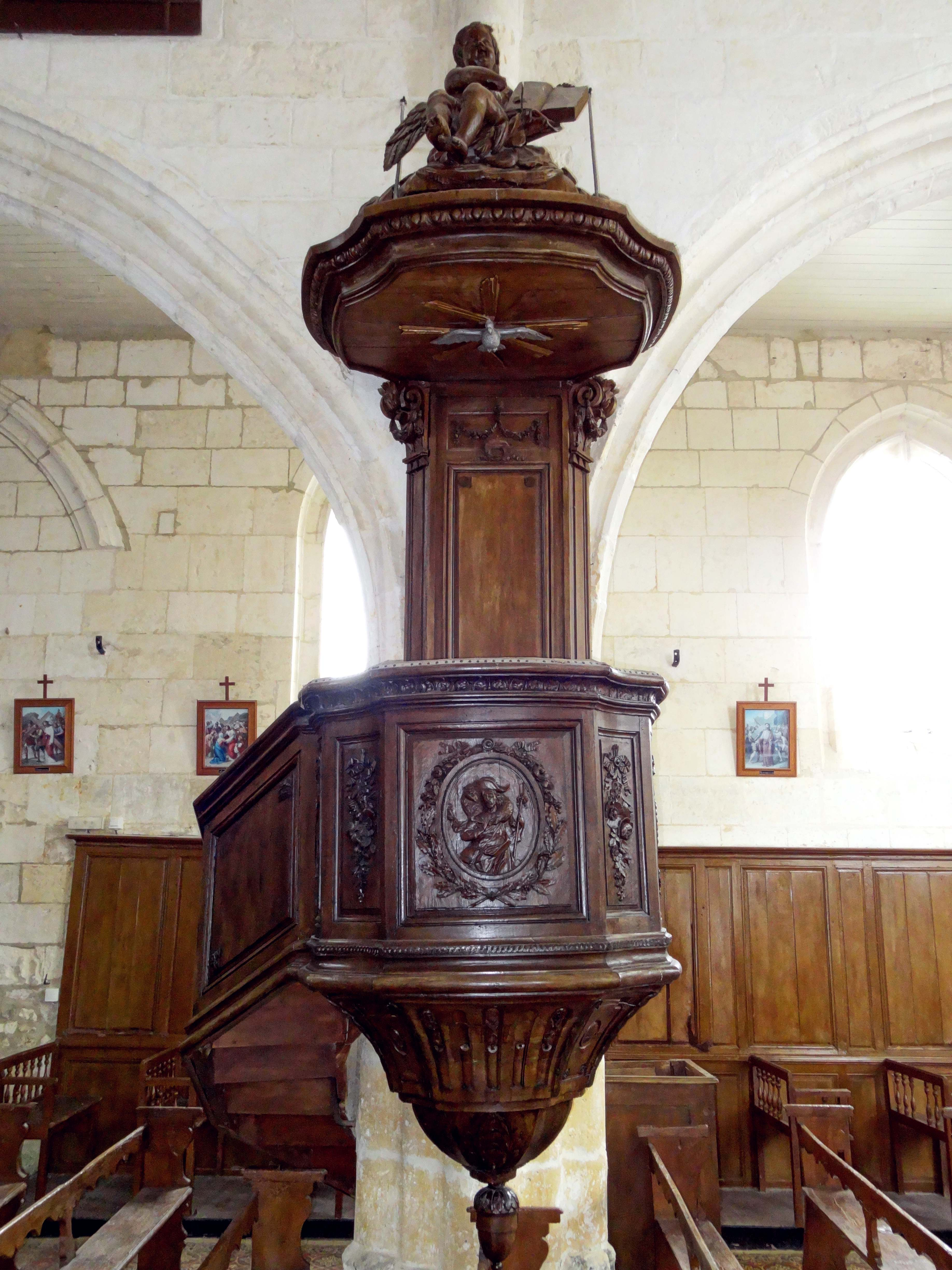
Chaire à prêcher.

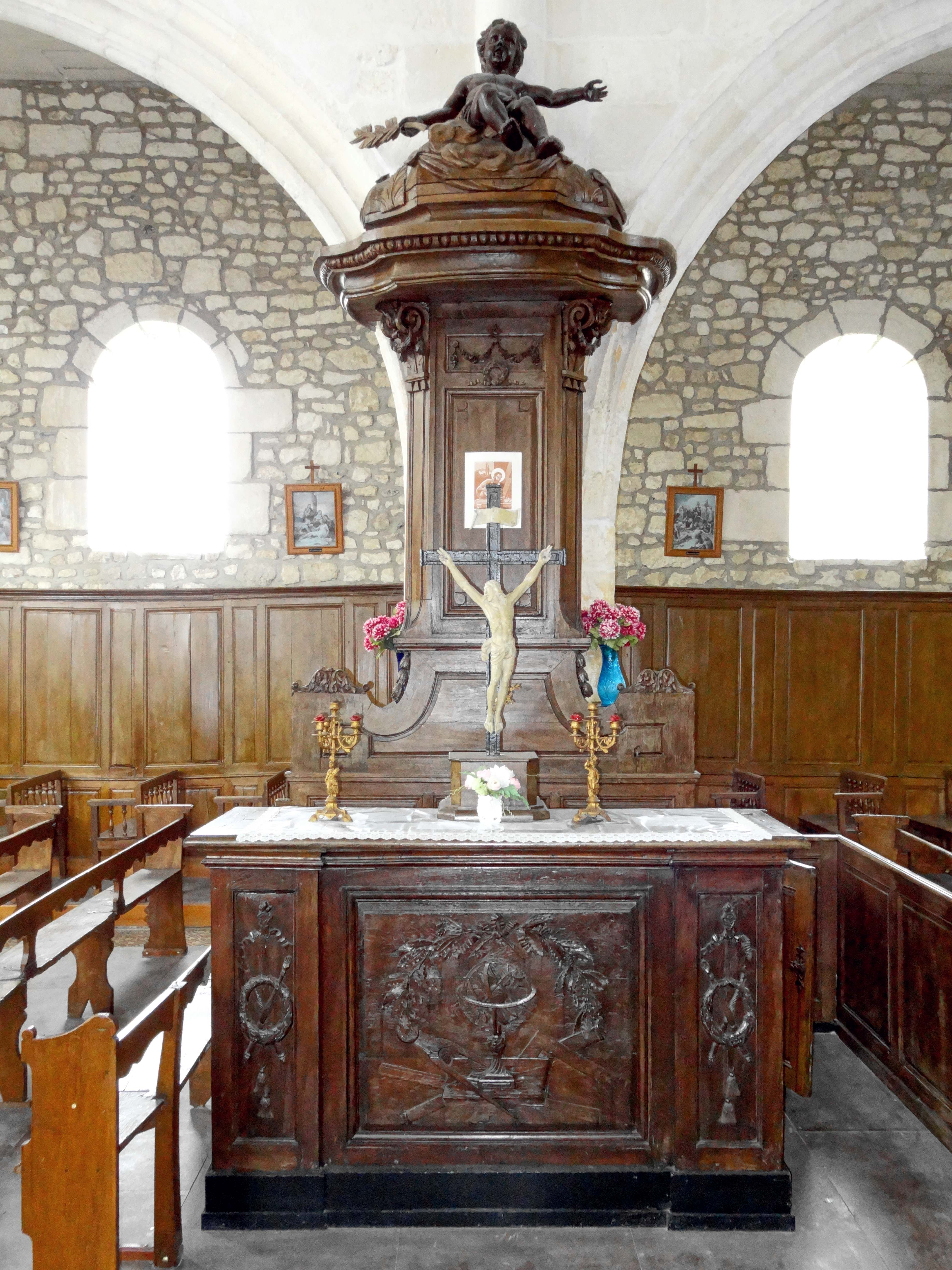
Banc d'œuvre.

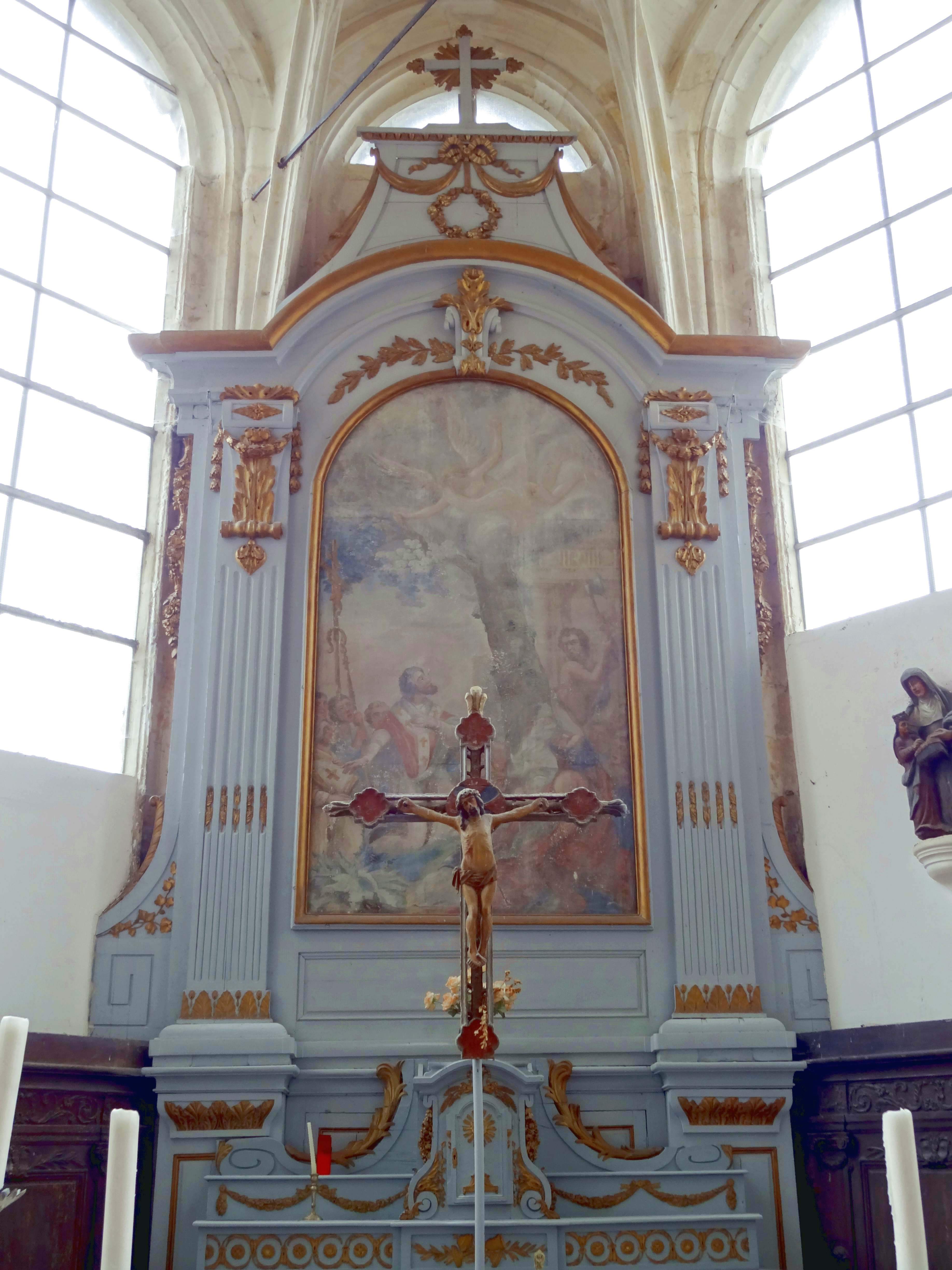
Retable du maître-autel.

- La chaire à prêcher et le banc d'œuvre, qui se font face devant le dernier pilier intermédiaire des grandes arcades au nord et au sud, sont en bois de chêne taillé. De style baroque, ils datent du XVIIe siècle ou du début du XVIIIe siècle, et forment un ensemble tout à fait remarquable. S'il est courant que ces deux meubles soient contemporains et partagent de nombreux éléments stylistiques, il est exceptionnel qu'ils possèdent un dorsal identique, qui est calqué sur le diamètre des piliers, et que le banc d'œuvre soit doté d'un abat-voix, qui correspond à la moitié antérieure de l'abat-son de la chaire. Les deux abat-voix portent la statue d'un angelot nu sculpté en ronde-bosse. Celui de la chaire désigne un livre qu'il présente dans sa main gauche, et celui du banc d'œuvre tient une palme. De profil, les abat-voix comportent un rang d'oves et de dards, ornement caractéristique de la Renaissance. La partie haute du dorsal se compose d'un panneau central, divisé en un grand panneau à fenestrage et un petit panneau sculpté d'une guirlande tout e haut, et de deux pilastres placés obliquement. Ils comportent en haut des consoles dérivé du chapiteau ionique, sous laquelle sont suspendues des gouttes. La partie basse du dorsal diffère pour les deux meubles, puisqu'elle est intégrée dans la cuve en ce qui concerne la chaire. La cuve de la chaire adopte globalement le plan d'un carré à angles abattus, mais les pans larges sont légèrement convexes, et les pans coupés aux angles sont concaves. C'est aussi le plan des abat-voix. Une succession de moulures et un rang de feuilles d'acanthe courent à la bordure supérieure, et une autre succession de moulures et un entrelacs simple à la bordure inférieure. Ce dernier motif est également hérité de la Renaissance. Le reste de la cuve se compose de panneaux sculptés en bas-relief. Les motifs sont des chutes de fleurs pour les panneaux étroits aux angles, et des médaillons entourés de guirlandes pour les panneaux larges. Sur la face frontale de la chaire, le médaillon est de grandes dimensions, et affiche le Bon-Pasteur. Sur la face est, le médaillon est petit et la guirlande plus sobre, et le motif sont une mitre et les insignes épiscopaux. L'on remarque encore le grand cul-de-lampe godronné suspendu sous la cuve. De petits motifs sculptés s'inscrivent dans la partie supérieure d'un godron sur deux. Le pupitre du banc d'œuvre n'est pas tout à fait de la même facture que la cuve de la chaire, bien que datant sans doute de la même époque, et est peut-être rapporté. Il présente de face un grand panneau entre deux panneaux étroits. Sur le premier, figure une sphère armillaire placée sur un livre, un compas et une équerre. Ni la chaire, ni le banc d'œuvre ne sont classés à ce jour.
- Les boiseries du transept et de l'abside du XVIIIe siècle et les trois retables de la même époque sont inscrits ensemble depuis mars 1991, mais ne forment pas un ensemble cohérent et semble issus de trois commandes différentes. Les boiseries pourraient même remonter au XVIIe siècle, car alliant des éléments Renaissance aux ornements baroques. Elles se composent de trois registres. Le premier registre forme le soubassement, le deuxième registre est le registre principal, et le registre supérieur correspond à l'entablement. Les deux premiers registres sont assemblés de panneaux à fenestrages séparés par des pilastres ioniques et leurs stylobates. Chaque pilastre arbore une rosette en son milieu. Comme particularité, une courte guirlande est tendue sous chaque chapiteau. L'entablement fait légèrement saillie au-dessus de chaque pilastre, et sa métope y est sculptée d'une tulipe. Un petit pot à feu fait office de couronnement. Entre deux pilastres, la frise de l'entablement affiche des rinceaux végétaux, selon des motifs légèrement différents dans chaque compartiment. Quant aux retables des croisillons, strictement identiques, l'un dédié à la Vierge Marie et l'autre à Saint-Martin, ils sont formés par un grand cadre renfermant un tableau effacé, et par deux colonnes cannelées qui ne reproduisent aucun ordre antique, et supportent un entablement sommaire avec frise de denticules, sommé d'une attique. La métope est sculptée de losanges de feuillages et de rosettes, et l'attique, d'une gloire, dont celle du retable de la Vierge affiche le monogramme IHS en son milieu, et celle du retable du Sacré-Cœur, la colombe du Saint-Esprit. Des chutes de fleurs accompagnent les deux flancs des attiques. Associés aux retables, et également décorés de gloires, les deux petits tabernacles servent aujourd'hui de socles aux statues modernes de la Vierge à l'Enfant et du Sacré-Cœur. On les a placées là pour faire oublier l'état de délabrement des tableaux, dont la couche picturale s'effrite. Cette disposition est contraire à l'usage, qui veut que les tabernacles soient couronnés d'un dais d'exposition, qui peut accueillir un ostensoir lors d'une Adoration eucharistique. Pour venir au retable du maître-autel, son tableau, mieux conservé que les deux autres et non dissimulé par une statue, représente saint Martin voulant empêcher la décapitation de Priscillien, condamné pour hérésie à Trèves en 385 sur la demande des évêques Hydace et Ithace. Ce tableau cintré est cantonné de deux pilastres cannelés et rudentéss, qui arborent des feuilles d'acanthe complétées par de petites guirlandes en guise de chapiteaux, et ne reproduisent également aucun ordre antique. Des chutes de fleurs tombent sur les deux flancs gauche et droite du retable. Une agrafe et deux branches d'olivier surmontent le tableau. Il y a également une attique, qui est décoré de deux rubans entrelacés, de draperies et d'une couronne de fleurs, et sommé d'une croix rayonnante[10].
- L'aigle-lutrin dans l'abside est en bois de chêne taillé. De style baroque, il devrait dater du XVIIe siècle ou du début du XVIIIe siècle, et montre des affinités avec les retables, mais aussi la chaire et le banc d'œuvre. Son fût, qui est de plan triangulaire comme le pied, diminue en diamètre du haut vers le bas, et est décoré de petites guirlandes proche de son sommet. Les trois faces incurvées du pied sont séparées par des bustes de chérubins, et affichent chacune une gloire inscrite dans un médaillon ovale. En haut de chaque face du pied, court un entrelacs simple.

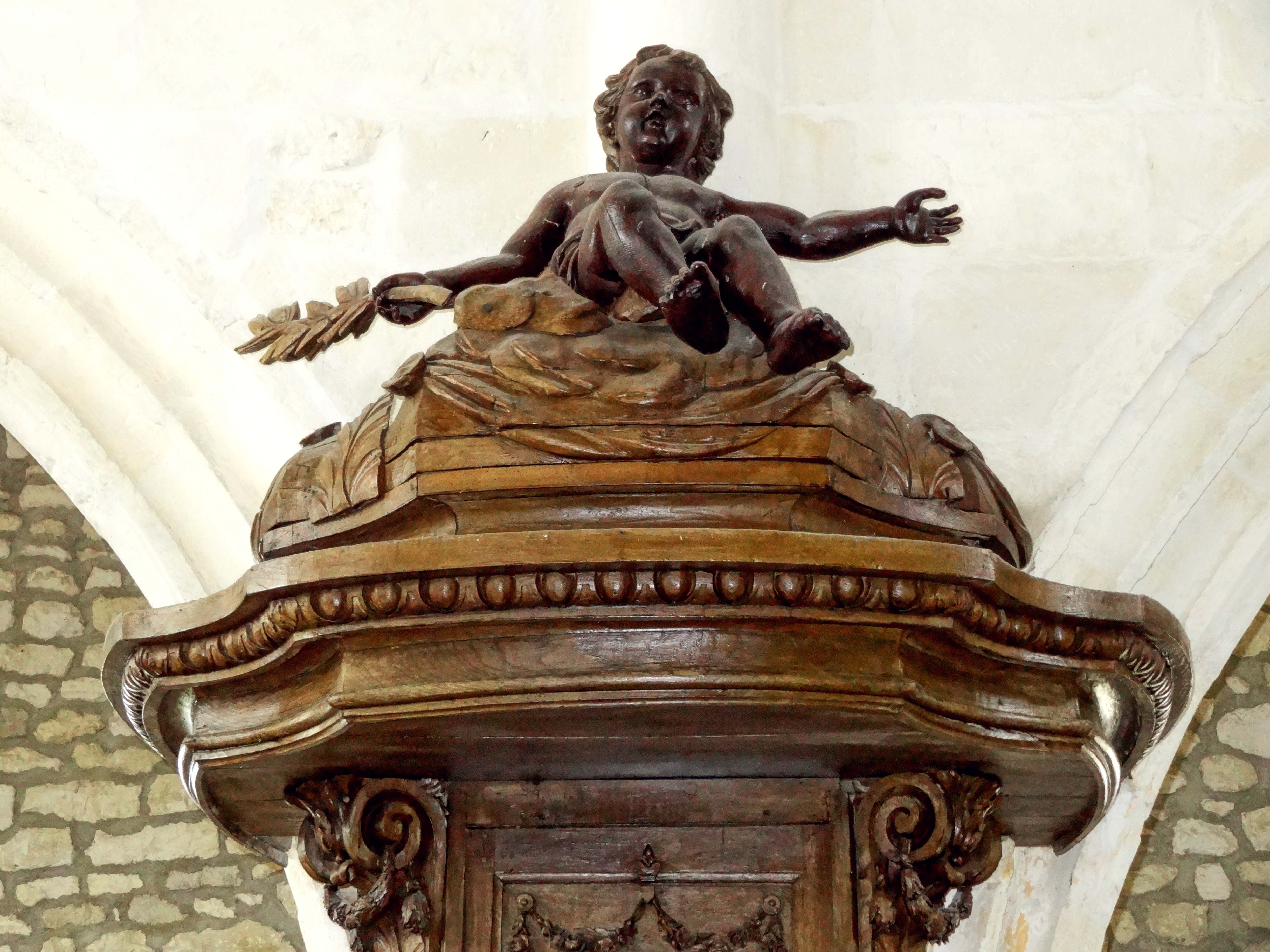
Abat-voix du banc d'œuvre.
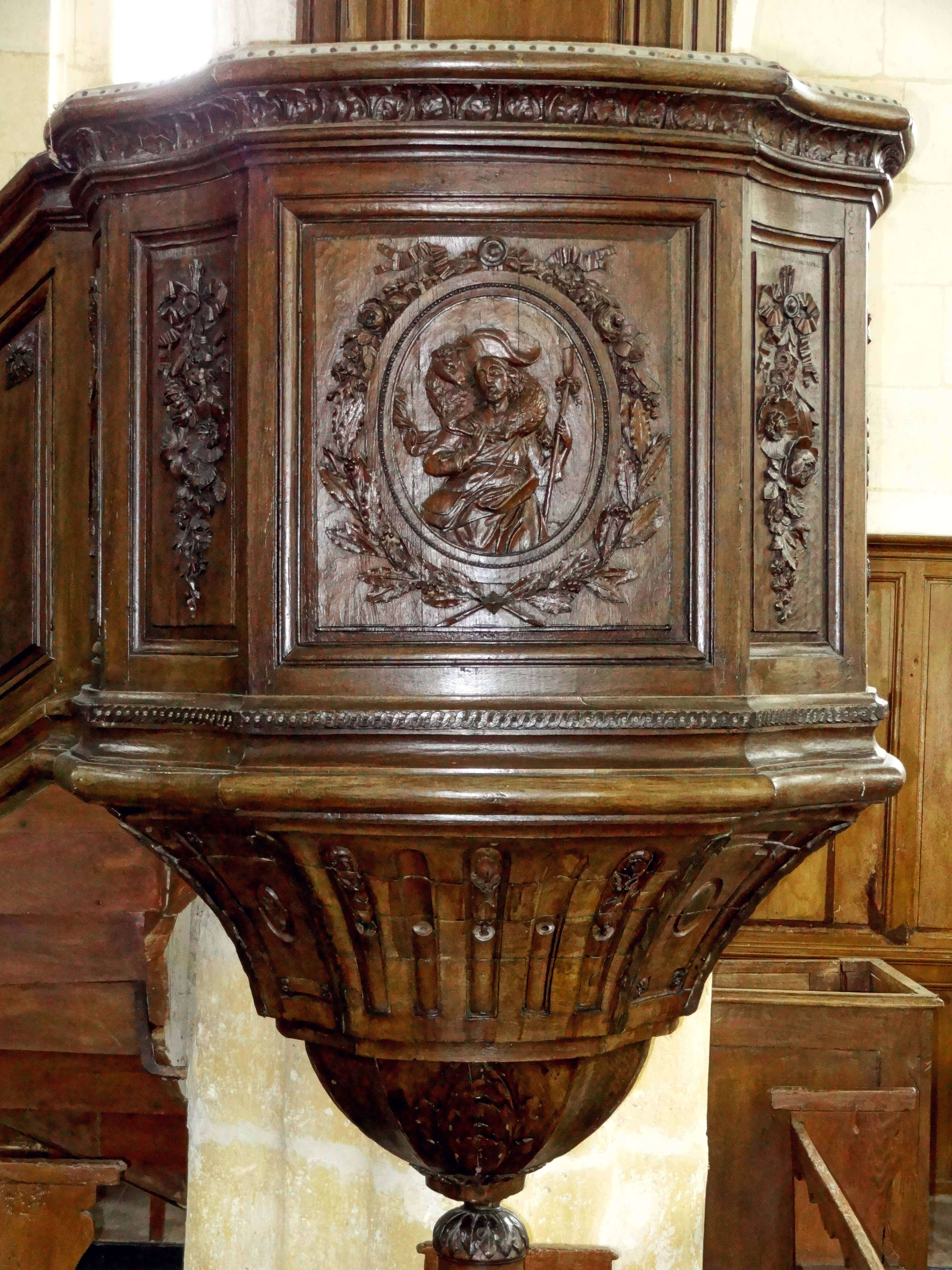
Cuve de la chaire.
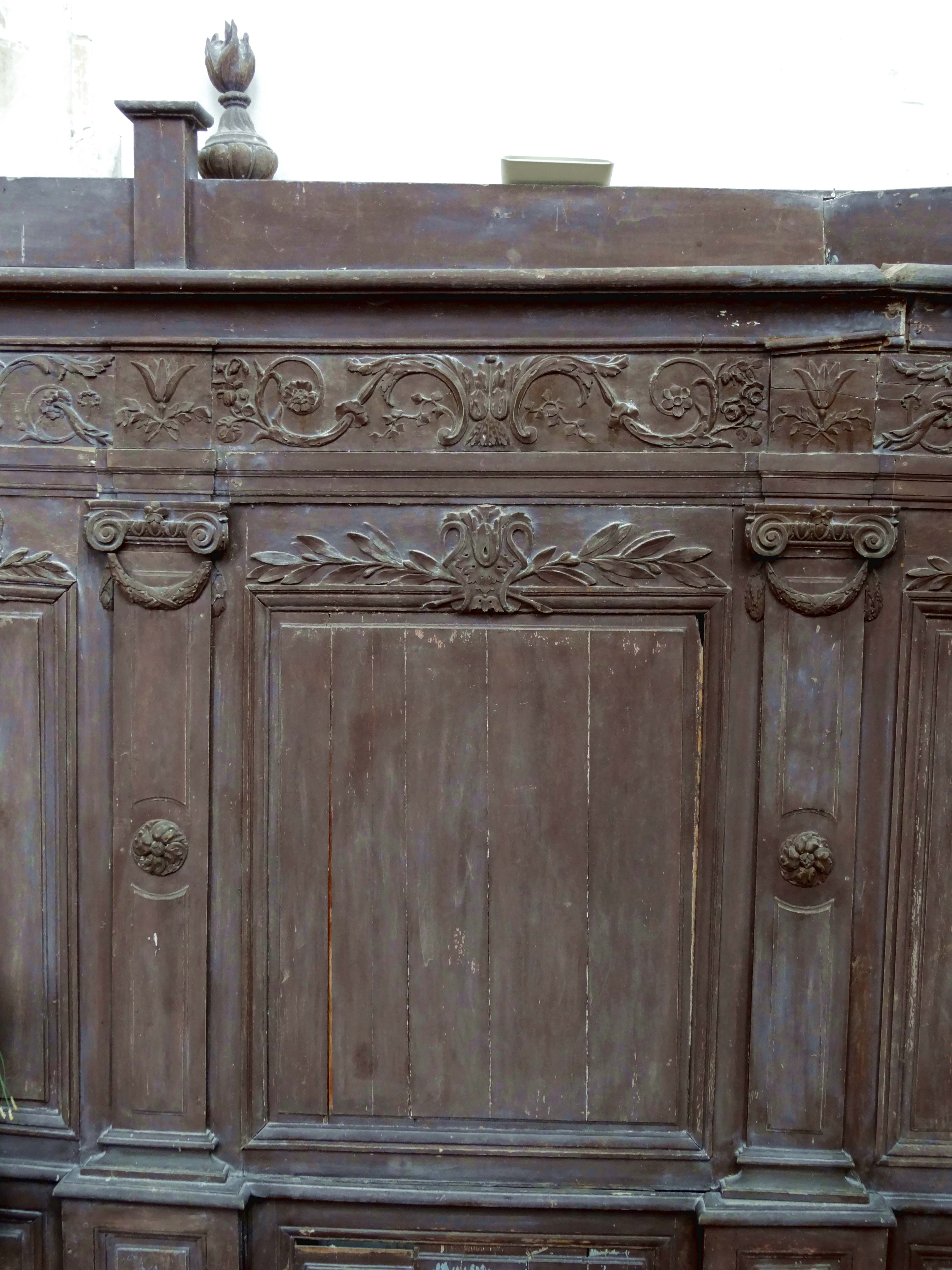
Boiseries de l'abside.
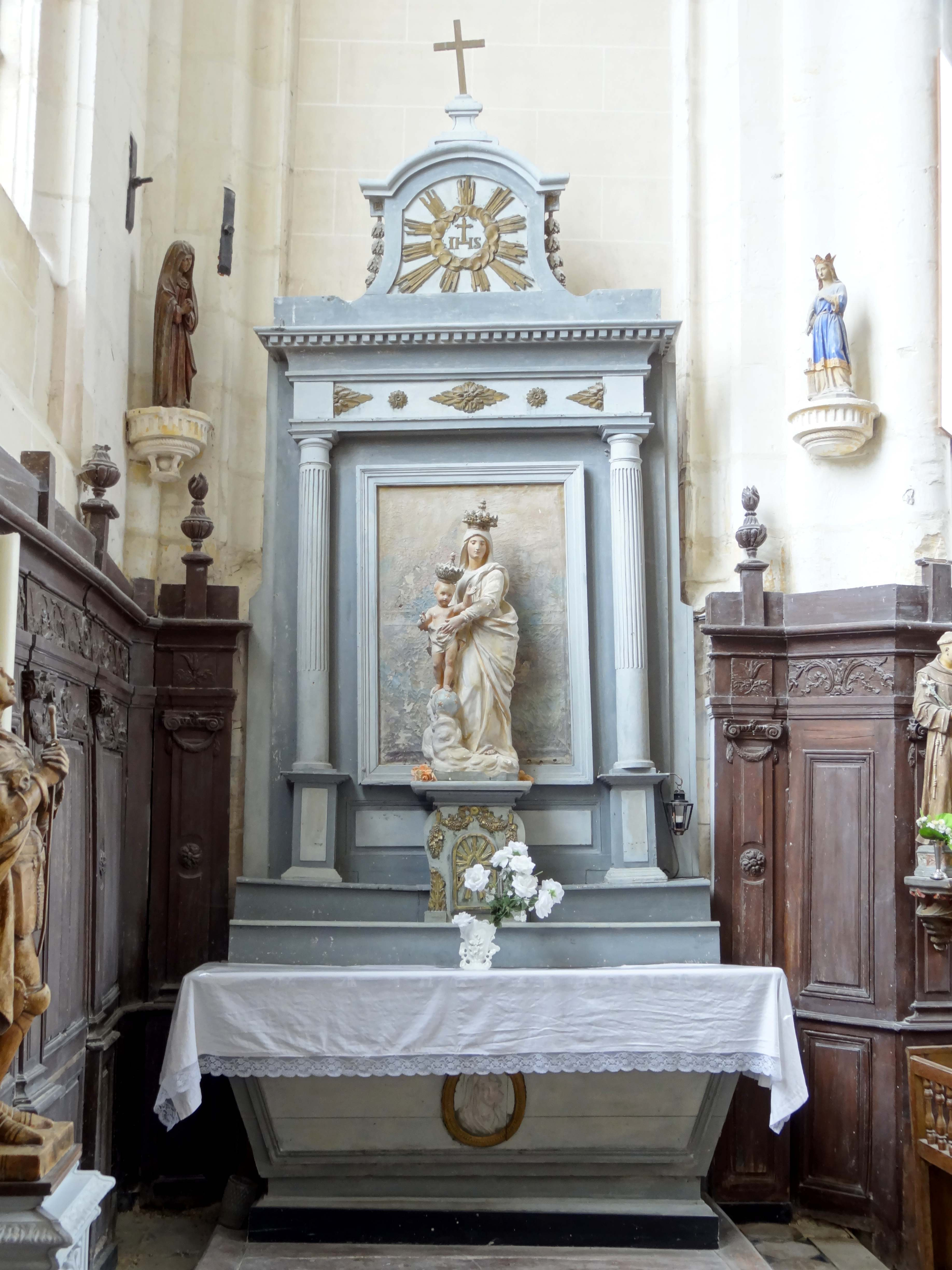
Autel de la Vierge Marie.
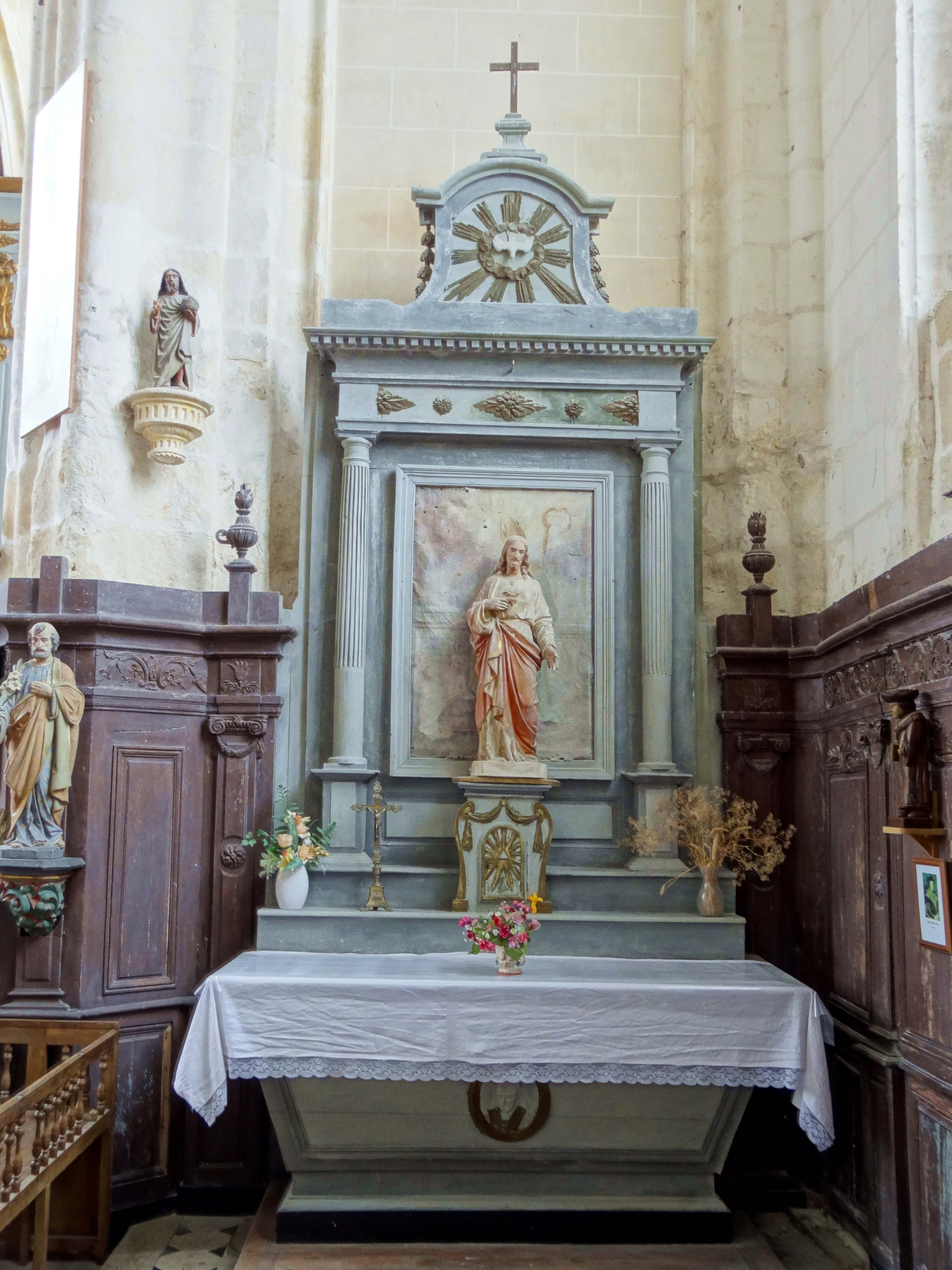
Autel du Sacré-Cœur.
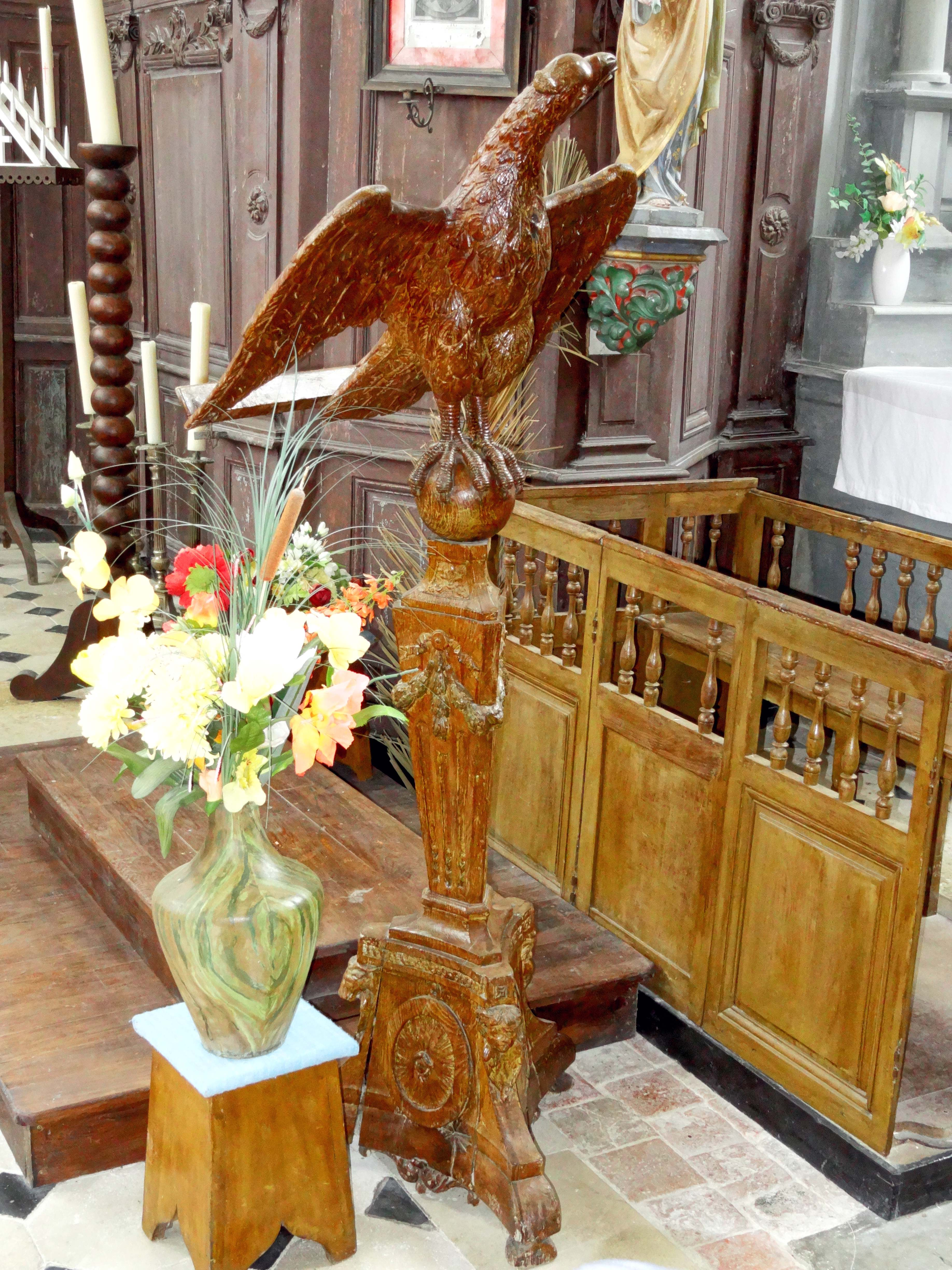
Aigle-lutrin.